# Tramway de Verneuil-l'Étang à Melun
Vous lisez un « article de qualité » labellisé en 2013.
Ne doit pas être confondu avec Tramway de Melun.
Le tramway de Verneuil-l'Étang à Melun, aussi appelé tacot de Verneuil ou tramway de Verneuil, est une des lignes de chemin de fer secondaire de Seine-et-Marne, exploitée de 1901 à 1950 par la Société générale des chemins de fer économiques (SE), dont elle constitue la première ligne dans le département. Elle reliait Melun à Verneuil-l'Étang. La longueur de la ligne était de 18,390 km accomplis en une heure sur une voie d'un mètre de large. Elle connaît une hausse de fréquentation jusqu'en 1914, la guerre désorganisant ensuite son trafic. Entre les deux guerres, l'autobus la concurrence pour le trafic de voyageurs. La ligne voit alors sa rentabilité décliner, et n'est à terme utilisée que par l'industrie sucrière, avant sa fermeture et son démantèlement.

## Histoire

### Projets pour la ligne

#### Début des projets

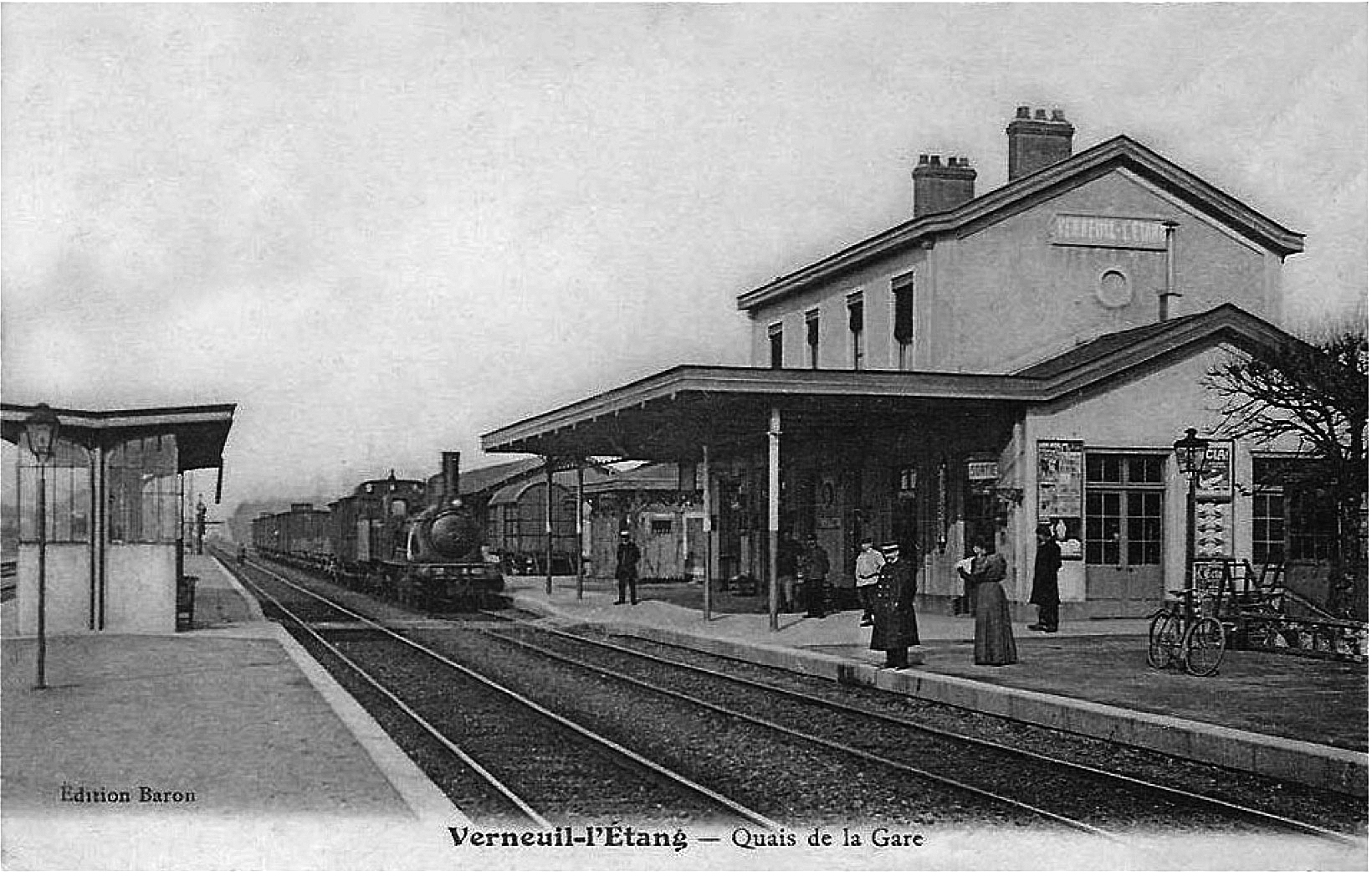
Gare de Verneuil-l'Étang, près de laquelle se trouvait l'ancien terminus du tramway.

Gare PLM de Melun.

Durant la seconde partie du XIXe siècle, le chemin de fer se développe en Seine-et-Marne. Les communes de Verneuil-l'Étang et Melun possèdent des gares de grandes lignes, la première sur la ligne de Paris-Est à Mulhouse-Ville, la seconde sur la ligne de Paris-Lyon à Marseille-Saint-Charles. Durant cette période, la réflexion du département se porte sur un moyen de les relier toutes les deux par un chemin de fer. Avec la publication de la loi de 1880 sur les chemins de fer secondaires, le département de Seine-et-Marne attache de l'importance aux zones de son territoire non desservies par le rail. L'ingénieur en chef des Ponts et chaussées départementaux met toutefois un frein aux ambitions du département en doutant que les futurs tramways seine-et-marnais puissent avoir autant de succès que « dans d'autres départements à la fois agricoles et manufacturiers ». Il propose en conséquence la construction d'une ou deux lignes qui serviraient de test, puis d'en constater le coût et la rentabilité pour évaluer ensuite l'intérêt d'en construire d'autres.
Le 25 août 1882, un premier projet reliant Melun à Coulommiers via Marles-en-Brie est présenté par la Compagnie de l'Est ; le conseil général le juge inacceptable en l'état et demande l'ouverture d'une enquête publique sur les différents projets de tracés pour cette liaison, très importante pour des raisons militaires.
Le conseil général de Seine-et-Marne dans sa décision du 25 mars 1885 acte les liaisons de Coulommiers à La Ferté-sous-Jouarre, de Brie-Comte-Robert à Verneuil et de Verneuil à Marles-en-Brie et Rozay-en-Brie et ajourne le projet d'une ligne de Melun à Verneuil.
Ce n'est qu'en 1892 que l'ingénieur en chef, M. Koziorowicz, propose la création de lignes de tramways à vapeur établies sur l’accotement des routes, avec des rails implantés sur le bord de la chaussée et non sur une plate-forme indépendante, ce qui permet de diminuer le coût de construction puisqu'il revient au département de construire lui-même son réseau et ensuite de le concéder à un « fermier d'exploitation ». La topographie du département de Seine-et-Marne ainsi que le tracé des lignes déjà construites décident le conseil général à faire établir plusieurs lignes transversales du sud au nord, la première d'entre elles étant une ligne allant de Melun à Guignes.

#### La naissance de la ligne

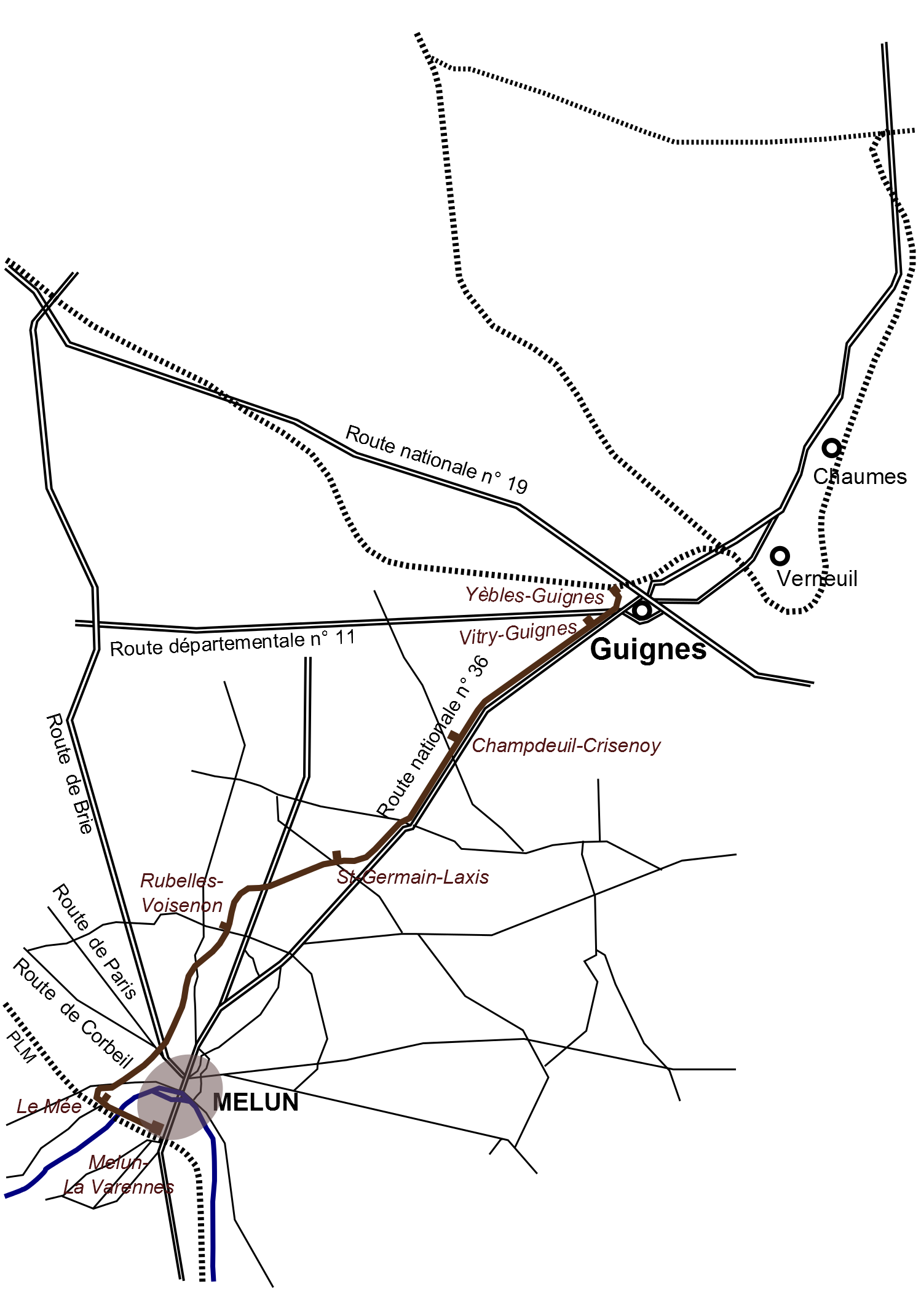
Tracé de la ligne de Melun à Guignes du projet de 1892.

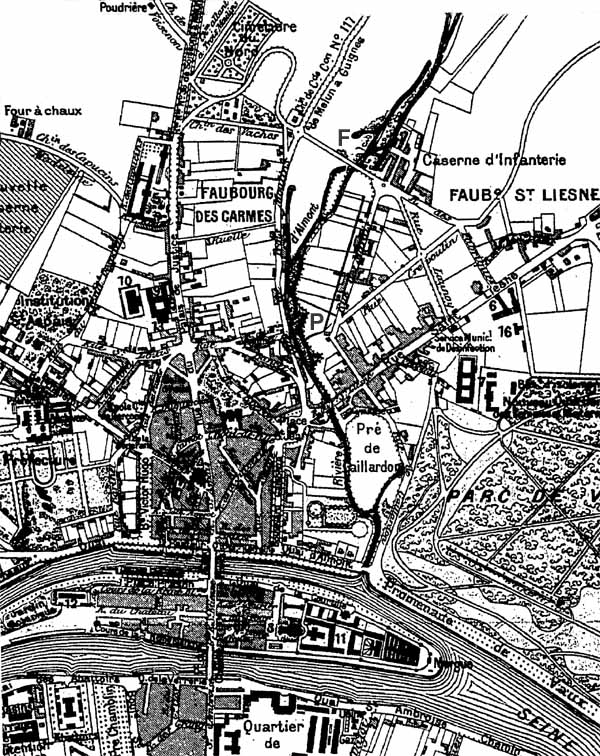
Partie Nord-Est de Melun extrait d'un plan paru dans un guide touristique en 1896. Vu sur le pré Gaillardon et une partie de ce que sera le tracé du tramway à Melun.

Une circulaire est diffusée le 8 avril 1892, portant sur un projet de chemin de fer à voie étroite présenté par Henri Décante, ayant comme point de départ une gare nommée « Melun-La Varenne » située dans la rue de Dammarie, à Melun.
D'après le projet, la ligne passe ensuite par le pont ferroviaire de la ligne PLM, élargi pour la circonstance, pour s'arrêter en gare du « Mée-sur-Seine ». Après, la ligne de tramway se sépare de la ligne principale et suit une courbe très prononcée pour longer le chemin no 39. Elle traverse ce chemin à la jonction d'un chemin menant à la mairie du Mée, où se trouve une halte. Ensuite, elle continue presque en ligne droite vers l'embranchement des routes de Paris et de la Brie, traversé au-dessous. À cet emplacement, se trouve la gare de « Melun-Saint-Barthélémy ». Après l'arrêt, la ligne emprunte un pli de terrain afin de contourner la butte de Montaigu, puis traverse le chemin no 35, par en dessous, à proximité des grilles du parc de Voisenon. Elle franchit ensuite la petite vallée fermée par le biais du ruisseau des prés Saint-Nicolas en allant au-dessus du chemin allant de Voisenon à Maincy. La gare de « Rubelles - Voisenon » se situe au passage à niveau du chemin no 82, équidistant des deux communes. La ligne poursuit son itinéraire à la frontière des deux territoires. Elle prend alors une courbe à droite pour atteindre à niveau la route no 21, où se situe une halte à Montereau-sur-le-Jard, au lieu-dit « Luteau ». Ensuite, elle longe le chemin de Rubelles à Saint-Germain, pour atteindre la commune et la gare de « Saint-Germain-Laxis », au croisement avec le chemin no 126. La ligne emprunte la route de Meaux, pour atteindre la halte « Les Bordes » au croisement du chemin no 57, la gare de « Champdeuil - Crisenoy », au croisement du chemin no 130, puis les haltes facultatives de « Genouilly », « Suscy » et « Vulaines ». Après, le tacot atteint la station « Vitry-Guignes » au croisement de la roue nationale 36, de la route départementale 11 et du chemin no 99. La ligne finit son parcours en « gare de Yèbles - Guignes » par le biais d'une courbe, en correspondance avec la ligne de Vincennes.
La gare de Vitry-Guignes présente l'avantage d'être très proche de la sucrerie de Guignes. La voie aurait une largeur de 0,6  à   1 m. Cependant, ce projet nécessiterait non seulement un élargissement du pont du Mée, au coût important, mais également l'autorisation de la compagnie du PLM d'utiliser ses voies. De plus, un autre problème se pose, celui de faire cohabiter les voies du tramway avec celles des grandes lignes dont l'écartement des rails mesure 1,435 mètre. Ce projet subit de nombreuses modifications, mais reste une utopie durant cinq ans.
Néanmoins, le besoin d'une telle ligne ne cesse de croître devant la production de plus en plus importante des sucreries, des distilleries ainsi que des râperies de la région, qui nécessitent un transport plus efficace.

#### La ligne de Melun à Guignes

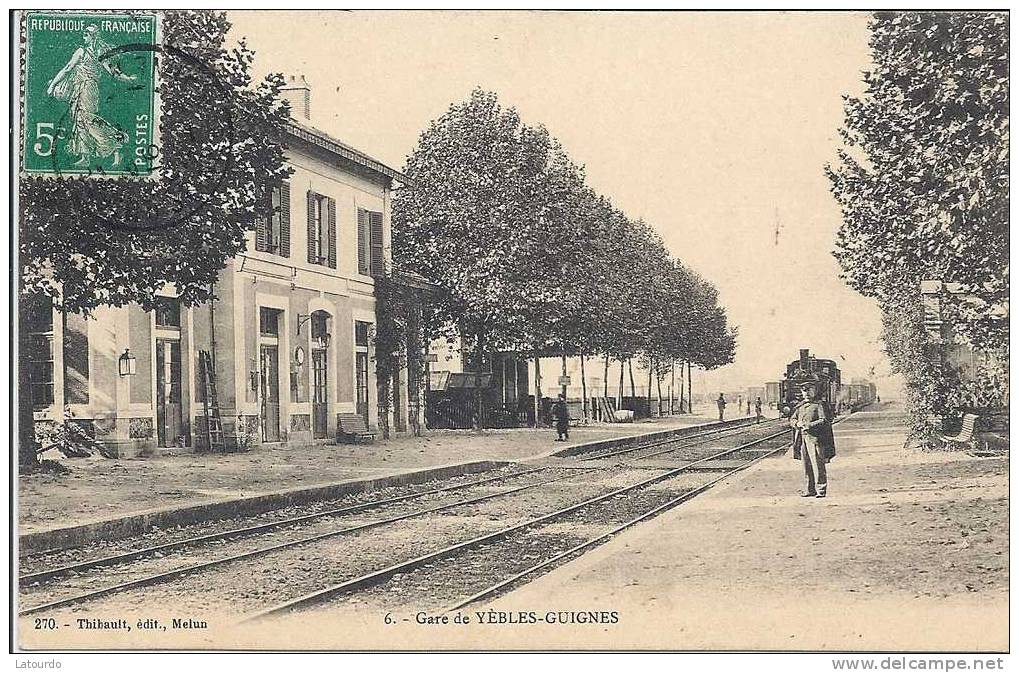
La gare de Yèbles - Guignes au début du XXe siècle sur la ligne de Vincennes.

Un nouveau projet est élaboré par le département en 1893 et place la gare terminus de Melun à la rue des Marais. Deux emplacements sont alors privilégiés : un près de l'Almont, au bord de la Seine, et l'autre à proximité du collège, non loin du palais de justice. L'ingénieur ordinaire de Melun met en évidence le fait que le second emplacement serait défavorable à une desserte efficace, car il serait situé trop loin du centre-ville, mais aussi en raison de la difficulté d'accès pour le fret ; en outre, il rendrait impossible un hypothétique prolongement du tramway jusqu'à la gare de Melun. Il faut donc privilégier le premier choix qui a l'avantage de se situer près de la place Saint-Jean, au centre de Melun. De plus, cet emplacement permettrait de construire un embranchement jusqu'à la berge de la Seine pour y établir un point d'eau pour permettre de ravitailler en eau les locomotives.
Le tracé doit partir du chemin no 35, puis suivre le chemin no 117, prendre la route nationale 36 puis, par une déviation, desservir Guignes et atteindre la ligne de Vincennes, dont le tronçon entre Verneuil et Marles-en-Brie vient d'ouvrir le 4 juin 1893. Le projet a comme avantage d'avoir peu de déclivité, peu de terrassements et d'ouvrages d'art à réaliser, donc d'être une construction à faible coût. Il est prévu qu'en plus des gares terminus, il y ait des gares à Saint-Germain-Laxis, Champdeuil, Crisenoy et une deuxième à Guignes pour desservir la sucrerie. Ces gares seraient complétées par une halte « Rubelles - Voisenon » ainsi que des arrêts facultatifs aux hameaux des Trois-Moulins, Bordes, Genouilly et Suscy.
La ligne doit atteindre 16,114 kilomètres de longueur : 15,114 kilomètres de la station de Melun à celle de Guignes, plus 1 000 mètres pour un prolongement jusqu'à la Seine. Les dépenses pour le projet sont fixées à 624 000 francs, soit 38 700 F/km.
Il est aussi envisagé un autre tracé, à partir de l'entrée de Guignes, passant par le chemin no 99 pour rejoindre la gare de Verneuil. Cette alternative a comme avantage d'aller à Coulommiers en évitant un changement de train à Guignes. Mais elle nécessite un élargissement de ce chemin, trop étroit, et un prolongement de la ligne de six kilomètres. Le coût de ce prolongement s’élèverait de 73 000 à 82 000 francs selon le tracé retenu. Finalement, le projet abandonne le principe d'une liaison jusqu'à Verneuil et se concentre sur Guignes.

### Création de la ligne

#### Validation du projet

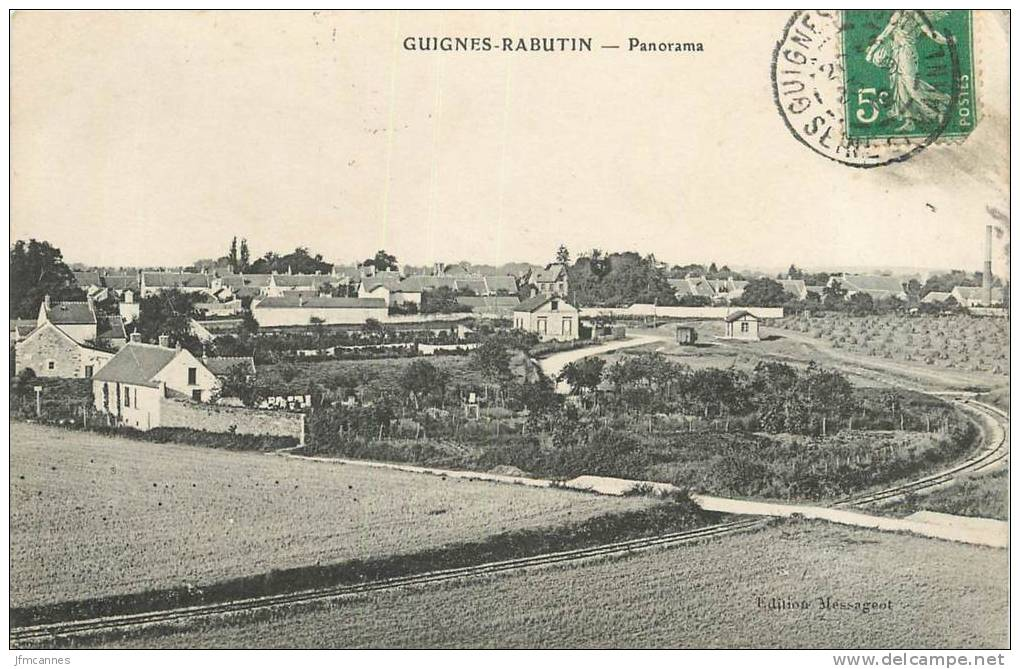
Panorama de Guignes avec la présence des voies du tramway et de la gare Guignes-Ville, au début du XX.

En 1897, la liaison de Melun à Villiers-Saint-Georges via Verneuil et Jouy-le-Châtel est l'une des six plus demandées. Le département ne peut cependant pas supporter le coût financier des nombreux projets en présence. Le conseil général décide alors, la même année, après beaucoup d'hésitations, de conserver le projet de création de deux lignes : l'une de Sablonnières à Bray-sur-Seine, et l'autre de Verneuil à Melun, dans l'optique de desservir le plus grand nombre de communes possible.
Après l'abandon de nombreux tracés, le conseil général émet un avis favorable à la création d'une ligne de Melun à Verneuil. Une convention de rétrocession est signée entre le préfet de Seine-et-Marne et le directeur de la SE le 28 avril 1899. Les formalités de déclaration d'utilité publique sont aussitôt entreprises et le dossier transmis à l'autorité supérieure. La ligne est déclarée d'utilité publique par décret du 6 mai 1899.

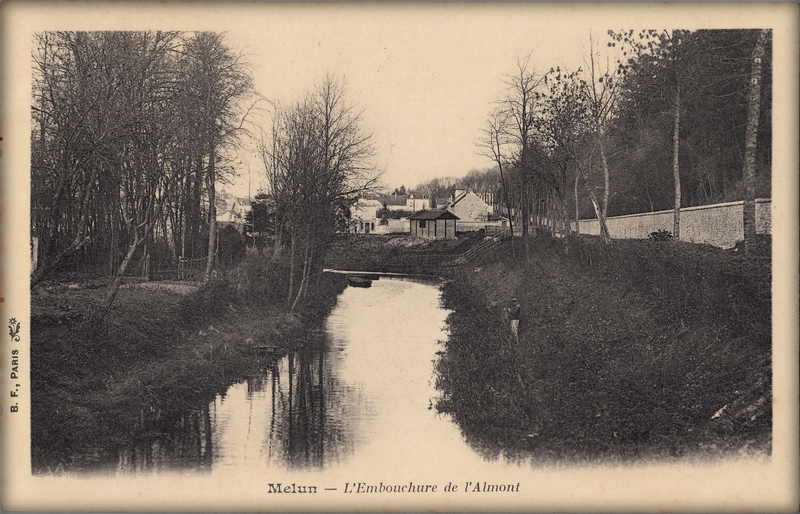
Embouchure de l'Almont avec au fond le bâtiment de la gare de Melun-Ville.

En 1900, lors de sa première session, le conseil général décide la création d'un réseau départemental de 133 kilomètres, construit par ce dernier, puis cherche un concessionnaire pour assurer son exploitation et fournir le matériel roulant, les outils, les dépôts, les ateliers et le mobilier des gares. Sur ce réseau, la ligne de Verneuil à Melun est isolée de « l'Étoile de Jouy-le-Châtel », où se croisent toutes les autres lignes. Le projet consiste en une ligne allant du port fluvial de Melun à Verneuil en passant par la sucrerie de Guignes. Le choix du tracé se rapproche du projet de décembre 1893, avec la variante à Verneuil et un arrêt supplémentaire implanté à Melun-Octroi.
Trois candidats sont intéressés par le projet : la Compagnie de chemins de fer départementaux, la Société générale des chemins de fer économiques ainsi que MM. Coignet et Grosselin, entrepreneurs de travaux publics et concessionnaires d'autres chemins de fer locaux. Après l'étude des trois offres, celle de la Société générale des chemins de fer économiques, qui a de bonnes références, est choisie. Malgré ses bons résultats, la Compagnie de chemins de fer départementaux n'est pas retenue, alors qu'elle propose les mêmes conditions et qu'elle exploite déjà d'autres lignes de Seine-et-Marne, le conseil général désirant diversifier ses exploitants.
La gare terminale du tramway, dite de Melun-Ville et située à proximité de la Seine, rue Mail-Gaillardon, n'est pas prévue pour être en correspondance avec la gare PLM située à l'autre extrémité de la ville. Il est en effet jugé trop difficile de traverser toute la ville en empruntant les ponts routiers ou de construire un pont au niveau de la prison pour traverser la Seine. Un tel tracé serait trop onéreux pour un chemin de fer économique. La liaison entre les deux gares se réalise donc par l'intermédiaire du tramway de Melun.

#### Préparation de la ligne

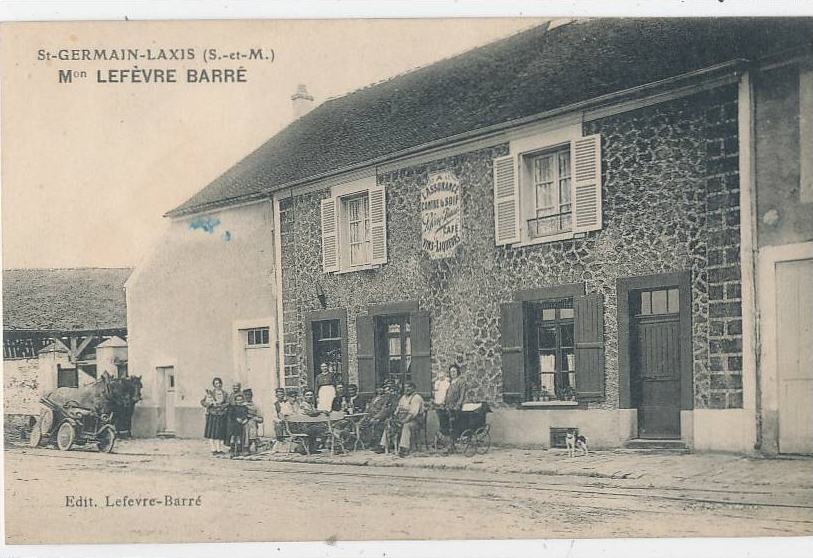
Rue de Meaux en face du café de Saint-Germain-Laxis. Les voies du tramway sont en premier plan.

La ligne est la première du réseau à obtenir la fin des enquêtes parcellaires ; le 23 février 1900, un jugement est prononcé pour les expropriations nécessaires à la construction du tramway. Des traités à l'amiable sont conclus avec les propriétaires consentants et des indemnités sont accordées aux autres. L'arrivage des ballasts est adjugé le 30 décembre 1899. Les travaux de la déviation aux environs de Guignes le sont le 24 février 1900. Ensuite, pour la totalité du réseau, le département fait une tentative d'adjudication en quatre lots, le 13 mars 1900 : fourniture des rails et des éclisses, fourniture des tire-fonds, des boutons d'éclisses et des rondelles, fourniture des appareils de changement de voies et fourniture des traverses. Seul le 3e lot est adjugé à MM. Magnard et Cie, de Fourchambault, moyennant une réduction. Pour les autres lots, les négociations durent plus longtemps.
Les dépenses d'établissement de la ligne, sans prendre en compte le matériel roulant, l'outillage et le mobilier, sont fixées à 784 000 francs au 1er janvier 1901 ; le département inscrit en plus 250 000 francs pour la construction de la ligne pendant l'année 1901.
M. Heude, ingénieur en chef de 1re classe des ponts et chaussées, obtient la direction des travaux et M. Wender, ingénieur ordinaire de 1re classe de l'arrondissement de Melun, est chargé du contrôle des chantiers. Après la mise en place d'un appel d'offres, l'entreprise de maçonnerie Plusquelet frères est chargée de la construction des bâtiments et l'entreprise Cordier des terrassements, de la pose et du ballastage des voies. Le passage par les bois des vallées de Rubelles nécessite quelques expropriations et il faut construire un passage solide sur le ru du Jard, à Trois-Moulins.

#### Construction de la ligne

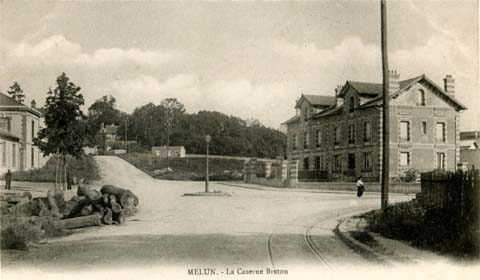
Place et caserne Breton à Melun. On distingue les rails du tramway venant de la rue des Marais et s'apprêtant à traverser l'Almont d'où est prise cette vue, avant 1904, juste avant la halte de Melun-Octroi.

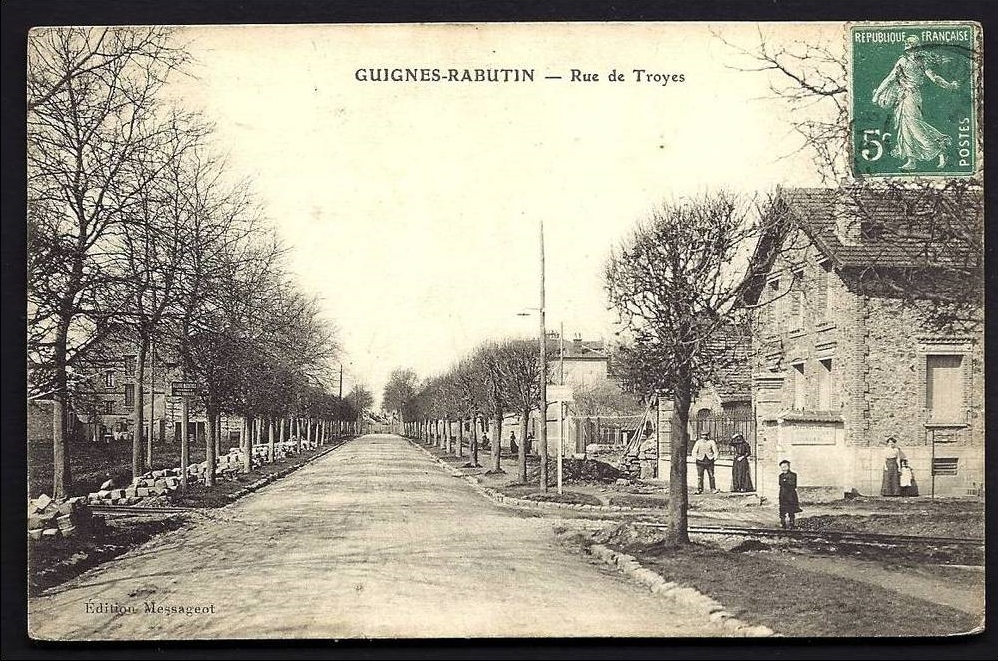
Rue de Troyes à Guignes, en travaux, avec les rails du tramway la traversant, au début du XXe siècle.

Les travaux commencent en octobre 1900 et la voie est posée en avril 1901. À l'occasion de la fin des travaux, on fait circuler un convoi formé d'une locomotive provenant du chantier et d'une voiture confiée par le concessionnaire. Cette tournée a lieu le 29 avril 1901, d'après Jean-Claude Riffaud et Jacques Rennaud, donc postérieurement à l’inauguration officielle du 17 avril.
En 1900, la déviation de Guignes, d'une longueur de 3,173 km, est construite ; la fourniture de ballasts est effectuée pour 95 000 francs, celle des traverses pour 72 000 francs, celle des rails et des éclisses pour 213 400 francs et celle des tire-fonds et des boutons d'éclisses pour 18 400 fr. La livraison des appareils de changement de voie, qui n'a lieu qu'en février 1901 pour un coût de 24 400 francs, retarde légèrement les travaux d’infrastructure, de ballastage et de pose des voies, achevés en avril pour un montant de 142 400 francs.
Commencée à l'automne précédent, la construction des bâtiments, achevée peu après le rapport d'avril 1901 du conseil général, coûte 67 000 francs ; au même moment intervient la fourniture de deux ponts-bascules (3 400 francs) et celle des plaques tournantes et des grues (21 400 francs). Un raccordement est exécuté entre la station de Verneuil (tramway) et la gare de Verneuil de la compagnie des chemins de fer de l'Est, aux frais du département. Le dallage des gares est également approuvé par la commission départementale.

### La ligne à son apogée

#### L'inauguration

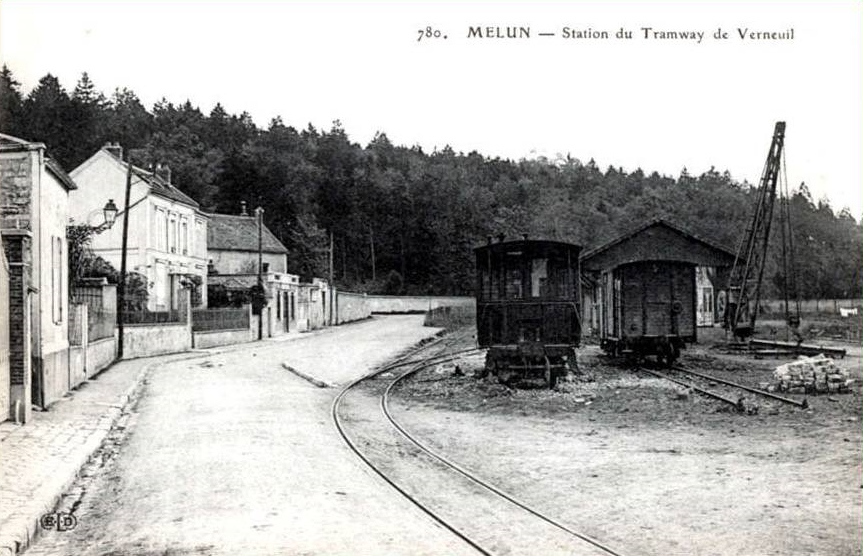
Station terminus de Melun-Ville avant 1914 avec sa grue, près de l'Almont.

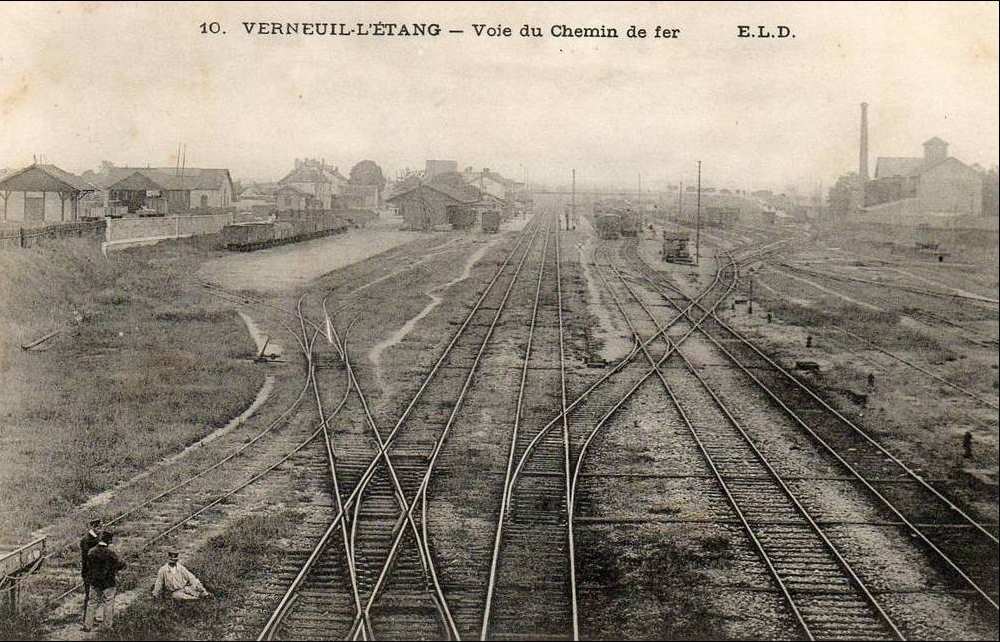
Vue d'ensemble de la gare de Verneuil-l'Étang avec à gauche la gare de tramway, au début du XX.

En avril 1901, le conseil général assiste à cette inauguration. C'est le préfet Boegner qui préside la cérémonie d'ouverture en présence des sénateurs, des députés et de tous les hauts fonctionnaires du département. Le tramway met 1 h 05 pour effectuer le trajet jusqu'à Verneuil. Ensuite, un banquet est célébré à Guignes en présence du préfet, de M. Droz, avocat et surtout président du conseil général et conseiller général de Meaux, du comte Breffulhe, conseiller général de Mormant, de M. Balandreau, ancien maire de Melun et de M. Heude. Enfin, de retour à Melun, le nouveau maire, M. Villeneuve, offre un lunch à ses invités et déclare dans son discours : « Je lève mon verre, Messieurs, au progrès que représente ce tramway à vapeur, au succès de la ligne Melun-Verneuil qui, en ce jour mémorable, inaugure la série des tramways à construire en Seine-et-Marne et qui ne pourra qu'apporter la prospérité dans notre cher département! Vive la Seine-et-Marne, vive la république, vive la France ».
L'ouverture de la ligne au public est prévue le 14 mars 1901, mais est repoussée au 1er mai 1901, en raison du retard de réception des locomotives. En effet, les désaccords entre la SE et le département, qui souhaite modifier la consistance du parc défini lors de la convention, en sont la cause, la ligne étant achevée avant que les machines ne soient livrées. Afin de permettre la mise en service effective de la ligne, la Société générale des chemins de fer économiques doit faire venir, de son réseau de l'Allier, trois de ses machines Mallet. Elles sont louées pour la ligne jusqu'au 30 mars 1902.
Dès son inauguration, les maires de Verneuil-l'Étang et de Guignes demandent la mise en place d'un quatrième train le samedi pour le marché. Il est mis en service dès 1905 les samedis, dimanches et jours de fêtes.
Du 1er mai au 31 décembre 1901, la ligne transporte 46 035 voyageurs. Sur cette période, elle affiche un chiffre d'affaires de 36 415 francs et ses frais d'exploitation se montent à 33 672 francs, soit un bénéfice de 2 743 francs partagé entre l'exploitant, le département et l'État.

#### Début de la ligne

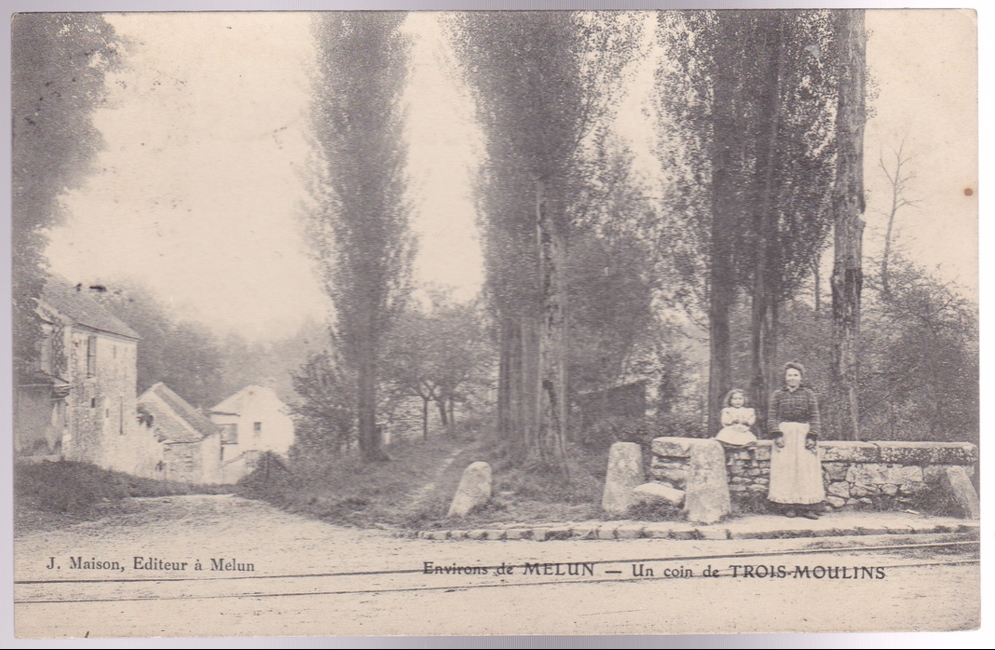
Après le passage au pont de l'Almont, aux Trois Moulins à Melun avec au premier plan les rails du tramway de Verneuil, en 1908.

Cette ligne de chemin de fer secondaire permet les déplacements réguliers des habitants et le développement commercial des villes, grâce à la desserte supplémentaire les jours de marché, tout en facilitant le transport des denrées agricoles vers les centres urbains.
En 1903, le département cherche à construire un abri pour la halte de Melun-Octroi, en raison de son trafic qui, contre toute attente, est important. Les gares de Verneuil, Guignes-Ville et Melun-Ville sont davantage utilisées, mais la halte a une moyenne quotidienne de 17 voyageurs (montée et descente), contre 12 pour Saint-Germain-Laxis, 10 pour Champdeuil - Crisenoy et 22 pour Guignes-Ville, toutes trois gares de la ligne. Le trafic de Melun-Octroi ne cesse de s'accroître et la station ne peut pas respecter la règle des haltes selon laquelle seul un panneau doit les matérialiser.
En août 1903, le département se pencha sur un projet pour relier le tramway de Verneuil à la gare de Melun en utilisant le tramway électrique de Melun via un raccordement entre ce dernier et le tramway de Verneuil. Le projet n'aboutira cependant pas car jusqu'en avril 1905, personne ne se présentera pour exploiter le tronçon à créer. Pour 1903, le trafic s'éleve à 72 953 voyageurs, 307 chiens, 295 tonnes de bagages ainsi que 2 332 tonnes de marchandises.

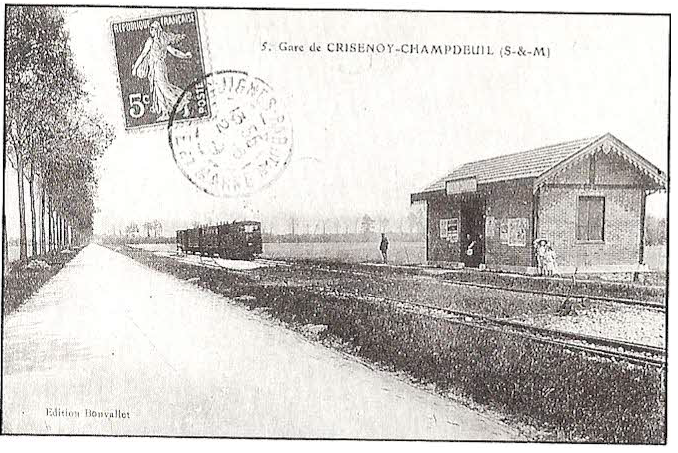
Gare de Champdeuil - Crisenoy en 1906. Le bâtiment a déjà subi les transformations qui la changeront en halte.

En 1905, un abri est construit à la halte de « Melun-Octroi », pour un montant de 825 francs, et un autre à celle des « Bordes », pour 677 francs. Le bâtiment de la gare de Champdeuil - Crisenoy est transformé en abri à accès libre, sans aucun bureau, en supprimant la porte d'entrée et en remplaçant la porte vitrée par des panneaux pleins à la suite de dégradations répétées, facilitées par l'éloignement de la gare, située en pleine campagne. Celle-ci devient alors, de facto, une simple halte. La ligne à voie normale, située sur la voie de marchandises de la gare grandes lignes de Verneuil, est prolongée jusqu'à la station de tramway.
Durant les cinq premières années d'exploitation, les recettes kilométriques augmentent, passant de 2 945 francs en 1901 à 3 570 en 1905.
En 1908, un accord est conclu entre la Société des chemins de fer économique et M. Guillon, propriétaire de la sucrerie de Guignes, pour rattacher cette dernière à la ligne reliant Melun à Verneuil, par un embranchement destiné au fret. Cet embranchement est opérationnel en octobre. Les recettes de la ligne passent de 68 716 francs en 1907 à 71 796 francs en 1908.
Par délibération du conseil municipal de Crisenoy du 13 novembre 1908, la commune demande que le tramway marque un arrêt conditionnel au chemin menant à la ferme de Champigny. Cependant, la Société Économique est contre ce projet car une nouvelle halte augmenterait la durée du trajet et rendrait plus difficile les correspondances à Verneuil-l'Étang. De plus, l'arrêt se trouverait à seulement 775 mètres de la halte « Les Bordes » et à 1,065 km de la gare de « Champdeuil - Crisenoy ». Enfin, sans compter les ouvriers agricoles qui n'habitent pas ici, la faible population (sept habitants) ne justifie pas une telle desserte. Le 9 février 1909, le conseil général refusa la demande.

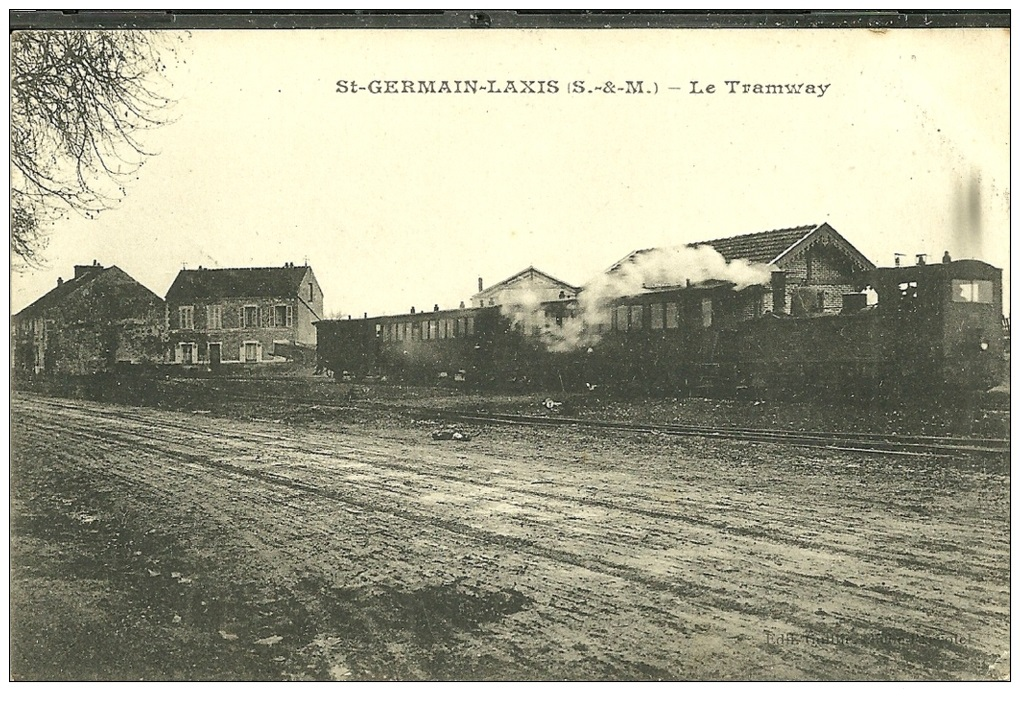
Gare de Saint-Germain-Laxis au début du XXe siècle.

En 1909, les installations de la gare de Saint-Germain-Laxis deviennent insuffisantes pour la campagne sucrière. En effet, elle ne dispose pour le chargement et le déchargement de betteraves que de deux parties de voies en cul-de-sac de 25 mètres de longueur sur l'accotement de la route, empierrées pour l'accès des voitures. Le problème est que la distance des voies n'est que 3,80 mètres ; quand une voiture charge ou décharge, la tête du cheval dépasse sur la voie, ce qui n'était pas dangereux à l'origine de la ligne avec son modeste trafic mais maintenant le problème se pose avec l'augmentation de la production agricole. Ensuite, la récolte faite par temps pluvieux dégrade fortement la route sur laquelle les voies se trouvent. En outre, les voies ne suffisent plus pour une récolte qui passe de 3 500 à 7 000-8 000 tonnes surtout depuis le raccordement de la ligne à la sucrerie de Guignes. Pour remédier à ce problème, une voie de débord fut créée pour un montant de 3 400 francs. La même année, les conseils municipaux des communes de Saint-Germain-Laxis, Yèbles, Moisenay, Rubelles et Verneuil-l'Étang demandèrent à la SE un train supplémentaire aller-retour le samedi matin pour aller au marché d'approvisionnement de Melun. Cependant, la conclusion de la société est qu'une telle desserte rendrait peu de service et risquerait de causer une perte financière 925 francs par an.
Avec la construction du raccordement entre la ligne de Melun à Verneuil et la sucrerie de Guignes, le trafic de betteraves double et la halte de Champdeuil - Crisenoy, qui n'expédiait auparavant qu'une dizaine de wagons de marchandises, passe alors à 4 000 tonnes de betteraves et 2 600 tonnes de pulpes. Pour permettre une meilleure liaison entre « Guignes-Sucrerie » et « Champdeuil - Crisenoy », la voie de cette dernière, qui est alors en cul-de-sac côté Verneuil, est raccordée à la voie principale en 1910.

#### Succès de la ligne

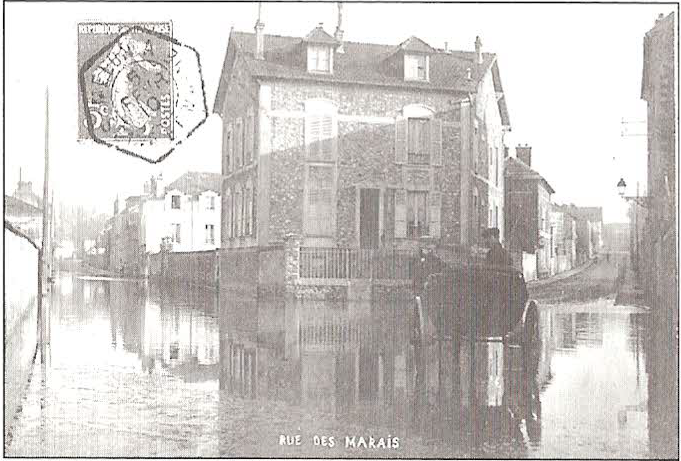
La rue du Marais en 1910 sous 10 cm d'eau ; les rails du tramway ne sont même plus visibles.

À la suite de l'augmentation considérable de la production de betteraves à transporter jusqu'à la sucrerie de Guignes depuis son raccordement à la ligne, passant de 4 500 tonnes en 1908 à 8 280 tonnes en 1909 et une prévision de 13 700 tonnes à destination de Guignes et de 4 400 tonnes à destination de la sucrerie de Nangis, il est décidé que le transport assuré par 14 véhicules sera complété par quelques voitures provenant du reste du réseau ainsi que par l'achat de 12 wagons pour un montant de 45 600 francs.

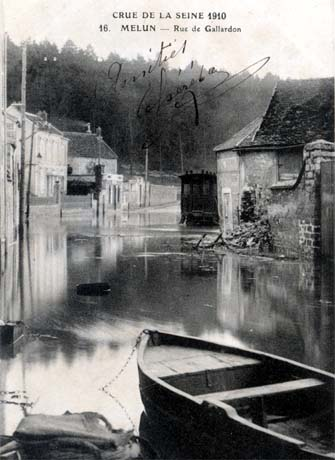
La rue de Gaillardon pendant les inondations de 1910 ; on aperçoit au moins un wagon au dépôt. La gare est inutilisable.

Le 12 octobre 1909, la SE fait savoir que la gare de Champdeuil - Crisenoy est la seule station de la ligne ne possédant pas d'éclairage, alors que les gares de Saint-Germain-Laxis et Guignes-ville eurent le leur dès 1906. À la nuit tombée, lors de l'arrivée du dernier train, il n'y a pas de lumière car elle n'est pas pourvue de personnel permanent et est loin des habitations desservies. L'exploitant déclare qu'il ne peut assurer l'éclairage d'autant que c'est aux communes de fournir le matériel, rembourser des dépenses de personnel ainsi que la « matière de consommation ». Le 9 septembre 1910, l'exploitant offre une subvention de 60 francs par an à chaque commune, pour prendre en charge l'éclairage.
Lors de la crue de la Seine de 1910, l'ancienne gare de Melun, se situant à proximité du confluent de l'Almont et de la Seine, est submergée. Du pré Gaillardon à la rue des Marais, tout est sous les eaux. Le tramway s’arrête alors à la station Melun-Octroi et le peu de voyageurs qui y descend, doit finir le trajet en barque.
Par la délibération du 29 janvier 1910, la chambre de commerce de Melun souhaite que les correspondances postales soient transportées par le tramway, venant de Verneuil et Guignes à destination de Melun, ainsi que pour tous les points du parcours où ce service est nécessaire. Le service sera mis en place par la suite.
La ligne affiche une très bonne utilisation, surtout en matière de transport de fret dont le tonnage ne cesse d'augmenter jusqu'en 1914, grâce aux activités de la sucrerie de Guignes. Devant cette réussite, les conseillers généraux décident, en 1910, de relier cette ligne isolée du reste du réseau à voie étroite, grâce à la création d'un embranchement de Saint-Germain-Laxis à Nangis. Le projet est en phase d'étude assez avancée et la procédure préalable de déclaration d'utilité publique est en progression, mais il est arrêté avec l'entrée de la France dans la Première Guerre mondiale.

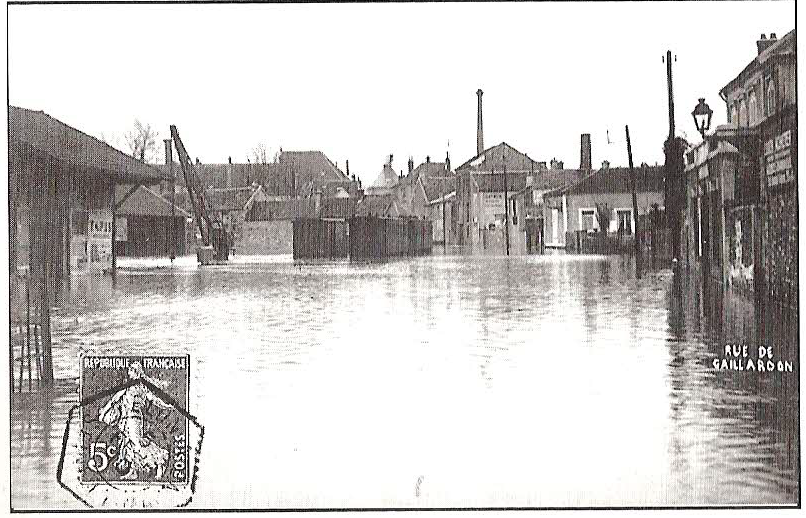
La gare de Melun-Ville, la grue et les rames sous les eaux lors de la crue de 1910.

En 1912, un autre projet se développe pour que la station de Melun-Ville soit reliée à la gare PLM de Melun, en passant par la place Saint-Jean, le boulevard Gambetta avec franchissement de la Seine sur un nouveau pont, la rue Saint-Étienne, un second franchissement de la Seine par un autre pont, la rue Saint-Ambroise, la rue Dajot et enfin la place de la Gare. Ce projet est interrompu pour les mêmes raisons que le précédent,.
Au début de l'année 1914, un article du règlement du tramway interpelle le conseil général. Il stipule qu'il est interdit de prendre des colis ou bagages de voyageurs, ou de les leur remettre en dehors des arrêts dit de « stations-gares ». Cette règle est étonnante sachant que, sur le trajet, seuls Saint-Germain-Laxis, Champdeuil - Crisenoy et Guignes-Ville sont des gares. Les voyageurs des autres arrêts ne peuvent prendre ou remettre leurs colis que grâce au bon vouloir du personnel ; sinon, ils doivent se déplacer jusqu'aux gares, ce qui n'est pas pratique. À partir de cette date, le transport des bagages est accepté également depuis ou vers les haltes.
Au même moment, le départemement décide de construire une voie de garage à la halte de « Rubelles-Voisenon » pour les besoins des récoltes de betteraves.

### Le tournant de la Première Guerre mondiale

#### La désorganisation à l'entrée en guerre

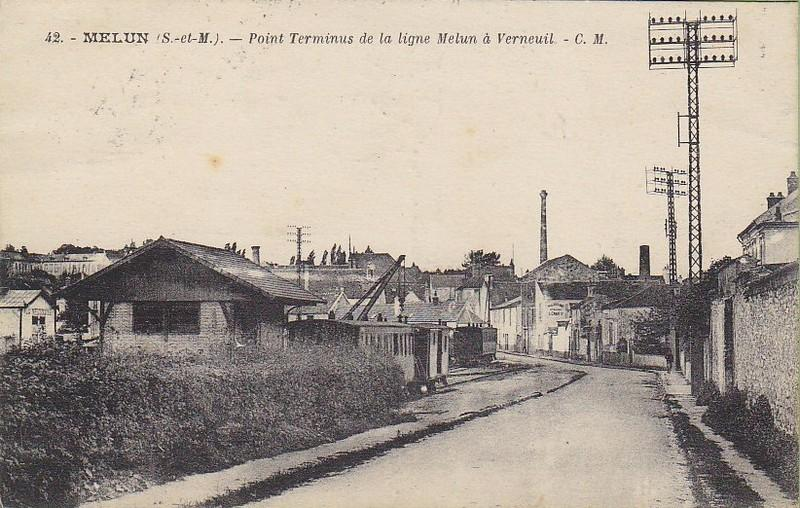
Terminus de Melun-Ville après 1913. La gare n'est plus entretenue.

En août 1914, l'ordre de mobilisation générale est affiché dans les gares. Dès le 1er août, la ligne participa au transport de troupes avec trois circulations aller-retour jusqu'au 8 août, date à laquelle le service passe à deux allers-retours pour les besoins civils alors que de nombreux trains spéciaux de marchandises sont mis en place pour des transports de ravitaillement de l'armée. Dès la fin du mois, un nombre très important de réfugiés, fuyant devant l'avancée allemande dans le nord du département, empruntent le tramway, qui est d'une longueur atypique pour la circonstance. Ces derniers tentent désespérément de trouver les centres d’accueil dispersés partout dans Melun.
Le 5 septembre, face à l’avancée de l'armée allemande, le personnel ainsi que le matériel sont réquisitionnés et doivent rejoindre Melun, avec difficulté tant les routes sont emplies de réfugiés et de militaires. Le service est suspendu durant vingt jours à cause de l'incertitude du déroulement des combats ainsi que de la désorganisation complète du réseau. Le 25 septembre, le service reprend avec seulement deux allers-retours (contre trois auparavant) et une forte circulation des trains de militaires et ceux destinés aux réfugiés. Il arrive également que des prisonniers allemands empruntent la ligne afin d'être envoyés dans les fermes briardes pour remplacer les mobilisés.

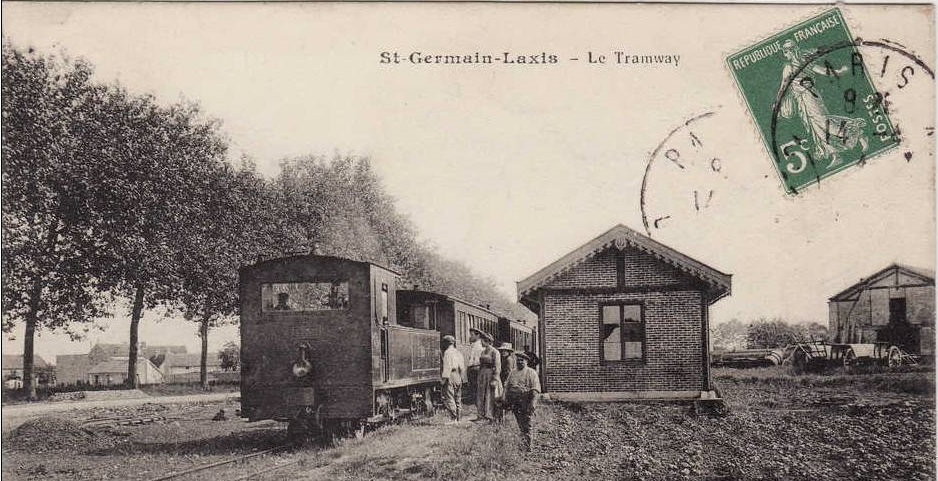
Une rame en gare de Saint-Germain-Laxis.

Durant la guerre, la rentabilité du tramway devient plus difficile. Auparavant, les recettes en francs au kilomètre étaient en constante augmentation, s'élevant en 1910 à 4 815 F/km, en 1911 à 4 529 F/km, en 1912 à 4 891 F/km, en 1913 à 5 244 F/km, pour ensuite devenir plus irrégulières et diminuer pour atteindre 4 780 F/km en 1914, 4 333 F/km en 1915, 4 557 F/km en 1916. Le coût d'exploitation, lui, diminue globalement avant la Grande Guerre. Il est en 1910 de 2 998 F/km, en 1911 de 2 978 F/km, en 1912 de 2 930 F/km, en 1913 de 3 041 F/km, en 1914 de 2 864 F/km ; il augmente ensuite pour atteindre 2 905 F/km en 1915 puis 3 181 F/km en 1916.
La ligne voit une chute de son trafic voyageurs en raison de la poursuite de la guerre. Quant au trafic de marchandises, il reste constant malgré les moyens limités. La raison de cette stabilité est, qu'en plus du transport de routine indispensable à la vie locale, la ligne voit également la circulation de wagons de ferrailles de récupération, qui sont amenés aux usines de bois, de ravitaillement ou d’armement pour le front. En 1915 et 1916, vingt wagons appartenant aux sucreries de Guignes et de Nangis sont réquisitionnées pour aller sur la ligne de Toul à Thiaucourt.

#### La ligne durant le prolongement du conflit

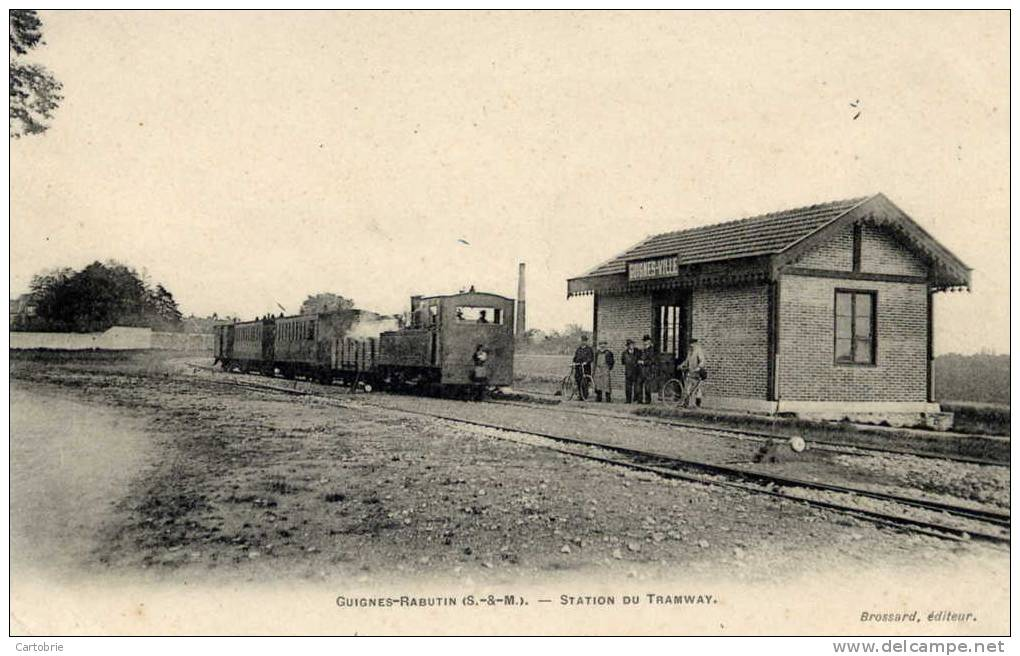
Un train mixte en gare de Guignes-Ville avant 1905.

La délibération du 2 mai 1916 entraîne la construction d'un quai découvert pour la gare de Guignes-Ville. Les travaux doivent être financés en partie par la mairie de la commune. Mais celle-ci ne paye pas la somme de 249,90 francs qui était due, contestant certaines parties du calcul. Le conseil de préfecture ordonne alors à Guignes de verser la somme à la caisse du département, argent remis le 1er février 1917,.
En 1916, le conseil général juge que l'exploitation de la ligne n'a pas à faire l'objet de rénovations particulières, contrairement à la plupart des autres lignes du département. Aucun changement n'est opéré sur l'assiette de la voie, ni pour les haltes, et les gares sont jugées en bon état. Cependant, le matériel roulant en bon état n'est pas suffisant pour supporter le trafic de marchandises, et notamment le transport de betteraves. Pour y remédier, les sucreries de Guignes et de Nangis mettent à la disposition de la Société des chemins de fer économiques, la première, huit wagons-tombereaux et la seconde, quatre.

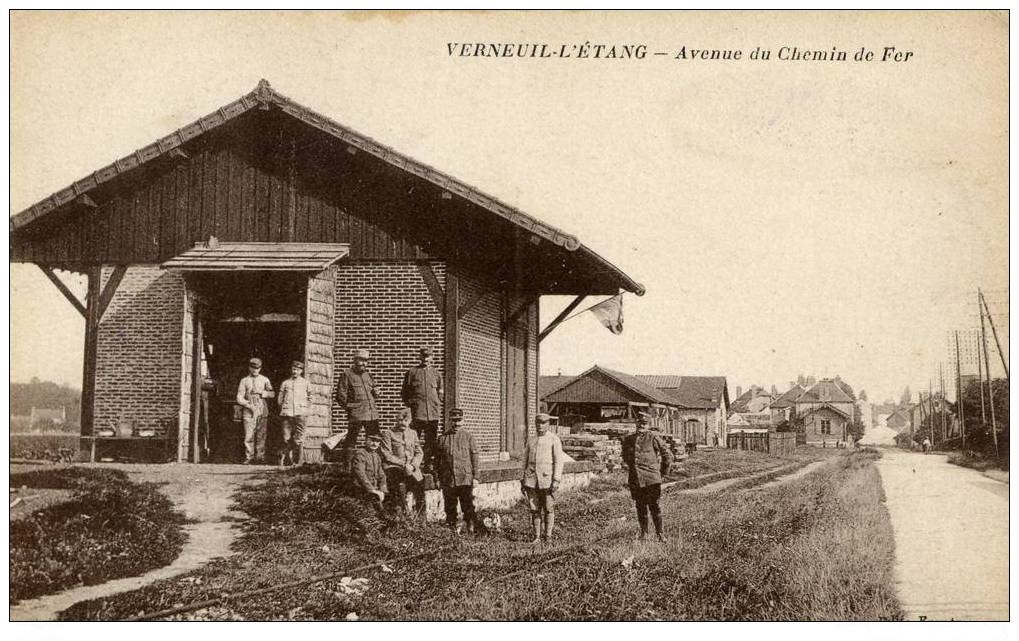
Gare tramway de Verneuil, entre 1915 et 1917. Elle est alors utilisée par les militaires et les voies ne sont plus entretenues.

Cette même année, les trois allers-retours quotidiens sont maintenus, mais le quatrième - des samedis, dimanches et fêtes - n'est pas assuré, malgré des recettes annuelles de 84 519 francs, contre 80 364 en 1915 et 88 652 en 1914.
Toujours en 1916, le tramway est l'objet de plaintes de la part des habitants de la rue des Marais et des environs, subissant la très forte concentration de fumée qui se dégage lors de son passage. En effet avec l'entrée en guerre, la SE ne parvient plus à obtenir le charbon de qualité qu'il avait auparavant, et la fumée noire et épaisse qui se dégage de la locomotive envahit la rue et entre dans les habitations à chaque passage du train,. Il est alors décidé d'éviter autant que possible le rechargement des foyers à proximité des lieux d'habitation.
En 1917, le trafic de voyageurs, totalement désorganisé, est limité à un aller-retour qui part le matin de Melun et revient le soir de Verneuil. Cet horaire, très mal conçu car les déplacements se font plutôt des campagnes vers la préfecture, est modifié par la suite, de nombreux voyageurs ayant demandé son inversion.

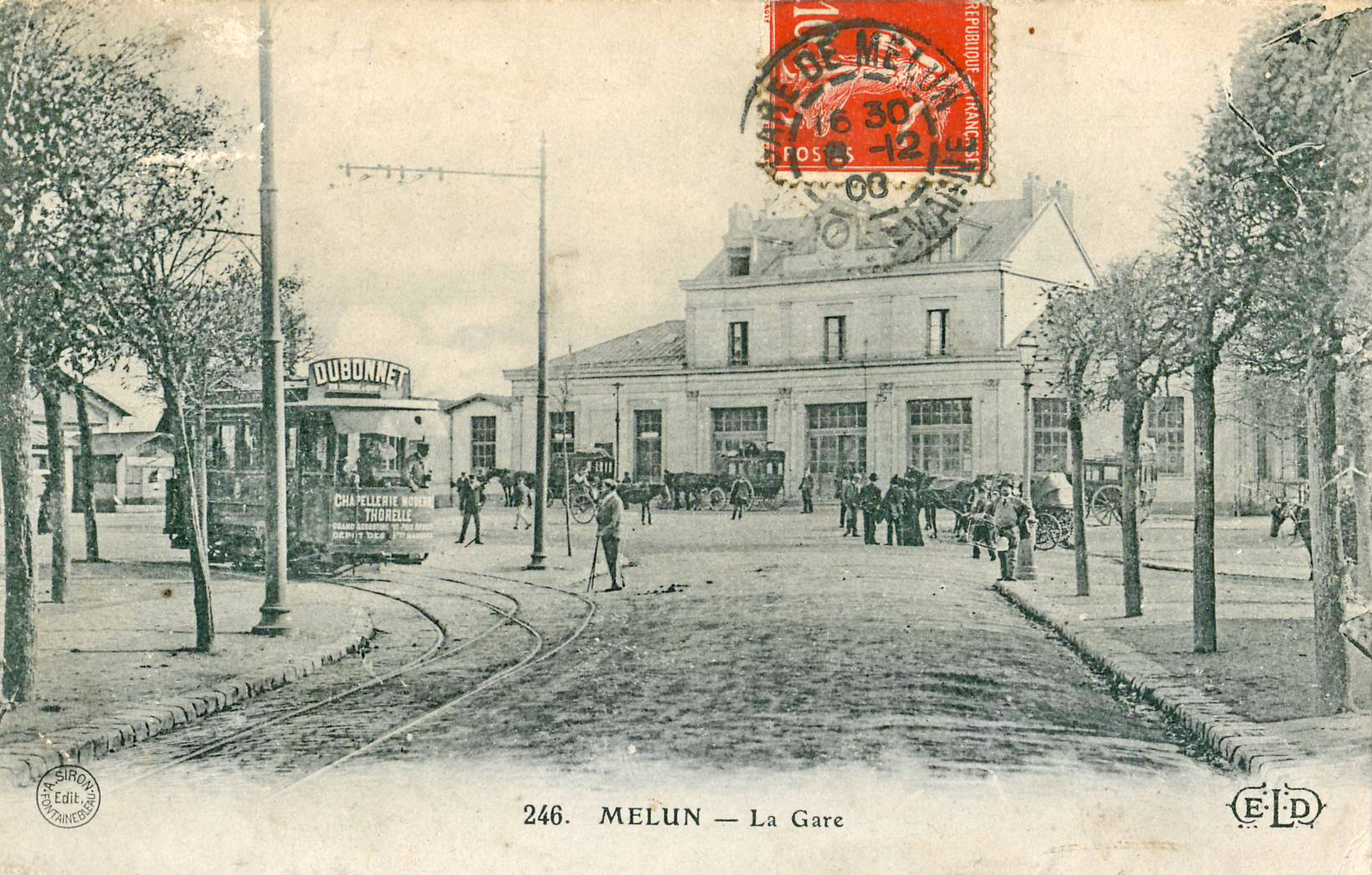
Gare de Melun à l'époque du tramway de Verneuil. On voit, au premier plan, une rame du tramway de Melun.

Le tramway ne s'arrête pas directement en gare de Melun. Le mail Gaillardon étant situé à presque deux kilomètres de la gare principale, les deux gares sont reliées par le tramway de Melun, qui part à proximité de la gare PLM et s'arrête rue Saint-Louis, à proximité du tacot de Verneuil. Ce tramway urbain relie les deux arrêts jusqu'au 31 janvier 1917, date à laquelle son exploitation cesse en raison de la vétusté des voies. Après janvier 1917, le bus reprend cette liaison.
Jusqu'en 1917, une partie de la récolte de betteraves passe par Verneuil-l'Étang puis part en train jusqu'à la sucrerie de Nangis mais, à cette date, la récolte sera destinée exclusivement à la sucrerie de Guignes.
La ligne est utilisée durant le conflit, à la fois par les poilus pour rejoindre la ligne de l'Est et par les prisonniers (généralement allemands, austro-hongrois ou bulgares), escortés par le régiment d'infanterie territorial, afin d'être emmenés à Melun et placés dans un camp. Au printemps 1918, une vingtaine de soldats russes qui représentent de façon symbolique la brigade déléguée par l'empire du tsar en Occident, et qui ne peuvent pas rentrer en raison du Traité de Brest-Litovsk, passent une journée et une nuit dans une des rames de la ligne, dans l'attente d'une autre destination.
En automne 1918, une centaine de prisonniers allemands stationna toute une journée en gare de Melun-Ville. Durant cette saison, du fait d'un manque de charbon, le trafic n'est plus constitué que d'un seul aller-retour quotidien, au départ de Melun à 5 h, pour un retour à 20 h. À cause d'une pénurie de nouvelles pièces et de personnel, les locomotives sont en mauvais état et tombent fréquemment en panne durant leurs trajets. Durant le reste de l'année, la desserte est maintenue à deux trains quotidiens dans chaque sens. Le transport de marchandises est important et la sucrerie de Guignes a dû mettre huit wagons-tombereaux à la disposition de la SE. Au moment de l'armistice du 11 novembre 1918, la ligne sort de la guerre affaiblie avec un matériel usé et endommagé.

#### Séquelles de la guerre

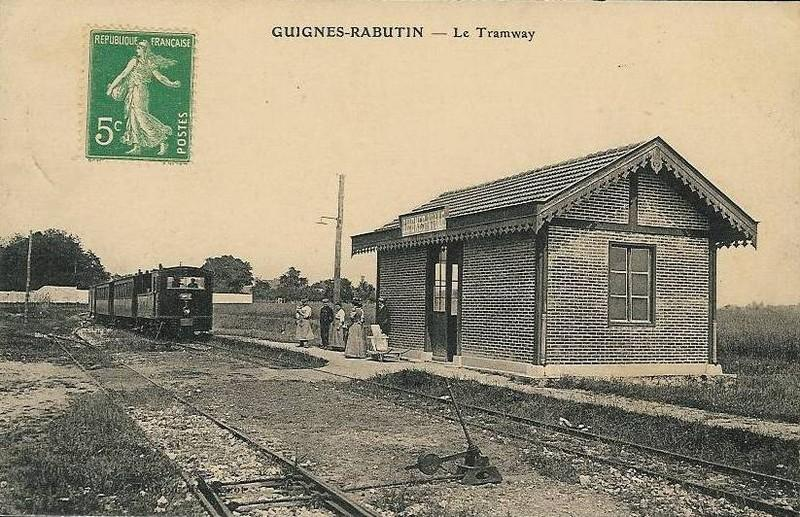
La gare de Guignes-Ville avant 1906.

Le « décret du 23 novembre 1918 » ainsi que « la loi des finances du 29 juin 1918 » entraînent une augmentation du tarif sur le tramway.
En 1919, les habitants de Maincy réclament un abri pour leur halte (sans préciser s'il s'agit des Trois-Moulins ou de Rubelles - Voisenon). Mais la demande est refusée car jugée trop incomplète, non indispensable et risquant d'inciter toutes les communes à demander la même chose.
À la fin de la guerre, l'atelier de Jouy-le-Châtel remet le matériel en état de fonctionner. Le personnel démobilisé s’attèle à la réparation des voies et le tramway retrouve quelque peu son activité d'avant le conflit. Dès le début de 1919, en raison du nombre important de voyageurs, le trafic reprend avec trois allers-retours journaliers, contre deux auparavant, alors que les autres lignes du réseau conservent une desserte plus faible.
En 1920, un projet prévoit de créer une ligne allant de Melun à Saint-Germain-Laxis, avec un embranchement vers Moisenay (Le Grand). Cependant, le manque de fonds entraîne son annulation. De plus, le projet fait étrangement doublon avec la ligne de tramway existante.

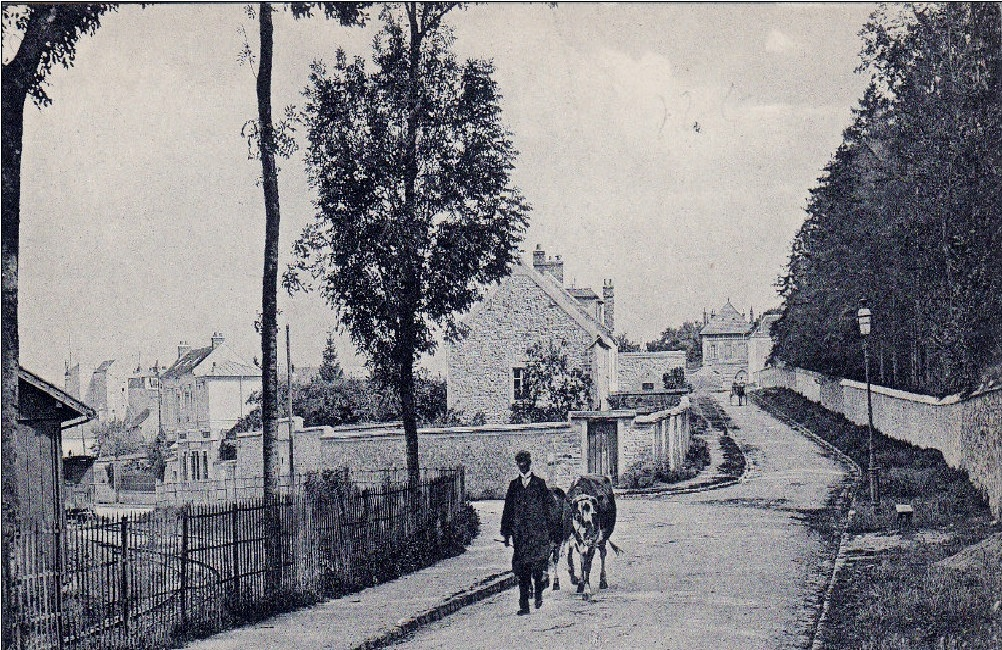
La route Baron-frélaut à Melun au début du XXe siècle. À gauche, une voiture du tramway et la gare de Melun-Ville.

Le 4 août 1920, face aux difficultés que rencontre la sucrerie pour la récolte de betteraves, le département vote le remaniement des voies de la gare de Saint-Germain-Laxis pour un meilleur rendement agricole d'un coût minimum de 11 000 francs pouvant aller jusqu'à 20 000 francs. Pour permettre la continuité du trafic, une partie de voie de la gare de Champeuil - Crisenoy est temporairement utilisée. Une fois les travaux terminés, le département vote pour le remaniement des voies de la gare en déplaçant les appareils d’aiguillages et en allongeant les voies. Prévus pour 1 000 francs, les travaux coûtèrent finalement 2 023,65 francs au moment de leur achèvement le 7 février 1921.
En 1921, le conseil général émet un avis favorable pour un autre projet, visant à raccorder la ligne de Verneuil à Melun aux lignes de Jouy-le-Châtel à Marles-en-Brie ainsi qu'à la ligne Lagny - Mortcerf ; mais il ajourne le projet en attendant de régler les problèmes financiers de l'entreprise.
La situation du tramway s'améliore ; les recettes brutes, impôts déduits, sont de 124 548 francs en 1918, de 144 426 francs en 1919, puis de 222 556 francs en 1920. En 1922, la ligne connaît un fort trafic de voyageurs par rapport aux autres lignes du réseau, s'élevant en moyenne à 45 voyageurs par train. Un rapport du conseil général met en évidence qu'il serait judicieux d'augmenter le nombre de trains pour accroître le trafic et d'utiliser une automotrice plus puissante. Durant cette année, la ligne a transporté 54 237 voyageurs.
Entre 1920 et 1922, l'ouverture de carrières nécessaire à la remise en état des routes permet un accroissement non négligeable du trafic de marchandise.
En 1923, le poste de sous-inspecteur de la ligne est supprimé et rattaché à l'inspection de Bray-sur-Seine. Fin décembre 1923, une crue analogue à celle de 1910 touche Melun. Le 29 décembre 1923, la Seine atteint 4,40 mètres et l'Almont, qui déborde par la même occasion, commence à envahir la gare de « Melun-Ville ». Le 2 janvier 1924, la Seine atteint 5,38 mètres et le tramway doit, une fois de plus, s'arrêter à « Melun-Octroi ».

### Le déclin du service voyageurs

#### Période de déclin

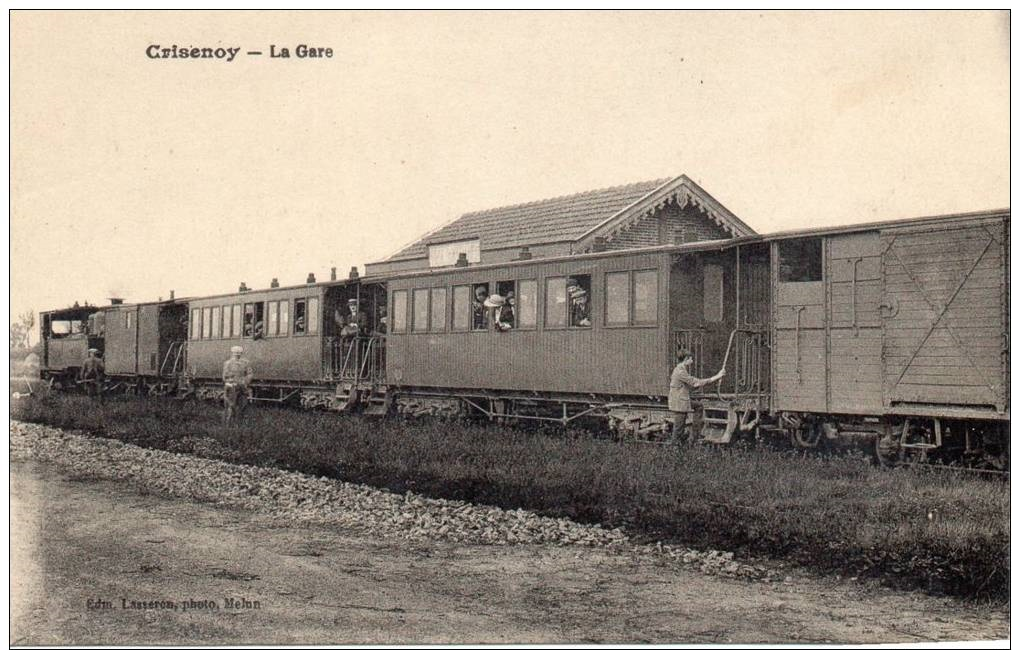
Un tramway mixte à l'arrêt en gare de Champdeuil - Crisenoy au début des années 1920.

La même année, malgré sa faible longueur, le trafic de la ligne, avec une recette de base voyageurs et « Grande Vitesse » de 1 825 francs et une recette totale de 3 230 francs, est plus important que celui des autres lignes du réseau. Cependant, la ligne est désormais déficitaire de 32 650 francs, soit 1 765 F/km, malgré les augmentations de tarifs de 150 % pour les voyageurs, de 200 à 250 % pour les marchandises et 250 % à 300 % pour les frais accessoires. L'ingénieur en chef propose, pour annuler le déficit, de supprimer le troisième train, sauf les jours de marché. La ligne de Verneuil voit en effet circuler un train de plus que ses homologues de l'Étoile de Jouy-le-Châtel et même de la ligne Montereau - Égreville - Souppes - Château-Landon, pourtant plus fréquentée.
Dans les faits, l’intérêt de la ligne devient de moins en moins important et le trafic chute rapidement, les communes desservies étant peu peuplées. En effet, en 1926, Verneuil-l'Étang compte seulement 701 habitants, 1 031 pour Guignes, 282 pour Yèbles, 344 pour Crisenoy, 203 pour Champdeuil, 186 pour Saint-Germain-Laxis, 192 pour Rubelles, 303 pour Voisenon et 854 pour Maincy. La ville de Melun, quant à elle, comptabilise alors 15 928 habitants, mais elle dispose de plusieurs lignes plus importantes, comme la ligne de Paris-Lyon à Marseille-Saint-Charles qui passe par de grandes gares. La population de Verneuil-l'Étang et Guignes progresse, mais elles aussi sont desservies sur leurs territoires par d'autres lignes plus importantes comme la ligne de Vincennes ou la ligne de Paris-Est à Mulhouse-Ville.
De plus, conséquence du développement de la technologie durant le conflit, l'entre-deux-guerres voit le développement de transports privés qui rendent moins attrayante la petite ligne, très lente, qui met 56 minutes, en 1925, pour traverser le court chemin entre les terminus et qui ne fait pas beaucoup d'allers-retours. De plus, les tramways ont une mauvaise réputation et ne parviennent plus à concurrencer les bus. La nouveauté, l'impression de vitesse, le confort, la proximité des arrêts contrairement aux gares qui se situent souvent très loin des centres-villes, font qu'une grande partie des voyageurs abandonnent le tramway pour les bus.

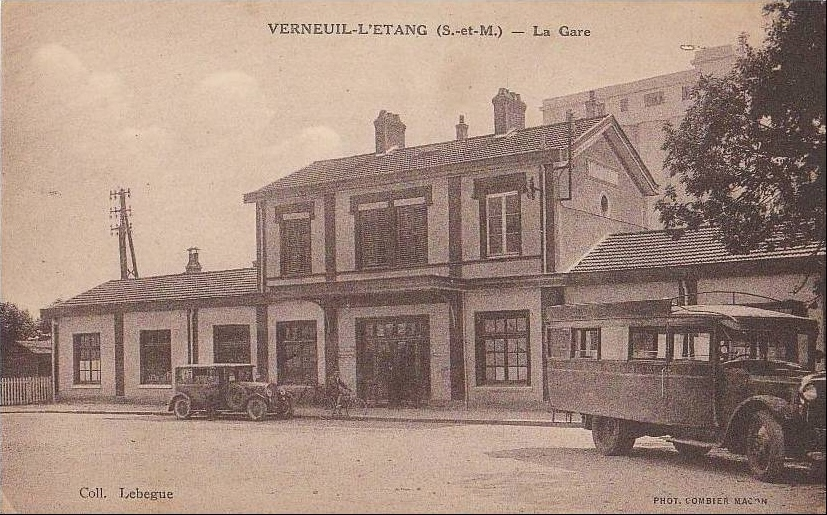
Apparition des bus en gare de Verneuil-l'Étang, au début des années 1920.

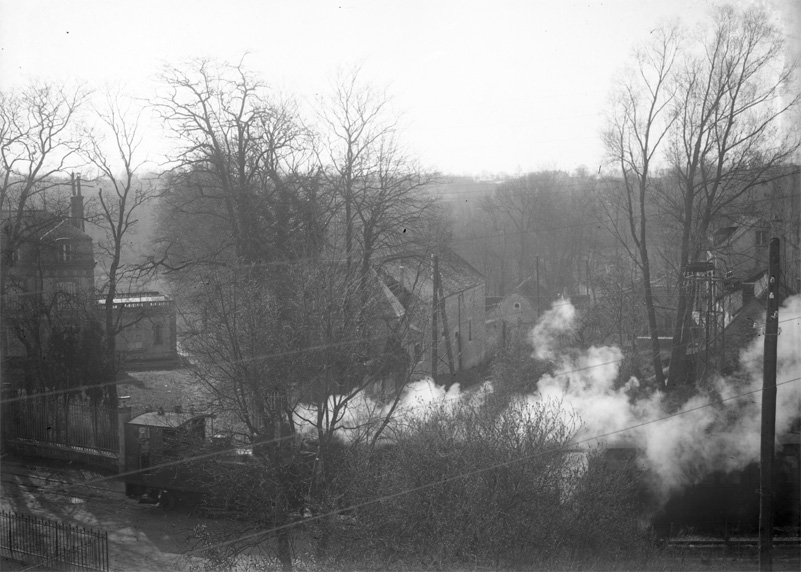
Tramway de Verneuil vu du château des Trois-moulins, vers 1925. © Archives Jonot

En effet, en 1927, le conseil général désirant lutter contre la concurrence routière et rendre le tramway plus efficace doit faire face à la Compagnie Générale d'Entreprises Automobiles qui lance de nombreuses lignes d'autobus sur le département dont les lignes de Nangis à Melun et Coulommiers à Melun qui font dangereusement concurrence à ligne de Verneuil à Melun. En effet, la création de cette dernière était vue, par le département dès 1906 comme « la ruine » du tramway de Verneuil. De plus, dans les communes de la ligne, on trouve des mécaniciens vendant et réparant des automobiles. Le trafic décline de façon très rapide et très importante malgré le retour progressif du service à la normale, avec trois allers-retours quotidiens contre deux sur les autres lignes du réseau.
La même année, alors que le tramway électrique de Melun est fermé depuis 10 ans, Georges Roy banquier et vice-président de la chambre de commerce de Melun, proposa au département de déclasser la ligne, et d'utiliser une partie de celle-ci pour raccorder le tramway de Verneuil avec la ligne de Melun à Barbizon et atteindre la gare de Melun. Cependant le projet n'intéressa pas les compagnies respectives, de plus même si le tramway à vapeur est compatible avec les voies étroites du tramway urbain, le passage du train fut jugé dangereux en raison de la circulation automobile et l'étroitesse des rues. Le projet fut définitivement arrêté et du 30 mai à la mi-septembre 1927, les voies furent déposées.

#### Le décalage entre le service voyageurs et le service marchandises

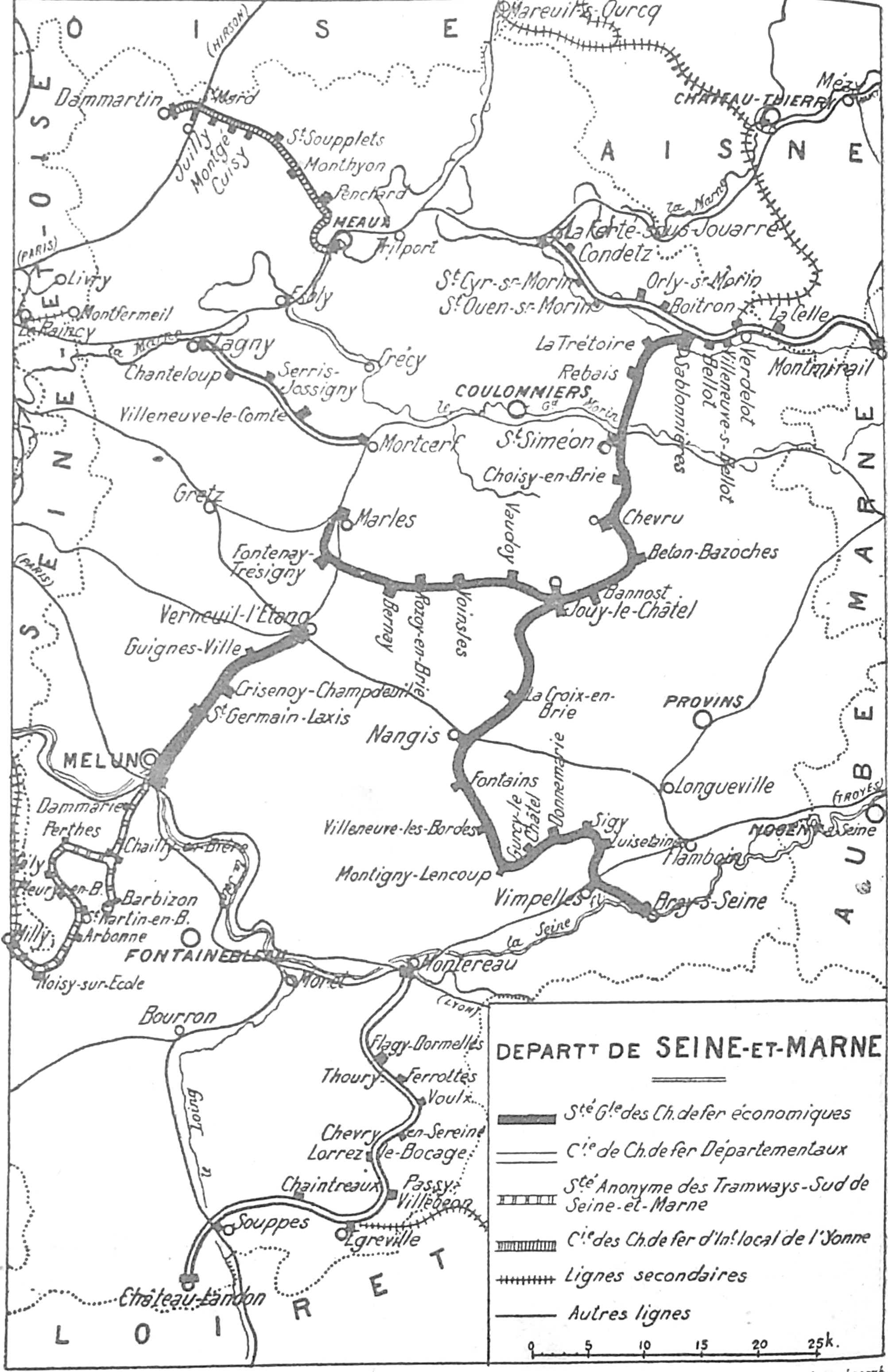
Plan du réseau des voies ferrées d'intérêt local du département de Seine-et-Marne, vers 1928.

En 1927, la ligne atteint un record de déficit mais, en 1928, la situation s'améliore grâce au service de marchandises devenu plus efficace et plus rentable. Cette augmentation vient de la stabilisation monétaire des derniers mois, qui incite les expéditeurs à surveiller de très près leurs prix de revient ; celui du fret ferroviaire reste pour eux le plus attractif. Si le rapport du conseil général montre cette amélioration, il constate également que le trafic de voyageurs est au plus mal. Il ne cesse de baisser, et le rapport doute d'une éventuelle remontée du trafic en raison du fait que « la notion de la vitesse a pris un tel développement que les voyageurs ne veulent plus se plier à la circulation lente des voies ferrés d'intérêt local ». Il est envisagé une alternative : les transports mixtes tramway/bus. Cependant, il est suggéré de laisser le service en l'état en raison des mutations importantes des transports qui rendent incertain le meilleur choix. Pour diminuer le déficit de la ligne, le rapport propose de transférer des voitures de voyageurs sur une autre partie du réseau.

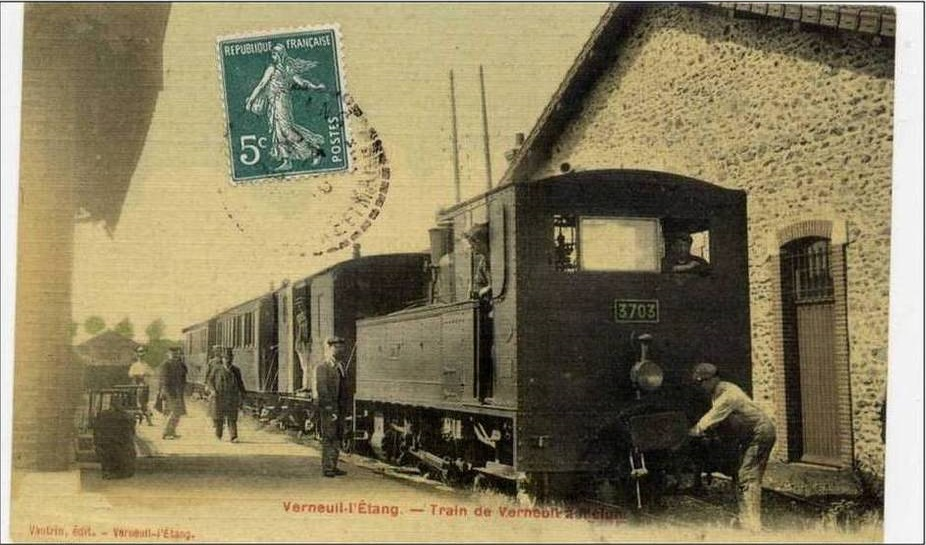
Le tramway à la gare tramway de Verneuil, à côté de la gare grandes lignes, avant 1910.

La même année, il est décidé de maintenir les lignes de Verneuil à Melun et de Jouy-le-Châtel à Marles-en-Brie, contrairement à la ligne de Bray-sur-seine à Sablonnières qui, aux environs de 1931, est transformée en ligne de bus. Le tacot de Verneuil subit alors des travaux pour l'entretien du réseau. En 1928, la ligne d'autobus de Melun à Verneuil est créée sous la direction de la Société auxiliaire des transports de l'Est (SATE). Mais le trafic se révèle désastreux avec une fréquentation quasiment nulle, les voyageurs désirant aller de Meaux à Melun préférant passer par Paris où ils peuvent régler certaines de leurs affaires personnelles. On envisage de supprimer la ligne en 1929.
Plusieurs voitures à voyageurs stationnées en gare de Verneuil ne sont plus utilisées depuis plusieurs années, à cause, en particulier, de la chute de trafic. Afin d'éviter la détérioration du matériel ainsi que pour combler les dépenses d'exploitation, le département les vend en 1928.
Cependant, le trafic de marchandises, alors limité à un train facultatif par jour, se porte plutôt bien, avec une nette augmentation durant les campagnes de betteraves, nécessitant de nombreux convois supplémentaires en fonction de la demande. Malheureusement, le lent déplacement des trains mixtes décourage les voyageurs et le trafic des usagers reprend sa chute. Toutefois, le début des années 1930 voit le transport exceptionnel de betteraves vers la sucrerie de Guignes fortement augmenter, passant de 19 000 tonnes pour la campagne de 1929-1930 à 29 100 tonnes pour celle de 1930-1931. En 1930, le matériel ne suffit plus à transporter toutes les marchandises bien que, comme pour chacune de ces dernières années, le département ait transféré pour l'occasion dix wagons de l'Étoile de Jouy-le-Châtel à la ligne de Verneuil. La rotation accrue des rames permet jusqu'à trois voyages par jour pour chaque wagon. La sucrerie fait alors l'acquisition de dix nouveaux wagons. Le département a, de plus, prévu l'achat de quatorze wagons-tombereaux pour les prochaines récoltes.

#### La fermeture de la ligne au trafic de voyageurs

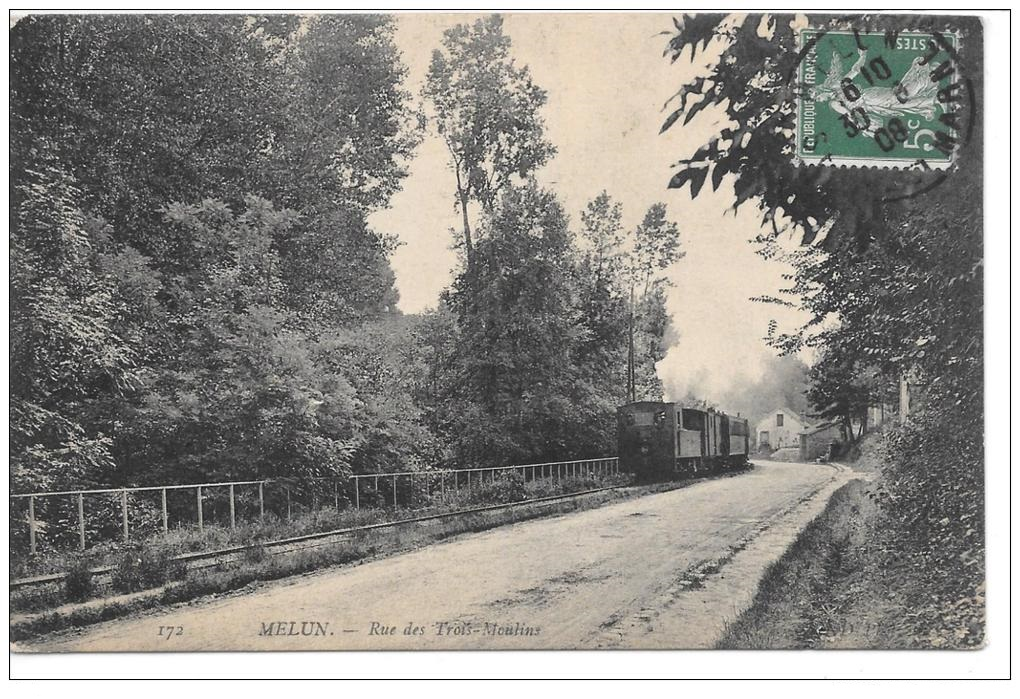
Le tacot près de la gare des Trois-Moulins à Maincy, avant 1913.

Hormis la concurrence rail/route ainsi que la réduction du trafic de voyageurs, d'autres facteurs sont les causes du déficit de la ligne. D'abord, la « Loi des huit heures » à partir du 23 avril 1919 fait passer la journée de 12 à 8 heures pour les employés, hormis le personnel d'atelier qui fait 10 heures. Ensuite, la « loi du 22 juillet 1922 » crée un régime de retraite pour les employés du tramway, où la participation de la SE passe de 6 % en 1922, à 6,5 % en 1930 puis 7 % en 1933. À ces charges s'ajoutent celle de la coordination du régime de retraite et celle des assurances sociales. Les impôts prélevés par l'État se sont multipliés par le coefficient 14,8 entre 1913 et 1930 sur l'ensemble des lignes de Seine-et-Marne. Enfin, le combustible, les matières premières et les métaux ont subi des hausses très importantes. L'augmentation du tarif du tramway n'est pas suffisante pour faire face aux dépenses.

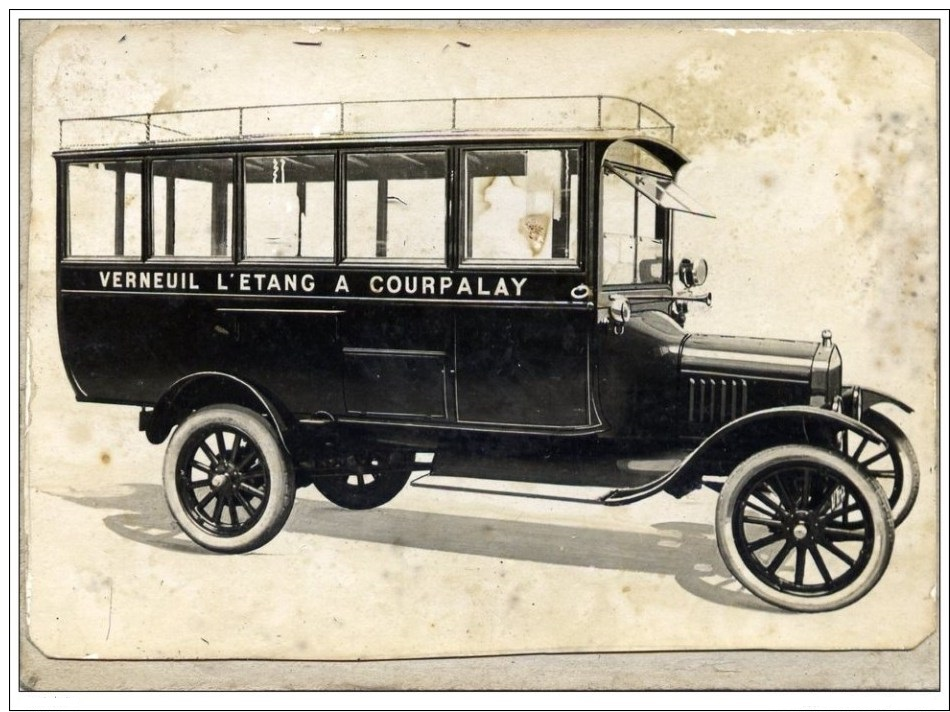
Exemple d'autobus de Seine-et-Marne employé sur la ligne de Verneuil-l'Etang à Courpalay en 1932. Illustration du début du XXe siècle.

Cette baisse du trafic inquiète le conseil général qui décide de se pencher sur l'avenir du réseau et de la ligne. En 1933, lors des premiers débats, la ligne doit rester ouverte au trafic de voyageurs, contrairement aux autres lignes du réseau, et apparait sous forme de desserte mixte tramway/bus afin de réduire les déficits. La ligne est en pleine décroissance mais, par rapport aux autres lignes, il est jugé difficile de laisser une commune de l'importance de Guignes sans liaisons avec le chef-lieu. De plus, il est important d'avoir une liaison entre les chemins de fer de l'Est et ceux du Lyon-Méditerranée. Le service voyageurs de ligne, bien qu'en chute libre et fournissant une qualité de desserte médiocre, rapporte 70 000 francs par an. Les conseillers généraux espèrent alors que la ligne va retrouver ses recettes d'avant-guerre de 240 000 francs.
Cependant l'écart se creuse dans l'ensemble du réseau entre le service des marchandises qui rapporte 1 281 289 francs de recettes, et le service des voyageurs qui dégage seulement 255 540 francs. De plus, le remplacement de la ligne par un bus permettrait d'atteindre la rive gauche de la Seine à Melun et donc la gare des grandes lignes, ce que ne permet pas le tramway de Verneuil.
La ligne, dans une situation difficile face à la concurrence automobile, est condamnée à voir s'effondrer son trafic de voyageurs. Pour supprimer le déficit d'exploitation, il faut supprimer la ligne et ne plus maintenir une desserte mixte. Le 26 septembre 1933, il est prévu de fermer le réseau des chemins de fer secondaires aux voyageurs, à titre d'essai et pour une durée limitée au 1er avril 1934,.

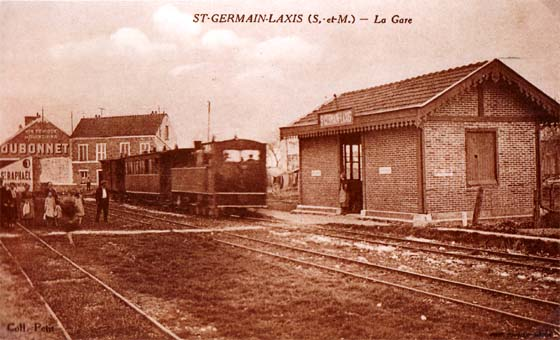
Gare de Saint-Germain-Laxis dans les années 1930. Il s'agit d'une des dernières activités du service voyageurs.

Le 15 janvier 1934 (ou le 28, selon d'autres sources), la ligne connaît une fermeture du trafic de voyageurs à titre d’essai. Le remplacement par des bus commence dès le 1er ou le 18 mars, avec l'avantage de desservir les centres-villes.
Le 3 mars 1934, le département fixe la date du début de l'exploitation de la ligne par des cars. Elle reste exploitée par la SE avec des autobus « Saurer » de 27 places appartement à la société. Le véhicule sera garé dans les dépendances de la gare tramway de Verneuil. Le personnel est composé d'un conducteur et d'un suppléant. La totalité des arrêts est conservée par le bus, y compris l'arrêt facultatif de « Vulaines-Suscy ». En plus de ces arrêts, le bus va au-delà de la gare de Melun-Ville jusqu'à la gare PLM de Melun. En outre, il effectue un « léger crocher » entre les arrêts des « Bordes » et de « Champdeuil - Crisenoy », pour s'arrêter au centre de la commune de Crisenoy et de son hameau des Bordes. Guignes, qui garde ses arrêts de « Guignes-Sucrerie » et de « Guignes-Ville », obtient un arrêt supplémentaire « Guignes-Hôtel de Ville » qui se trouve en plein centre-ville.
La longueur totale de la ligne exploitée par car est de 20,5 km, soit plus que le tramway pour un total de 16 arrêts. Le car effectue trois allers-retours ainsi qu'un quatrième supplémentaire à titre d'essai pour mesurer sa rentabilité, le samedi, le dimanche et les jours de fêtes surtout pour le marché de Melun. Il faut 52 minutes au car pour effectuer son trajet. En novembre 1935, les résultats obtenus par l'autobus Verneuil-Melun se révèlent très satisfaisants.

### La fin de la ligne

#### La fermeture de la ligne au trafic de marchandises

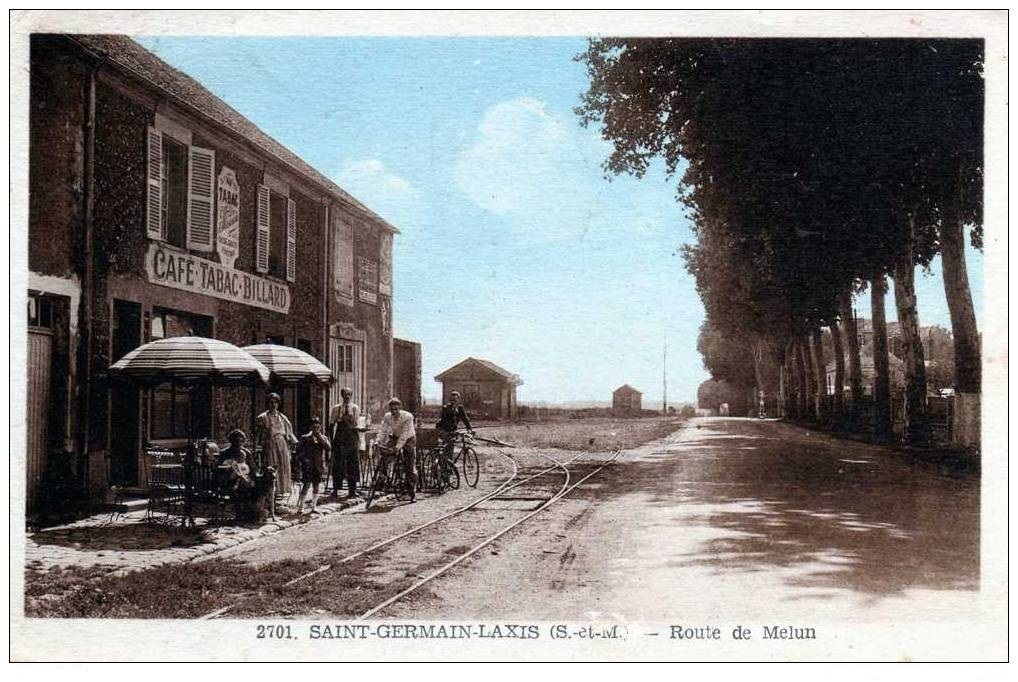
Café de Saint-Germain-Laxis avec les rails et la gare au fond, en 1935, alors que la ligne ne transporte plus les voyageurs.

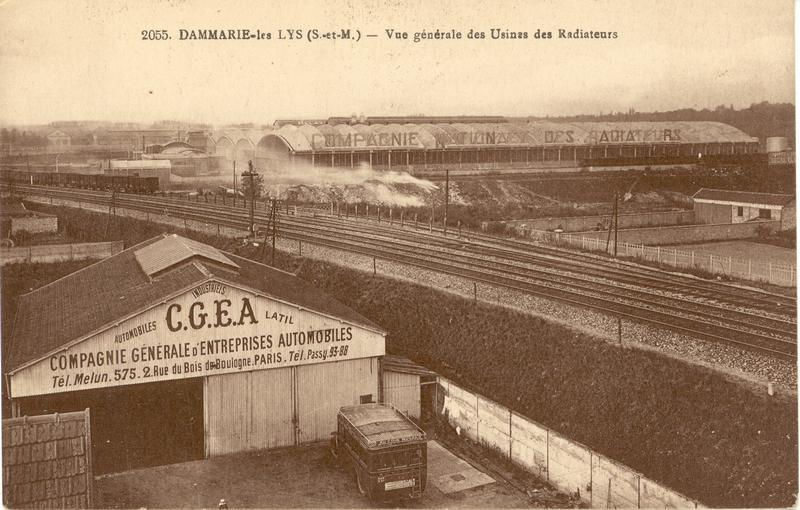
Garage C.G.E.A. des bus desservants Melun et ses environs, à Dammarie-les-lys en 1935.

Le déficit de la ligne et du réseau entier diminue avec la suppression du trafic de voyageurs. Il s'élève à 1 057 990 francs pour l'ensemble du réseau en 1933 et passe à 753 335 francs en 1935.
Subsiste alors le trafic de fret maintenu à un aller-retour renforcé par des transports supplémentaires, en particulier lors des campagnes de betteraves ainsi que le service postal assuré par des draisines tous les jours de la semaine, y compris le dimanche. Dès juillet 1934, la SE demande la fermeture de ce service le dimanche, ce qui est refusé par le département.
Cependant, le grand défaut de cette ligne et du reste du réseau pour le trafic des marchandises est son écartement à voie métrique. N'étant pas à voie normale, il n'y avait pas la possibilité d'utiliser le matériel de la Compagnie des chemins de fer de l'Est. Il fallait procéder à un transbordement des marchandises d'une ligne à l'autre ce qui constituait une perte de temps et engendrait un coût de main-d’œuvre important.
En 1937, plusieurs voitures n'étant pas utilisées, le Conseil général demande à l'ingénieur des Ponts et Chaussées de déterminer le matériel pouvant être cédé sans poser de problème au service. Après consultation, quatre voitures du parc de la ligne stationnant à Verneuil sont mises en vente.
Le département entame la fermeture de la ligne au trafic des marchandises. Dans le but de réduire le déficit d'exploitation, la SE demande le 14 octobre 1937, la fermeture de ce trafic entre Melun et Rubelles sur 3,7 kilomètres. En effet, peu concerné par le transport de betteraves, ce secteur ne rapporte que 1 100 francs par an. L'estimation de l'économie consécutive à la fermeture de cette section est de 26 000 francs par an. Le département désirant réaliser le plus d'économie possible vote cette résolution. La fermeture de ce tronçon devient effective le 1er janvier 1938.
Cependant, le déficit croissant de la ligne ainsi que celui du reste des tramways du département est un sujet de préoccupation du conseil général. Il est alors déclaré que la solution proposée n'est que « l'amorce des solutions qui seront prises » lors de la prochaine session, une fois que l'étude demandée par le département à la Commission Spéciale sur la situation sera connue. La section restante, ouverte au trafic de marchandises, n'est utilisée véritablement que lors des campagnes de betteraves. Une fois l'étude connue, à la session suivante, la partie encore ouverte est alors également fermée à titre d'essai. Le 1er septembre 1938, la ligne est fermée au trafic de marchandises.

#### La Seconde Guerre mondiale et bref regain d'utilisation

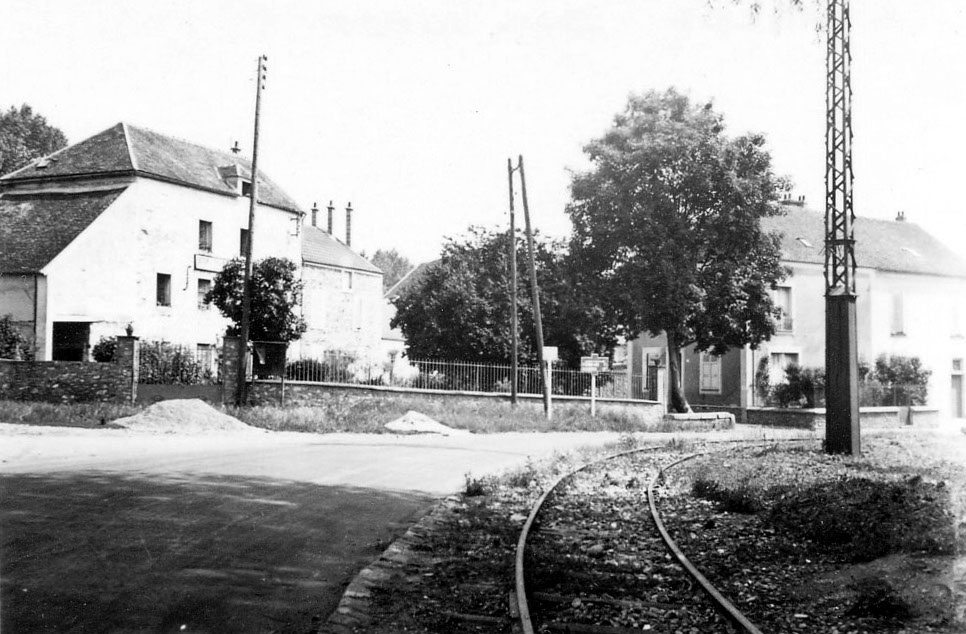
Rails du tramway aux Trois-Moulins, peu avant 1940 © Archives Jonot.

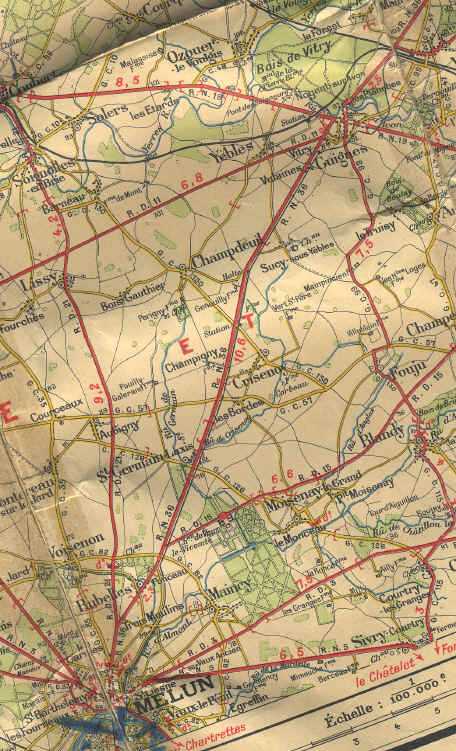
Carte routière Michelin de 1940 avec la totalité du tracé du tramway.

Cependant, dans le but de garantir l'avenir, les voies sont maintenues en place afin que la ligne puisse être « utilisée à péage » par la sucrerie de Guignes, lors des campagnes de betteraves entre Rubelles et Verneuil,. En effet en 1939, la sucrerie obtient de la Commission départementale le droit d'utiliser la section de Verneuil à Rubelles ainsi que les embranchements nécessaires à la récolte pour le transport de betteraves et de pulpes lors des périodes de campagnes betteravières. Elle est autorisée à louer une locomotive et 32 wagons-tombereaux, moyennant un loyer quotidien de 100 francs pour la machine et de 5 francs par wagon. La ligne est encore ouverte sur 14,608 km sur les 18,36 km primitifs L'utilisation de la ligne en péage fait l'objet d'un engagement de la sucrerie de Guignes en date du 8 mars 1939. Avec cet accord, la sucrerie peut utiliser le tramway pour ses besoins mais elle doit procéder à l'entretien et à la réparation des voies.
La même année, avec l'accord de la Commission départementale, 300 mètres de voies courantes et une plaque tournante de la ligne sont vendus pour un montant de 4 960 et 1 500 francs à la sucrerie de Nangis. La gare de marchandises de Melun-Ville, inutilisée, est louée à un négociant de Melun pour 800 francs par an. En 1940, c'est au tour de la gare de voyageurs de Melun-Ville d'être louée pour 160 francs par an et les rails entre Melun et Rubelles sont vendus pour 50 000 francs.
En 1941, la Seine-et-Marne débourse 562 111 francs pour le déficit d'exploitation des lignes de Verneuil à Melun, de Jouy à Marles et de Bray à La Sablonnière et les frais de contrôle et de surveillance du tramway de Verneuil s'élèvent à 18 546 francs. La même année, l'ingénieur en chef déclare que le département ne compte pas conserver, à Melun, le caractère ferroviaire à l'emplacement réservé « au chemin de fer de Verneuil » et que, le cas échéant, la ville aurait la possibilité de le louer pour la création d'un terrain de sport et d'un gymnase.

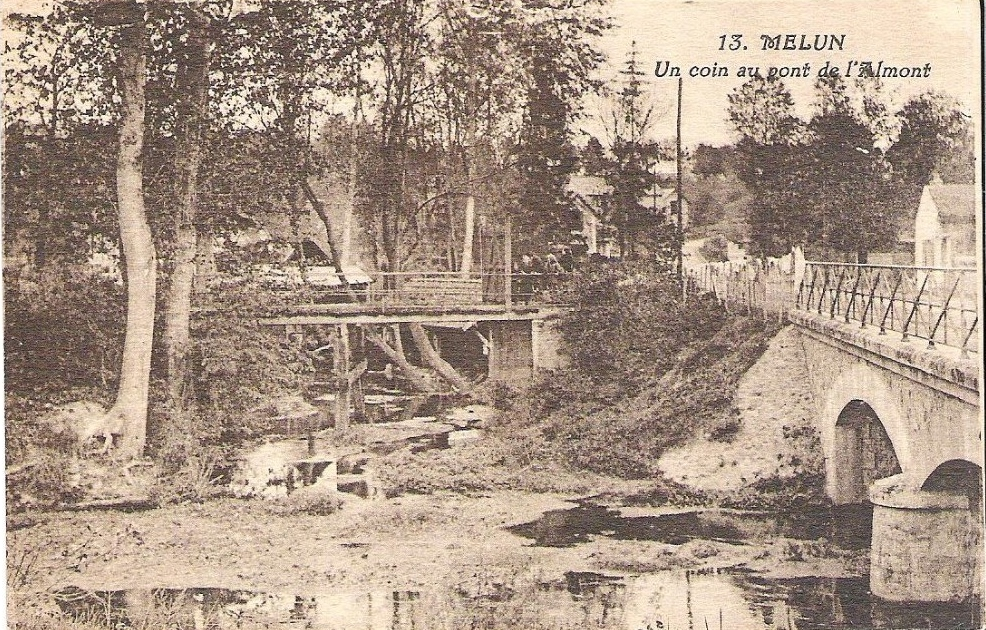
L'Almont et le pont éponyme à Melun au début du XXe siècle. Les rails du tramway sont légèrement visibles sur le pont ainsi que l'octroi de Bellevue au fond à droite.

Le démontage des voies a été effectué entre Melun et Rubelles durant les années 1940. D'abord en 1943, M. Ouvré fils, et la sucrerie et distillerie de Souppes-sur-Loing demande l'acquisition d'une partie des voies de la ligne, alors désaffectée, afin de remettre en état et d'améliorer un embranchement à voie métrique. Cependant, la cession des matériels issus de la dépose de voies ferrées d'intérêt local est interdit, en raison des instructions ministérielles ; le demandeur ne peut que les louer. La société loue 400 mètres de rails Vignole et 94 éclisses. Néanmoins, le département se réserve le droit de résilier cet accord avec un préavis de trois mois si le besoin s'en fait ressentir pour l'exploitation de la ligne.
De plus durant la décennie, la SE a procédé à des prélèvements de rails pour assurer les travaux d'entretien du tronçon de Bray-sur-Seine à Beton-Bazoches de la ligne de Bray à Sablonnières encore exploité. En tout, les voies ont été déposées du PK 0 au PK 1,8 et du PK 1,95 au PK 2,150. Les travaux nécessaires en vue de la réfection des voies publiques empruntées ont été convenablement exécutés au moment du démontage. Il ne reste plus que la zone des Trois-Moulins où les rails sont présents mais inexploitables. Grâce à la sucrerie de Guignes, la ligne conserve une activité relativement importante de Rubelles à Verneuil-l'Étang.
Durant la Seconde Guerre mondiale, contrairement aux deux autres lignes du réseau, le service voyageurs de la ligne Verneuil-Melun n'est pas rouvert. Par ailleurs, l'impossibilité de joindre Melun à partir des autres communes par le tramway à cause du démontage des voies diminue l'intérêt d'une telle réouverture. La ligne d'autobus de substitution a, en 1939, un déficit de 60 000 francs, seulement.

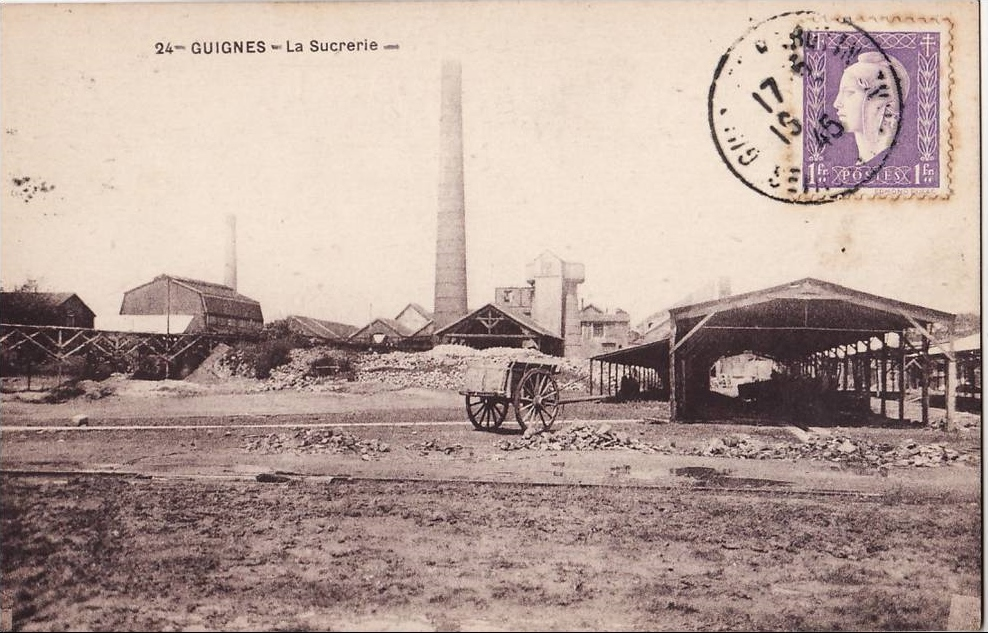
Sucrerie de Guignes avec les rails au premier plan, au début du XX.

Le 25 et 26 août 1944, après avoir combattu pour la traversée de la Seine, l'armée américaine avance en direction de Meaux. Les tanks et le gros matériel de l'armée passent par la RN36 et par la même occasion sur la voie. Les dégâts occasionnés par cette armée sont assez importants pour la ligne en particulier sur trois endroits sinistrés. Les travaux de réparation des voies se déroulent de septembre à octobre 1945 à l'embranchement de Genouilly avec le changement de 48 mètres de voies, au croisement de Crisenoy avec 56 mètres de voies et au chemin des Bordes à 16 mètres de voies ainsi que de nombreuses traverses changées à ces emplacements ainsi que des tire-fonds et des éclisses écrasés. Le propriétaire de la sucrerie, Marcel Rivière, qui doit payer seul les réparations à cause de l'accord de 1939, obtiendra le remboursement de ces travaux en tant que dégâts de guerre le 3 mai 1962.
Lors de la séance du 10 décembre 1946, le département autorisa, à la demande de la commune de Chaumes-en-Brie, de prolonger le bus de Verneuil à Melun jusqu'à Marles-en-Brie, afin de desservir Chaumes et Fontenay-Trésigny, le point d'attache restant à Verneuil-l'Étang.

#### Fermeture définitive et disparition de la ligne
Bernard Caron déclare que la ligne est utilisée à péage jusqu'en 1944 et que la voie ferrée est démontée en 1945. En réalité, la ligne est toujours en place à cette date, mais sa situation reste précaire. En effet, elle n'est plus utilisée que par la sucrerie depuis plusieurs années, et pour seulement quelques mois par an. En 1946, le déficit du réseau s’établit à 750 000 francs. De plus, la sucrerie connait des difficultés économiques puisqu'elle est liquidée en janvier 1954.
Elle effectue le 3 décembre 1948, par une lettre adressée au département, une demande de résiliation de l'engagement de 1939. Le fret est maintenu tant bien que mal jusqu'en 1949, date de la dernière utilisation de la ligne par la sucrerie, dix ans après sa réouverture en péage,.
En 1950, la direction locale de la SE change d'emplacement pour occuper le bâtiment voyageurs de la gare de Melun-ville, jusqu'alors inutilisé.
La même année, en janvier, le conseil général décide de se pencher sur l'avenir de la ligne. Avec l'arrêt des récoltes de betteraves, « le tramway ne supporte plus aucun trafic et il n'y a pas lieu d'envisager la remise en exploitation à l'avenir ». Dans le cas où la décision de déclassement serait prise, il y aurait lieu de déposer 16,546 km de voies du PK 1,8 au PK 1,960 et du PK 2,150 au PK 18,546, pour un tonnage de 650 tonnes de matériels.

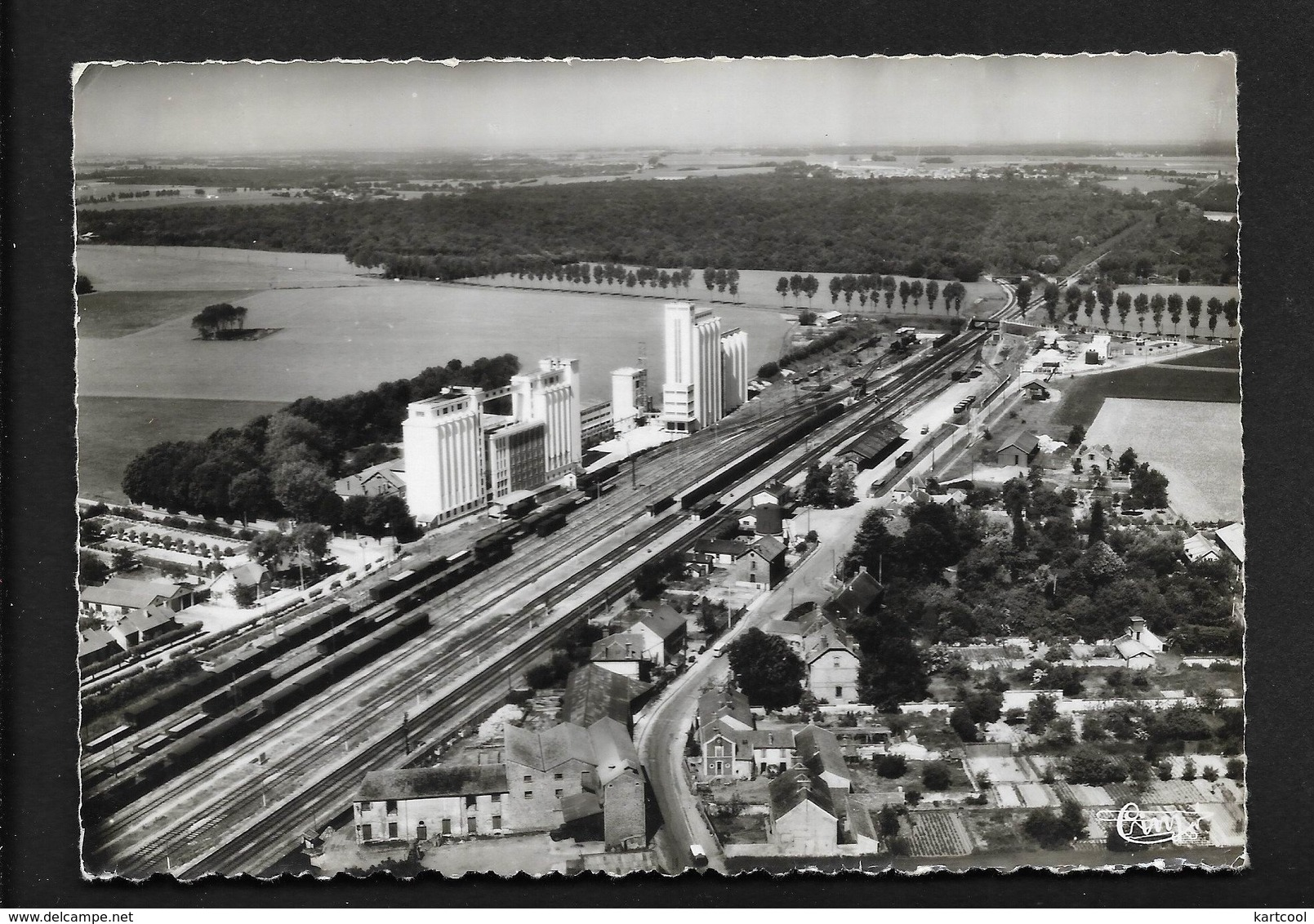
Vue aérienne de la gare de Verneuil-l'Étang dans les années 1940. On distingue au milieu à droite la gare du tramway de Verneuil-l'Étang à Melun, l'embranchement qui la relie à la ligne principale ainsi que les rails du tramway encore présents qui partent derrière la gare vers la droite avant de tourner à gauche puis passer au-dessus de la grande ligne par le biais d'un pont.

Lors de la première session du 16 avril 1949, le déclassement de la ligne de Verneuil à Melun avec les lignes de Meaux à Saint-Mard, de Melun à Barbizon et Milly, de la Ferté-sous-Jouarre à Montmirail, est jugée moins prioritaire que les lignes de Saint-Mard à Dammartin, de Beton-Bazoches à Sablonnières et de Jouy-le-Châtel à Marles-en-Brie car, d'après l'enquête, il n'est pas possible de conclure à l'abandon définitif de l'exploitation par la voie ferrée et son sort devra être décidé après les lignes prioritaires.
Pourtant la seconde session du 6 janvier 1950, l'avis n'est pas aussi positif. Il apparaît nécessaire à l'assemblée départementale de procéder à la dépose des rails dans un proche avenir « dont une reprise quelconque du trafic par le fer n'est plus à envisager ». Il lui semble souhaitable de supprimer la voie ferrée située sur l'accotement de la route et à la traversée des chaussées dont l’existence constitue une « entrave sérieuse » à la réalisation de certains travaux de voirie destinés à améliorer la circulation routière. De plus, d'un point de vue financier, la vente du matériel de voie à déposer représente une source de revenus importante pour la Seine-et-Marne.
Constatant que la situation des transports routiers était de nouveau normale, il est décidé de fermer l'ensemble du réseau, dont le tramway de Verneuil. La fermeture officielle de l'ensemble du réseau devient effective le 1er juillet 1950. À cette date, le département propose le déclassement de la ligne, devenue inutile. La dépose des voies se fait sous la direction des Ponts et Chaussées. Les voies sont maintenues jusqu'au déclassement de celles-ci, entériné le 21 mars 1951. La ligne est déferrée la même année sur sa totalité pour permettre l'élargissement de la route nationale.

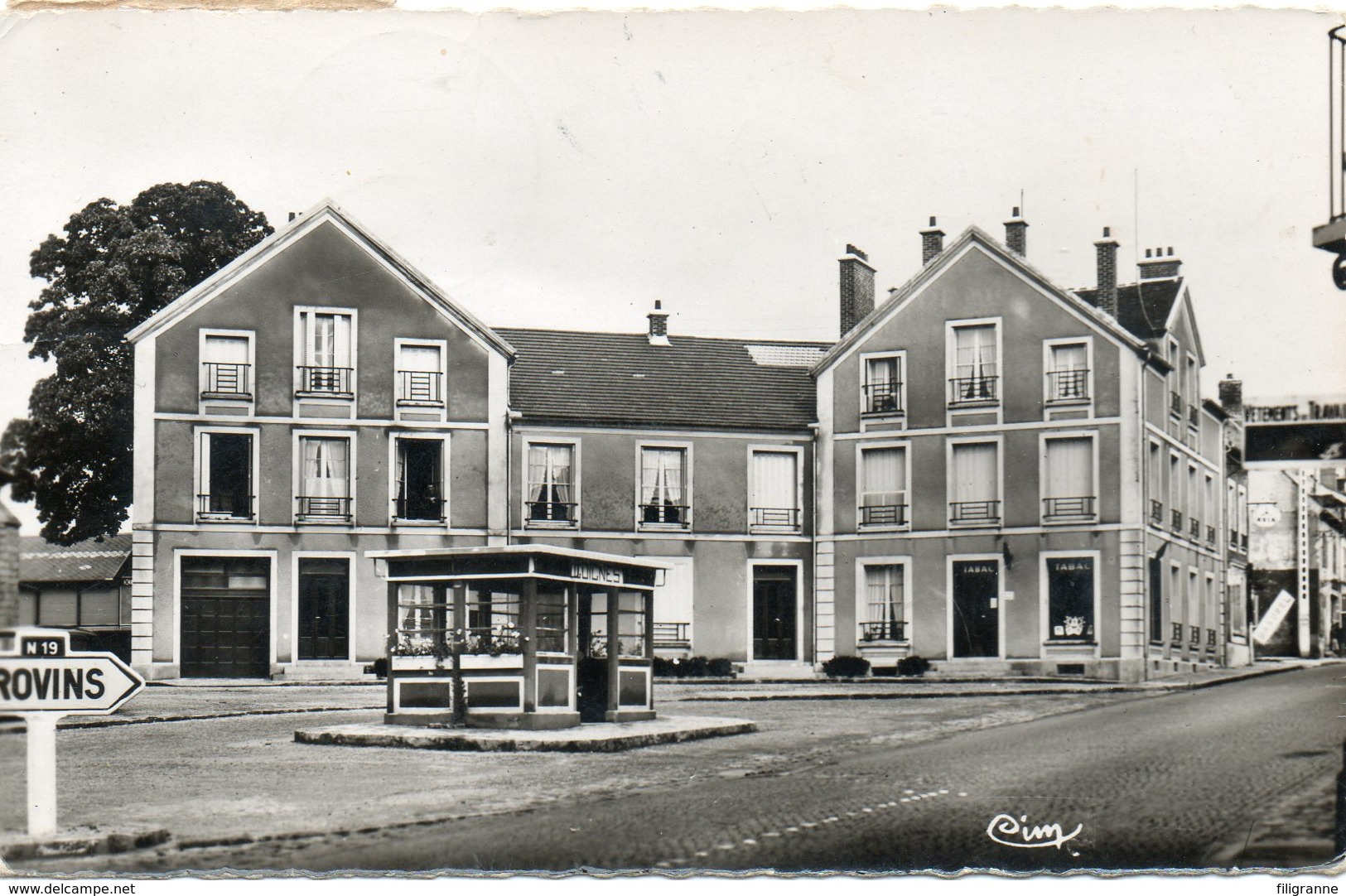
Gare routière de « Guignes-Hôtel de Ville », créée à la suite de la fermeture de la ligne au transport des voyageurs. Photo prise après 1940.

Par contre, avec la délibération du 10 mai 1950 applicable le 1er juillet suivant, le bus de Melun à Verneuil reste assuré par la SE, le département prenant en charge le déficit mais la SE perd le bénéfice de la prime d'économie qui lui était versée jusque-là.
La locomotive no 3701 Melun est réquisitionnée par les autorités d'occupation pour le compte de l'Organisation Todt en 1943 puis envoyée dans le Finistère en septembre 1945. Elle sera utilisée jusqu'en 1950 et démolie l'année suivante. La locomotive Verneuil no 3702 est inutilisable à cause du très mauvais état de la chaudière, qui avait connu des difficultés dès 1940 ; elle est démontée en 1948 et ses pièces sont utilisées en 1952 pour la construction d'un locotracteur SNCF qui ne sera jamais terminé. La locomotive no 3703 Guignes, quant à elle, est irrévocablement arrêtée en 1944 et démolie en 1951,. De 1933 à 1951, les locomotives no 3702 Verneuil, no 3703 Guignes et no 3704 Nangis (utilisée sur le reste du réseau et démolie également en 1951) sont « en service » au dépôt de Verneuil
La gare de Guignes-Villes fut détruite entre 1956 et 1959 pour créer des logements. 
La bascule située à Saint-Germain-Laxis est utilisée par des ouvriers agricoles et est détruite en 1977. La gare de la commune reste longtemps à l'abandon, puis est vendue afin d'être reconvertie en habitation en 1975.
La gare de Champdeuil-Crisenoy est encore visible en Août 1987. Elle est détruite entre 1987 et mai 1989, lors de travaux routiers.
.
En 1953, la municipalité de Melun demande la priorité pour l'acquisition de la gare désaffectée de Melun-Ville ainsi que son terrain. La ville cependant s'effacera si une société HLM demande l'acquisition. Des particuliers (MM. Blanc, Porta et Keroul) font également une demande. La commission négocie avec Melun mais la cession du terrain n'est pas facile car des baraquements habités s'y situent et les habitants refusent de partir. Finalement, la commission décide de vendre le terrain à l'Office départemental d'HLM au prix de 150 francs le mètre carré, mais MM. Blanc et Porta obtiennent les portions promises. Lors de la séance du 5 mars 1953, les rails du tramway, comme ceux des autres lignes, sont en partie vendus à la Compagnie française de récupération industrielle. La durée de la concession du tramway, fixée à 60 ans, devait prendre fin le 6 mai 1959.
La gare tramway de Verneuil n'a pas détruite d'un coup mais à progressivement évolué et integré la zone du Centre National des ponts et secours de Verneuil .

## Tracé

### Itinéraire

Tracé du tramway appliqué à la carte géographique actuelle.

La ligne commence au mail Gaillardon, à la gare de « Melun-Ville ». La voie est prolongée jusqu'au port fluvial. Une voie d’évitement et de manœuvre se termine en impasse. Une voie de marchandises est en embranchement au milieu de cette voie ; elle permet de desservir une halle, également accessible par une voie transversale et dotée de deux plaques tournantes. Cette voie en cul-de-sac dessert l’ensemble des installations de traction (la grue hydraulique et la remise, entre autres).

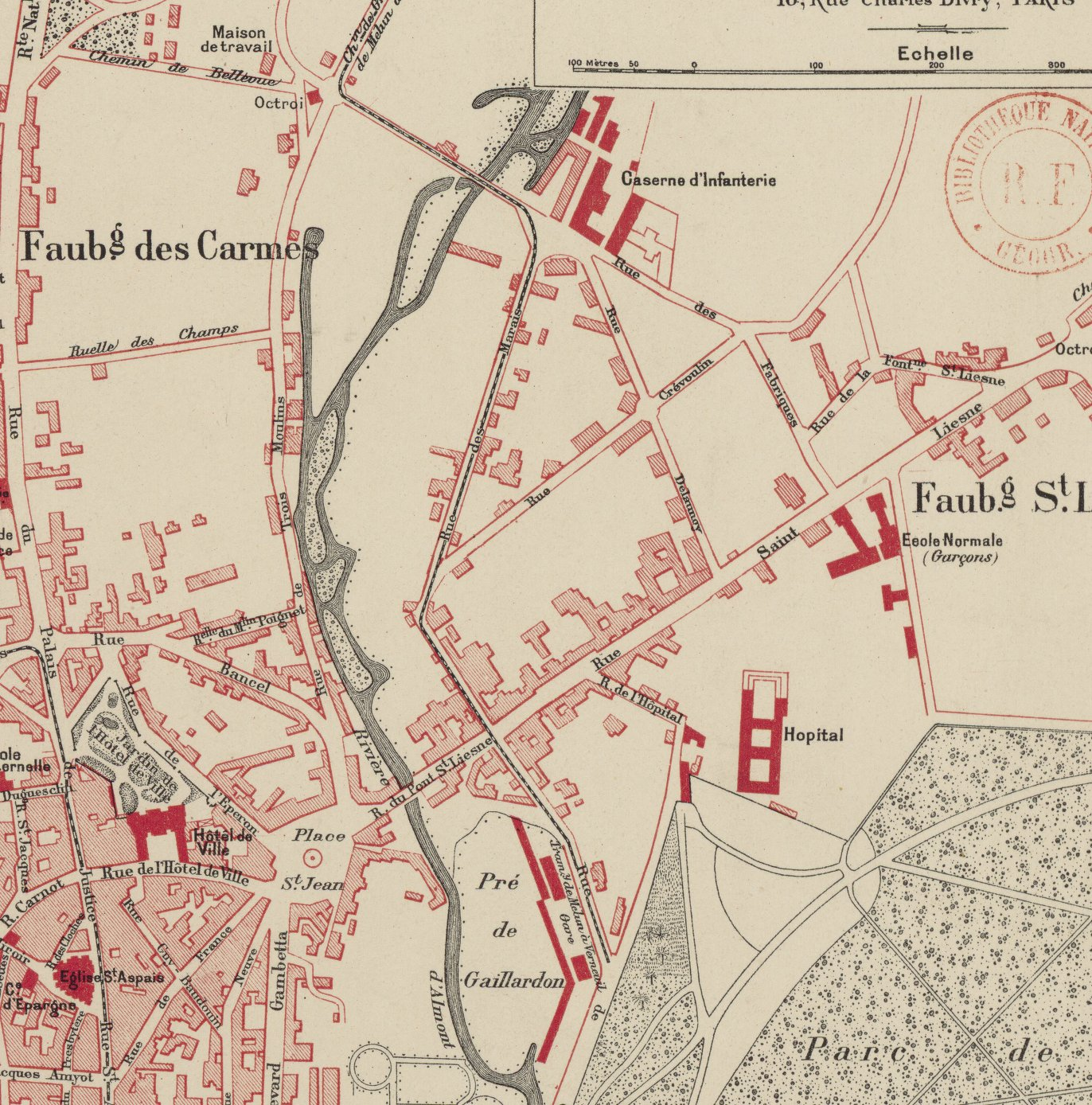
Plan de la section melunaise du tramway de Verneuil en 1904.

Le tramway commence son trajet à la gare de Melun-Ville dans le quartier du mail Gaillardon au point kilométrique 0,00. La locomotive passe par la rue des Marais, croise la rue Saint-Liesne puis tourne à gauche, franchit l'Almont pour garder sa droite sur la rue des Trois-Moulins. Ici se trouve le premier arrêt nommé « Melun-Octroi » ou juste « Octroi » (au PK 0,7). L'arrêt se situe à la barrière des Marais. À cet endroit, un employé de la douane municipale s'occupe de l'inspection des bagages et taxe, au retour, les produits provenant de la campagne. Le tramway quitte ensuite la ville pour se diriger vers la montée des Trois-Moulins, un petit hameau, où il s'arrête (au PK 2,00), afin de faire le plein en eau pour la locomotive et permettre au chauffeur, au mécanicien et au chef de train de se désaltérer durant les périodes chaudes.
Le train prend ensuite une forte accélération pour franchir la difficile côte de Rubelles. Une fois sa vitesse ralentie en arrivant dans la plaine, le tacot marque l'arrêt « Rubelles-Voisenon » (au PK 3,8), peu avant la route allant au château de Vaux-le-Vicomte. Longeant ensuite la RN 36, le train arrive à la gare de « Saint-Germain-Laxis » (au PK 6,2). À côté, en face de la ferme de la Route, se trouve le pont-bascule de la commune. On y pèse toutes les charges comme les betteraves ou le blé. Les machines, quant à elles, font le plein d'eau au pont des Regains.

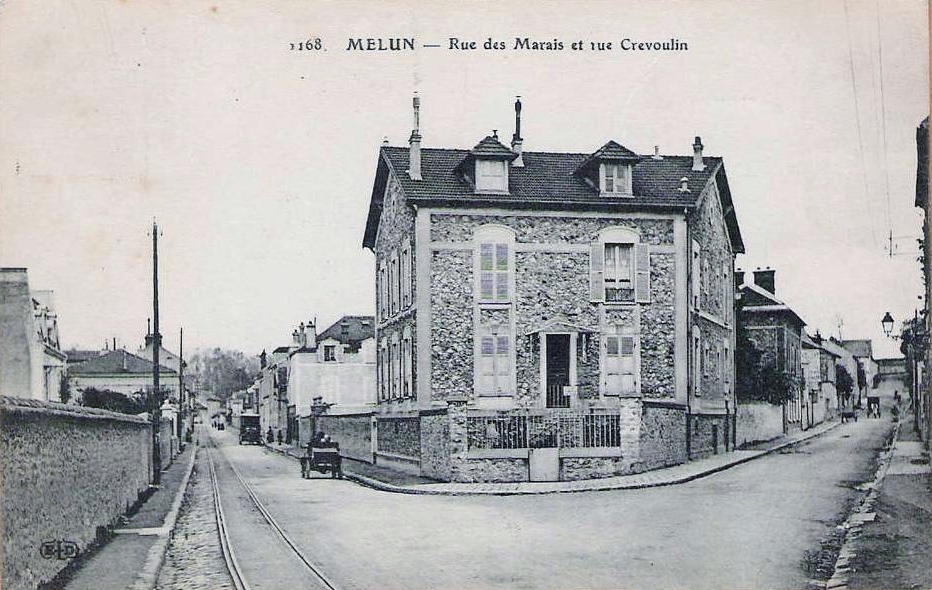
Rails du tramway de Verneuil, à l'intersection de la rue Crevoulin et de la rue des Marais, avant 1910.

Après cette pause qui peut durer, le train se dirige vers Crisenoy. Le passage est délicat et, lors des périodes de climat difficile (neige, gel, pluies violentes…), le tramway n'arrive pas toujours à gravir la montée et doit recommencer sa tentative. Une fois le passage réussi, le tacot arrive à l'arrêt « les Bordes » (au PK 7,7), une halte en pleine nature, desservant le hameau éponyme. Ensuite, la locomotive arrive à la gare de « Champdeuil - Crisenoy » (au PK 9,6), à mi-chemin entre les deux communes du même nom, puis à l'arrêt « Genouilly-Suscy » (au PK 10,8). La commune de Crisenoy a la particularité, malgré sa petite taille, d'être desservie par ces trois derniers arrêts, en raison de l'éloignement des hameaux par rapport au centre de celle-ci.
Une fois dépassé le hameau de Vulaines où il effectue un arrêt facultatif., le tramway arrive à la station de « Guignes-Sucrerie » (au PK 14,3), qui dessert la sucrerie de la commune, importante localement et en plein développement. Ensuite, le tramway quitte la RN 36, coupe la départementale 99E et contourne la commune par l'est en site propre. Il s'arrête dans l'une des communes les plus importantes de la ligne, « Guignes-Ville » (au PK 15,2). Puis le tacot coupe la nationale 19 et passe au-dessus du ru d'Avon. Il remonte la RN 36, emprunte le pont routier pour traverser les grandes lignes, et termine son parcours à une station établie au nord de la gare de Verneuil-l'Étang, desservant ainsi la dernière commune de la ligne.
Au terminus, situé au point kilométrique 18,4, se trouvent une grue hydraulique, une halle à marchandises, un atelier de réparation et un dépôt où stationnent deux locomotives et leurs wagons. Existe également un embranchement avec la gare de Verneuil-l'Étang de la Compagnie des chemins de fer de l'Est. Le faisceau voyageurs est constitué d'une voie principale et d'une voie de manœuvre reliée par une plaque tournante à leurs extrémités. La voie de marchandises est embranchée sur la voie principale et permet le transit avec les chemins de fer de l'Est par le biais d'une halle. Une voie d'évitement permet les manœuvres et l'accès au quai à combustible ; une bretelle complète l’installation. Le faisceau traction comprend un long tiroir embranché sur voie principale par une diagonale. À l'une de ses extrémités, il donne accès à deux voies pour la remise des voitures et deux voies pour la remise des machines. Le bâtiment voyageurs, lui, se situe en bout du quai de voyageurs.

### Embranchements
L'une des spécificités de la ligne est qu'elle possède cinq embranchements entre Melun et Verneuil, tous réservés au trafic de marchandises, surtout pour les besoins agricoles. Le premier embranchement se trouve au point kilométrique (PK) 3,7, à Rubelles et le deuxième au PK 6,2 à Saint-Germain-Laxis. Tous deux servent à la sucrerie de Guignes pour le transport des betteraves récoltées sur ces deux communes.
Le troisième se situe au PK 10,8, à Genouilly pour les besoins d'un agriculteur nommé M. Foy, sur le territoire de Crisenoy, comme le quatrième localisé au hameau de Suscy, au PK 12,2, pour la Société civile de Suscy. Le dernier se trouve au PK 14,3, au niveau de la station de Guignes-Sucrerie, afin de desservir la sucrerie avec la marchandise qui lui est destinée.

### Liste des stations
|  |   |  | PK   | Stations              | Communes desservies        | Correspondances                                            |
|  | - |  | ---- | --------------------- | -------------------------- | ---------------------------------------------------------- |
|  | o |  | 18,4 | Verneuil-l'Étang      | Verneuil-l'Étang           | Paris-Est - Mulhouse-Ville Paris-Bastille - Marles-en-Brie |
|  | o |  | 15,2 | Guignes-Ville         | Guignes                    |                                                            |
|  | o |  | 14,3 | Guignes-Sucrerie      | Guignes, Yèbles            |                                                            |
|  | o |  | 12,2 | Vulaines-Suscy        | Yèbles                     |                                                            |
|  | o |  | 10,8 | Genouilly-Suscy       | Crisenoy                   |                                                            |
|  | o |  | 9,6  | Champdeuil - Crisenoy | Champdeuil, Crisenoy       |                                                            |
|  | o |  | 7,7  | Les Bordes            | Crisenoy                   |                                                            |
|  | o |  | 6,2  | Saint-Germain-Laxis   | Saint-Germain-Laxis        |                                                            |
|  | o |  | 3,8  | Rubelles - Voisenon   | Rubelles, Voisenon, Maincy |                                                            |
|  | o |  | 2,0  | Les Trois-Moulins     | Maincy, Rubelles, Melun    |                                                            |
|  | o |  | 0,7  | Melun-Octroi          | Melun                      |                                                            |
|  | o |  | 0,0  | Melun-Ville           | Melun                      | Tramway de Melun (à proximité)                             |

## Matériel roulant

### Les locomotives et les draisines

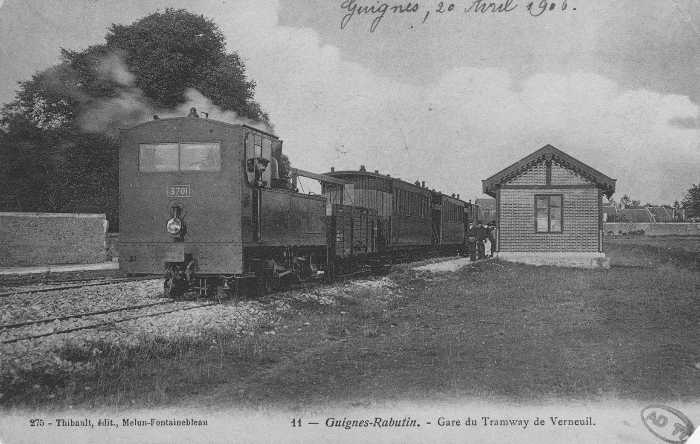
Un train mixte marchandises/voyageurs en gare de Guignes-Ville avant 1910. La locomotive est la 3701 Melun.

De nombreuses machines sont utilisées pour la construction de la ligne. L'entreprise Cordier dispose d'une 030T no 4, construite à Couillet et provenant de la compagnie de chemins de fer départementaux, puis transférée à Verneuil pour l'établissement de la ligne. Elle a également une locomotive Corpet portant une plaque « Cie des chemins de fer de l'Ouest à Rennes », utilisée auparavant à la construction du Réseau Breton puis utilisée pour les travaux, et, enfin, une troisième locomotive d'origine inconnue servant juste à remplacer la précédente.
Dans le but de faire des économies, le département opte au départ pour les locomotives 130, utilisées par les Chemins de fer départementaux de la Côte-d'Or. En raison de l'implantation, sur la ligne, des voies en accotement de la route, il est prévu qu'elles roulent avec les cheminées en arrière, pour permettre au mécanicien d'avoir une meilleure vision de la voie et d'éviter les collisions et les accrochages avec les attelages sur le chemin. Les commandes sont disposées près de la paroi de la cabine.
Un appel d'offres est lancé à douze sociétés tant françaises qu'étrangères. Seules les propositions de la Société franco-belge de matériel de chemin de fer, de la Maison Veuve L.Corpet et L.Louvet et de la Société française de constructions mécaniques sont jugées recevables et la préférence est donnée à la dernière à qui la commande est passée. Cependant, la société fait un projet différent de celui du réseau de Dijon, notamment en ce qui concerne l'accroissement de la surface de la grille, l'adoption du foyer Belpaire, les tubes à ailettes, le report du dôme de prise de vapeur à l'avant du corps cylindrique et les soupapes de sécurité à charge directe, le mécanisme Walschaerts préféré à celui de Stephenson, le mode de suspension des essieux, et l'habitacle modifié avec la paroi face à la marche percée d'une grande baie protégée par deux vitres coulissantes
Ces locomotives sont livrées avec l'abri, les caisses à eau peintes en vert prussique clair avec filets rouges, la chaudière en noir de Siam, les traverses avant et arrière en vermillon, et les inscriptions en jaune. Les plaques de construction et de propriété et celles portant les noms et numéros sont en bronze.

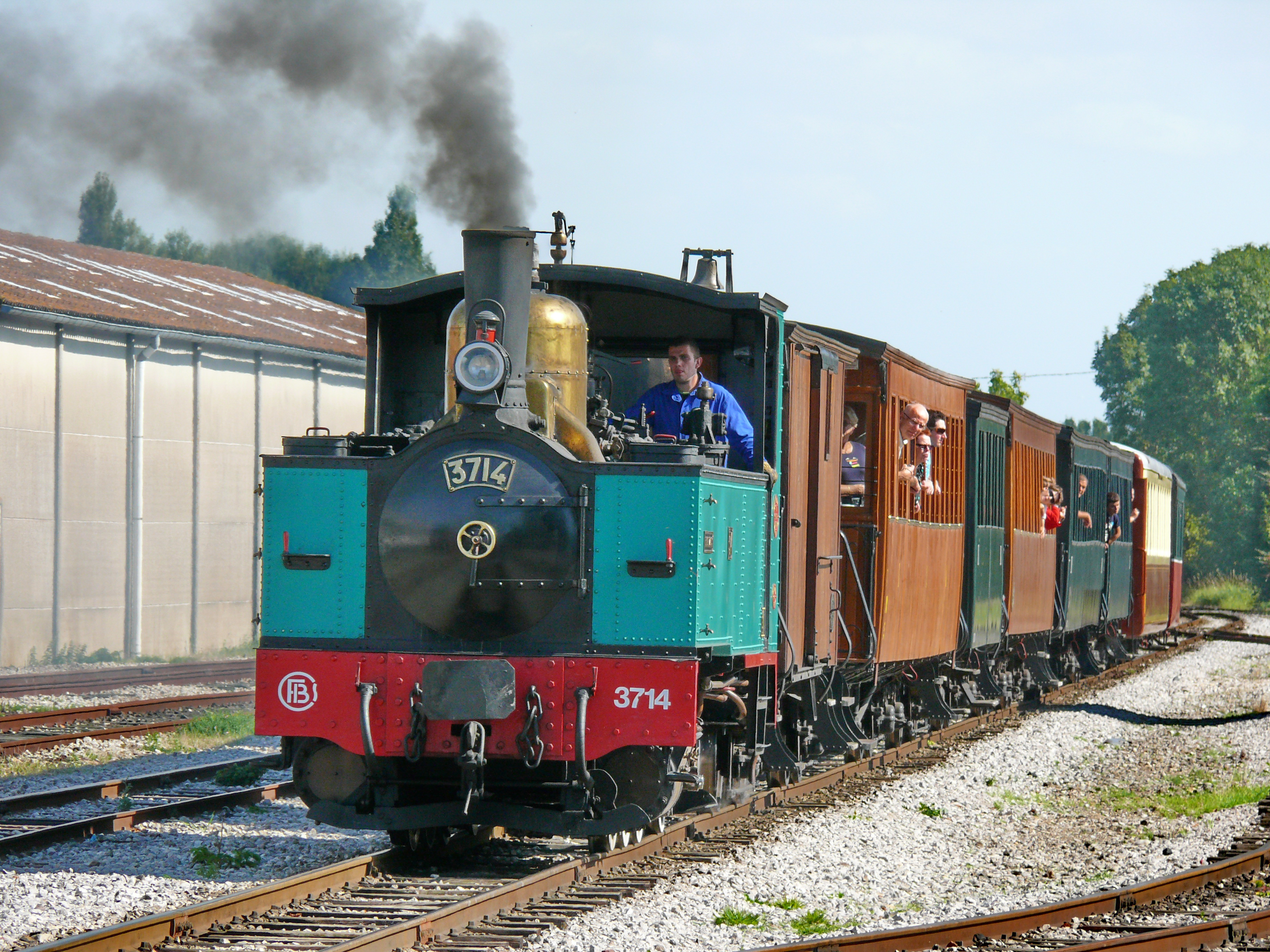
Train secondaire comparable à celui exploité pour la ligne.

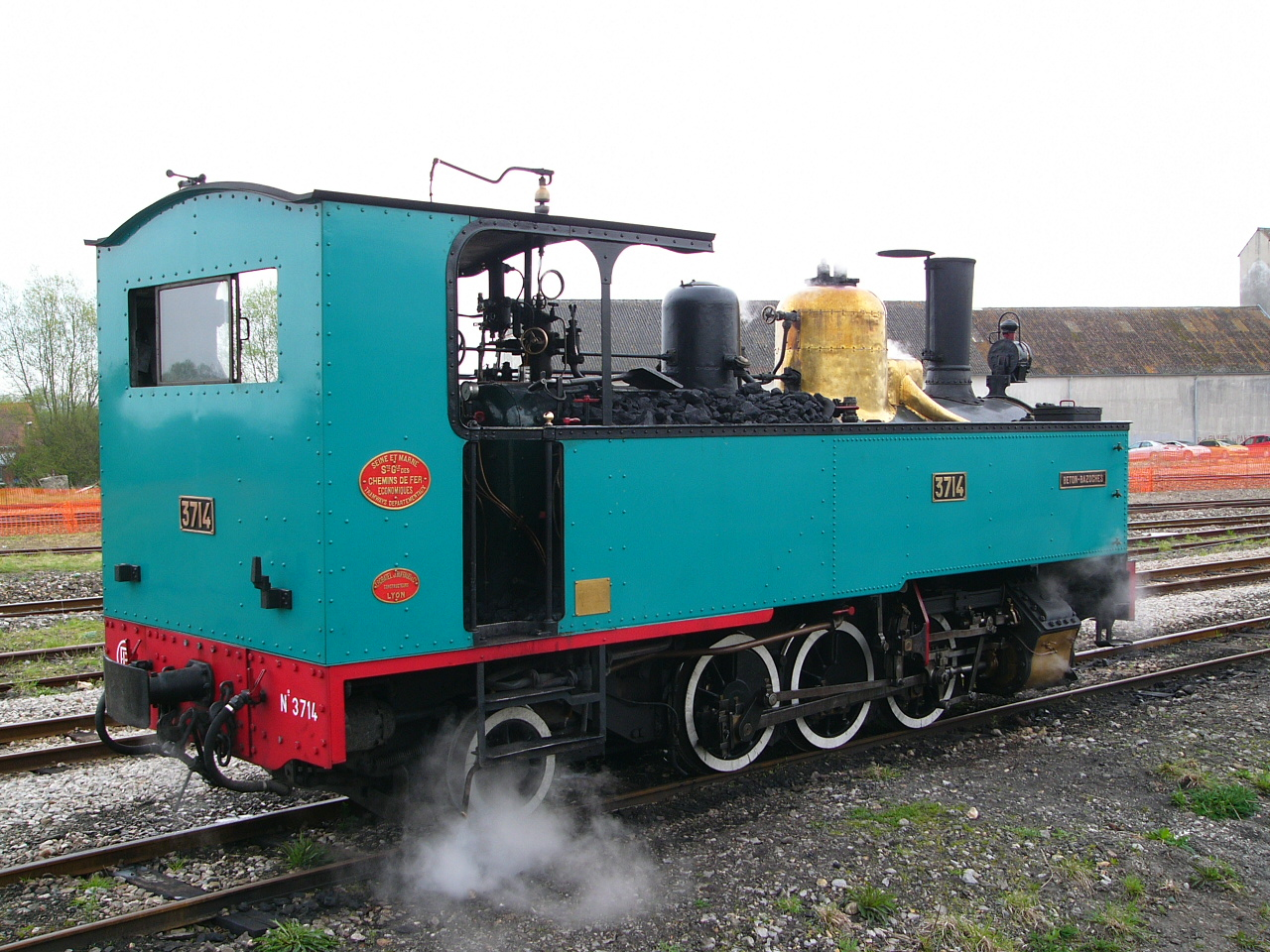
Locomotive Buffaud et Robatel no 3714, anciennement utilisée sur le Réseau de Seine-et-Marne, préservée par le CFBS, similaire aux locomotives de la ligne.

Les locomotives utilisées sont des 031 T construites en 1900 par Cail et conçues pour circuler avec leur cabine en avant, afin d'améliorer la vision du conducteur et d'éviter les accidents. Elles portent le nom des villes traversées par le tacot (3701 : Melun, 3702 : Verneuil, 3703 : Guignes). Elles disposent de trois essieux moteurs, six roues motrices ainsi qu'un essieu porteur situé sous la cabine de conduite.
Il existe encore une locomotive similaire, construite sur un modèle identique par la société Buffaud & Robatel, qui circule sur le réseau du chemin de fer de la baie de Somme. En 1903, la ligne possède, en plus des trois locomotives, huit voitures de voyageurs, deux fourgons à bagages, quatre wagons-plateformes, huit wagons-tombereaux, quatre wagons couverts, ainsi qu'un wagon supplémentaire de secours.
Le trafic voyageurs est assuré par une courte rame composée d'une à trois voitures selon l’affluence, ainsi que d'un fourgon généralement occupé par un nombre très important de colis et de bicyclettes. En hiver, en raison de l'obscurité, le train est équipé de petites lampes à pétrole.
La locomotive 3701 Melun a une permutation de sa chaudière avec celle de la 3705 Sablonnières en septembre 1911. Quant à la locomotive 3703 Guignes, c'est avec la 3709 Rozoy que le changement de chaudière a lieu en 1929, avant de nouveau l'inverser en 1939.
Avec le retard de livraison, entre 1901 et 1902, la ligne utilise des locomotives de location, trois locomotives Mallet, numérotée 4501 Orcenais, 4502 Tortezais et 4503 Saint Jeanvrin. Elles arrivent début avril 1901 et sont soumises aux essais réglementaires de parcours de freinage. Convaincant pour les deux premières qui ont le droit de circuler le 2 mai 1901, la troisième dont les essais montre un freinage insuffisant doit attendre le 5 septembre suivant après de nombreuses améliorations pour circuler.
De plus, la SE dispose de trois draisines : la no 116 en 1926 venant de l'Allier, la no 647 en 1933 venant de Lourches-Cambrais et la no 708 en 1934 venant des établissements Billard. Elles sont utilisées à partir de 1934 pour le service postal sur l'ensemble des lignes du réseau.

### Les voitures et fourgons

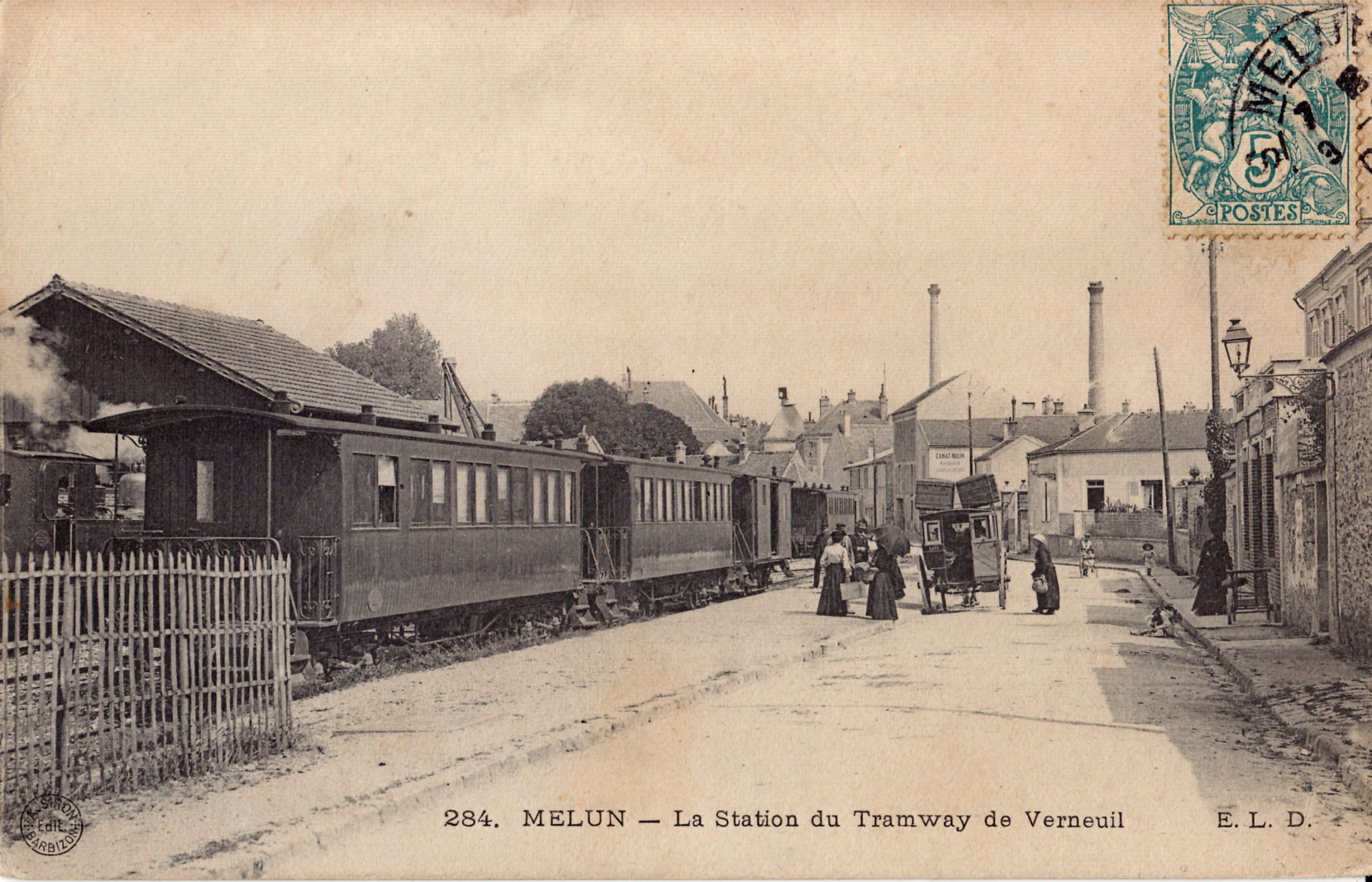
Station de Melun-Ville, terminus du Tramway, avant 1906, avec des deux voitures et un fourgon stationnant en gare.

D'après la convention de rétrocession du 28 avril 1899, le matériel « Grande Vitesse » prévu pour l'exploitation est de 8 voitures et 2 fourgons. Après avoir étudié le dossier, la SE propose de remplacer les voitures de 24 places montées sur deux essieux par des voitures à boggies de 36 places. Le département donne alors un accord de principe et la SE propose pour la ligne des voitures dites du « premier type » à six places de première classes et trente de seconde classe ainsi que deux voitures de « troisième type » à dix-huit places de première classe et dix-huit places de seconde classe en supplément.
En décembre 1899, la SE lance un appel d'offres aux constructeurs et les propositions des « Ateliers de construction du Nord de la France » (ANF) se trouvent plus avantageuses et un marché est conclu le 21 février 1900.
Les voitures possèdent un châssis identique. Une porte d'intercirculation est aménagée à l'extrémité de chaque plateforme. Les banquettes des compartiments sont disposées transversalement dos à dos, de part et d'autre du couloir, deux sièges d'un côté et un de l'autre.
Quant aux fourgons, ils disposent de deux petites plateformes d'extrémité et d'un petit compartiment postal placé dans un des angles de la caisse avec une porte d'accès donnant sur l'une des plateformes. Le compartiment à bagages possède une porte sur chaque plateforme et deux vantaux roulants au centre de chaque face latérale.
La ligne de Melun à Verneuil obtient six voitures « premier type » numérotées de 101 à 106, les voitures 301 et 302 de 3e type ainsi que les fourgons-postes 801 et 802.

### Les wagons à marchandises

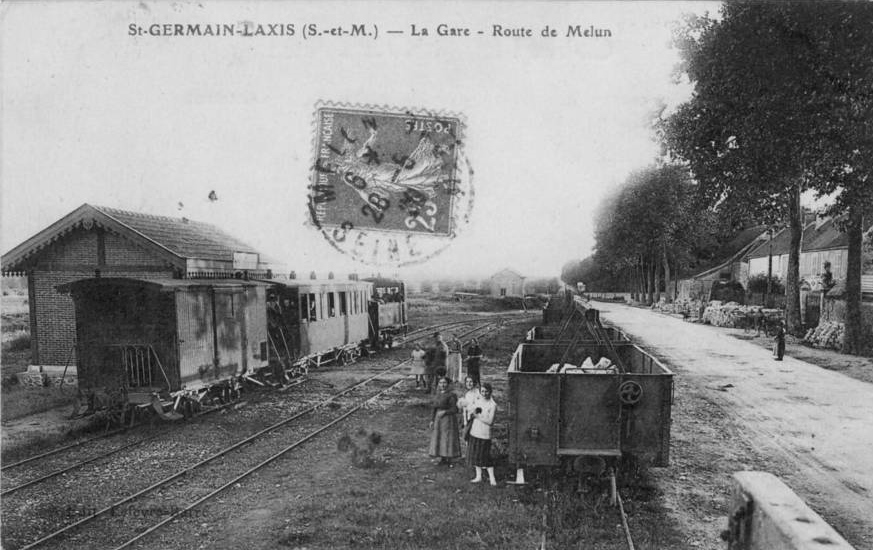
Gare de Saint-Germain-Laxis au début des années 1920 avec un train de voyageurs et des wagons tombereaux.

À l'origine, le service des ponts et chaussées préconise 16 wagons à marchandises pour le tramway. Après l'obtention de l'accord du département, la compagnie choisit également les ateliers ANF pour la construction des wagons et l'accord est signé le 21 février 1900.
Les wagons couverts sont dotés de 4 volets coulissants de part et d'autre d'une porte roulante médiane sur chaque face latérale. Les wagons tombereaux possèdent un double vantail par face latérale et une barre de faîtage. Les wagons plateformes ont leurs côtés tombants et une rehausse mobile. Chaque wagon possède un frein à vis commandé par un volant situé sur une extrémité du véhicule.
La ligne reçoit les wagons couverts numérotés de 2001 à 2005, les wagons tombereaux numérotés de 4001 à 4008 et les wagons plateformes numérotés de 6001 à 6004. Au cours de son existence, ce nombre augmentera à plusieurs reprises face à l'augmentation du trafic de la sucrerie de Guignes, dont 12 tombereaux livrés le 11 janvier 1911 et immatriculés de Uf 4064 à Uf 4075.
La sucrerie de Guignes obtient l'autorisation, le 28 septembre 1912, de mettre en service 8 wagons tombereaux numérotés de 21 à 28. Lors de la campagne betteravière de 1932, la sucrerie loua auprès de Locamat, 10 tombereaux immatriculés 15, 18, 28, 29, 41, 43, 44, 64, 462 et 464 et en 1941, elle obtient du département de l'Allier, cinq tombereaux provenant de lignes déclassés et numérotés U 3124, U 3219, U 3148, Uf 4136 et Uf 4502.

## Infrastructure

### Les voies

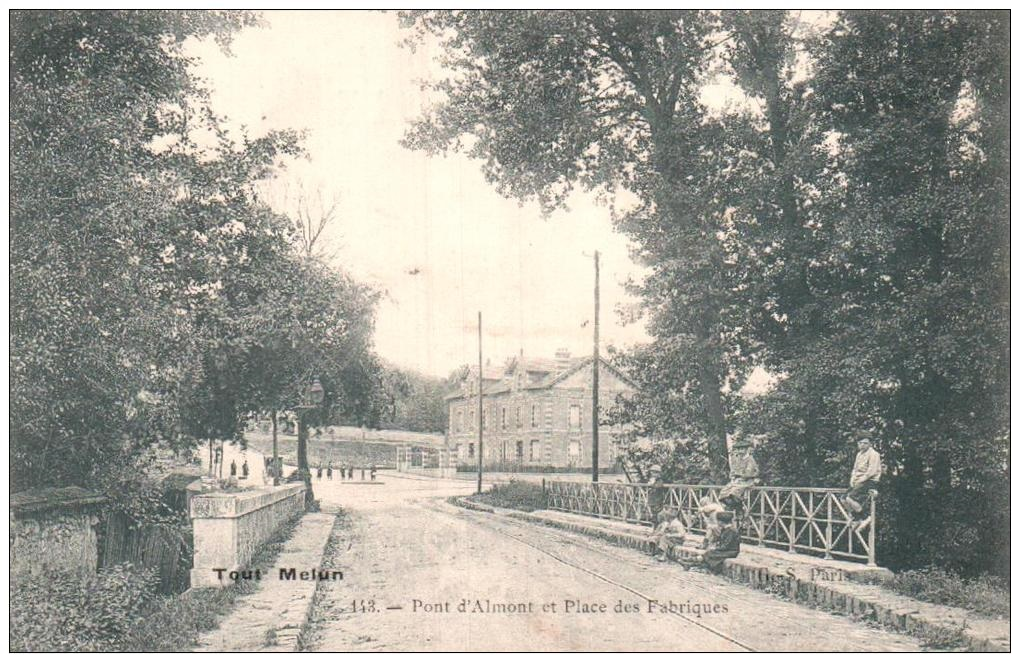
Rue des Marais à Melun ; on y aperçoit les rails « noyés » du tramway, avant 1908.

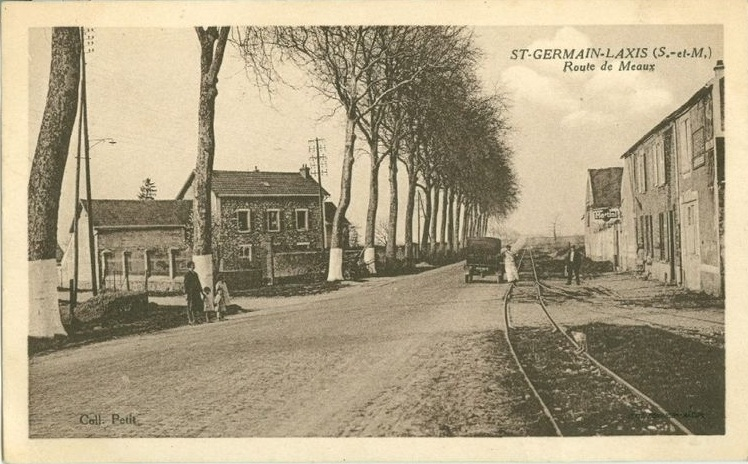
Route de Meaux à Saint-Germain-Laxis en direction de Crisenoy, au début du XXe siècle. On distingue les rails du tramway.

Les rails utilisés pour la ligne sont des rails Vignole en acier d'un poids maximum de 20 kg par mètre en barre de 8 mètres reposant sur dix traverses en chêne de 1,70 mètre de longueur fixées par le moyen de tirefonds. Dans les parties équipées d'un contre-rail, le poids total maximum est de 30 kg pour l'ensemble,. Le rail employé a la particularité d'avoir une géométrie simple. Ce profil s’avère très facile à laminer en raison de sa forme symétrique et équilibrée. Il se caractérise par une base élargie qui permet une fixation efficace sur les traverses.
Dans la partie traversant Melun, du rail dissymétrique de 18 kg au mètre (nommé « voie Heude ») est employé. Le ballast d'une épaisseur de 0,35 mètre est constitué de cailloux et de pierres cassées provenant des carrières des environs et de la Seine.
Établie principalement en accotement de chaussées, la ligne est qualifiée administrativement de tramway selon la réglementation de l'époque car, sur une partie de son itinéraire, les trains circulent sur la voie publique. L'armement de la voie se rapproche de celui d'un tramway, avec un poids de rail plus léger, d'environ 15 kg/m, contre 60 pour celui des grandes lignes ; les ballasts sont moins volumineux et les traverses mesurent de 1,8 à 2 m, contre 2,70 m pour celles des voies ferrées propres aux trains. Comme pour un tramway classique, les signaux sont quasiment absents, avec observation de la marche à vue et vitesse réduite.

### Signalisation et gestion de la ligne

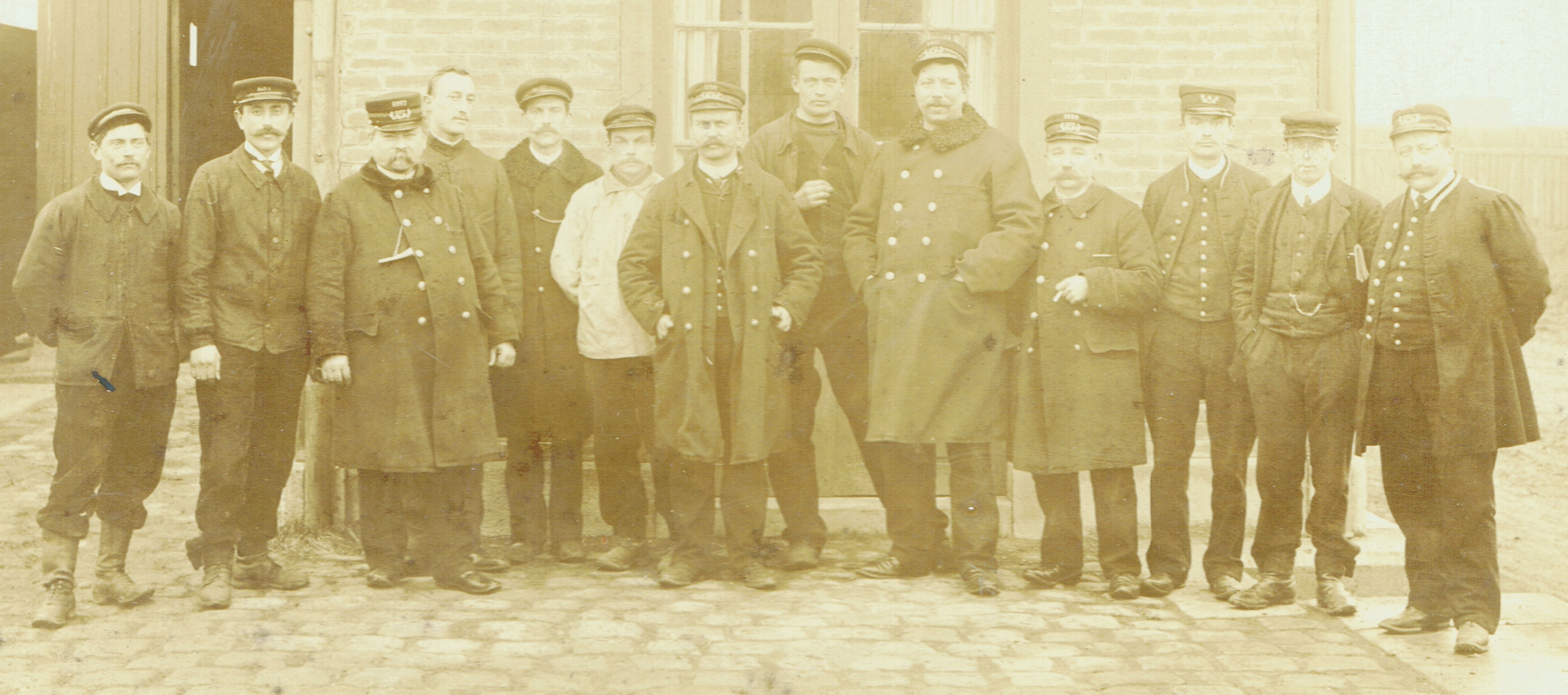
Employés du tramway de Verneuil vers 1910-1920.

Outre le personnel roulant, deux employés dans chaque gare réglementent le trafic et contrôlent les voyageurs. En 1917, le salaire des employés est de 1 200 francs pour la plupart ; quelques-uns atteignent les 1 500 francs et de très rares personnes reçoivent 1 800 francs. Ces salaires, jugés beaucoup trop faibles par le conseil général, incitent celui-ci à verser des « allocations de vie chère » dès la même année.

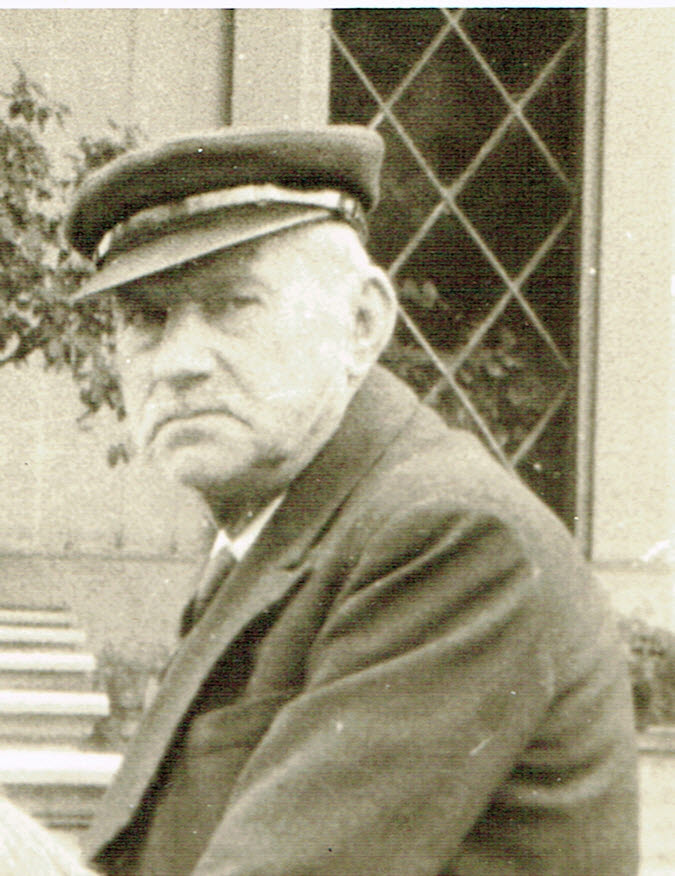
Prudent Bertrand, chef de gare de la ligne.

La gare de Rubelles, située à l'angle de la RN 36 et de la route de Maincy à Voisenon, est équipée d'un quai haut pour charger ou décharger des animaux, matériaux, semences, tonneaux et autres marchandises en attente sur la voie. Certains wagons sont réservés aux industries de la pierre des carrières de Maincy, et aux betteraves sucrières pour la sucrerie de Guignes.

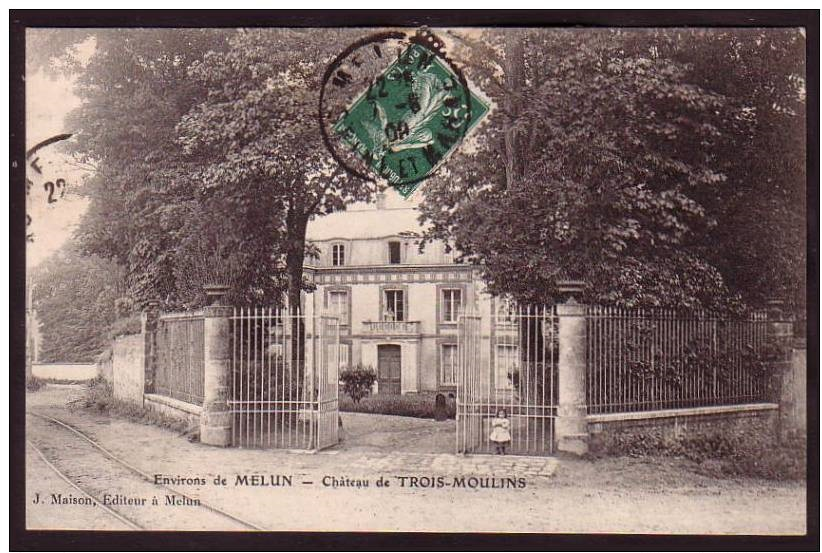
Château des Trois-moulins à Melun. Sur le côté, la voie du tramway de Verneuil au début du XXe siècle.

Une direction locale est implantée à Melun et le sous-inspecteur, lui, est à Verneuil-l'Étang. La direction locale de la SE pour le réseau est implantée à Melun, au 45 rue de Dammarie, où le chef d'exploitation réside. En plus de l'inspecteur s'occupant de la partie Bray-Jouy et un autre pour Jouy-Sablonnières et Marles-Jouy, un sous-inspecteur s'occupe de la ligne Melun-Verneuil. Cette situation change en 1923, lorsque le poste est supprimé et que la ligne est rattachée à l'inspecteur de Bray. Finalement, en 1933, il n'y a plus qu'un seul inspecteur pour le réseau et donc la ligne de Verneuil, qui jusqu'en 1942, réside à Jouy puis à Nangis. À partir de 1944, le tacot de Verneuil n'est plus géré que par le chef d'exploitation comme le reste du réseau.
Trois locomotives assurent les trois allers-retours journaliers (matin, midi et soir), le convoi comportant en général trois voitures. Il y a un « arrêt buvette » pour le chauffeur, le mécanicien et le chef de train, durant l'été, à la station Trois-Moulins.
La signalisation se résume à l'implantation de disques fixes blancs cerclés de jaune imposant le ralentissement à une centaine de mètres de l'entrée en gare. La régulation se fait par le strict respect du livret de la marche des trains fixé à 20 km/h pour les trains mixtes et à 14 km/h pour les trains de marchandise et de service.
La ligne de Verneuil à Melun est la seule du réseau à ne pas disposer d'une liaison téléphonique ; les trains circulent en navette et aucun croisement ne peut être effectué. Cependant à partir de 1914, avec les diverses améliorations appliquées aux voies à Melun-Ville, Champdeuil - Crisenoy et Saint-Germain-Laxis lors des premières années d'exploitation, des croisements sont alors effectués dans ces gares entre les tacots. Ils doivent marquer deux à trois minutes d'arrêt en gare pour permettre le croisement.

### Accidents sur la ligne

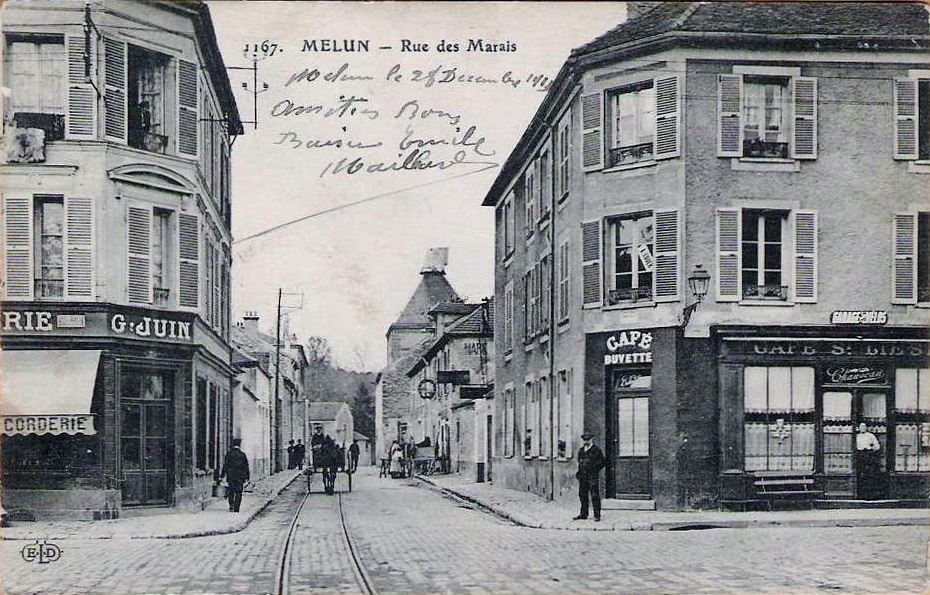
Rails du tramway de Verneuil, rue des Marais (actuellement rue Camille Flammarion) à l'intersection de la rue Saint-Liesne.

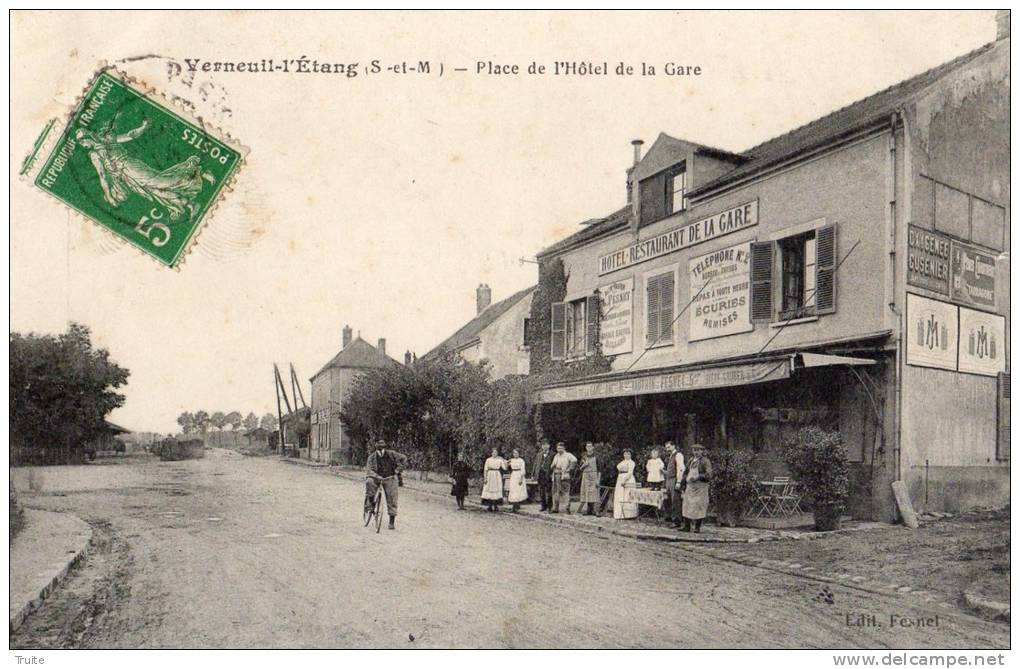
Café de la gare « grande ligne » de Verneuil-l'Étang avec au fond, les bâtiments de la station de tramway de Verneuil.

La ligne est exposée aux accidents puisque l'essentiel des voies se développe sur la RN 36. Mais les accidents sont restés rares grâce à la prudence des agents et à celle des riverains qui, dès l'inauguration de la ligne, ont pris les précautions nécessaires, en s'habituant à maintenir leurs attelages au passage des convois.
L'un des rares accidents ayant marqué les esprits des riverains survient durant la Première Guerre mondiale, près de la rue des Marais à Melun. À la tombée de la nuit, un train déraille à la suite de l'emballement d'un cheval apeuré qui s'est jeté sous une locomotive. Hormis la mort de l'animal, il n'y a pas de blessés et les dégâts sont peu importants ; cependant, il faut toute la nuit pour que le cheval, déchiqueté par la motrice, soit dégagé, puis pour remettre la machine sur les rails réparés. Le train ne peut être remis en service que le lendemain.
L'autre a lieu en juillet 1929, au croisement de la route de Paris à Belfort, au niveau de Guignes : une automobile est « prise en écharpe » par une locomotive de la ligne. Les quatre occupants du véhicule sont très grièvement blessés et transférés à l'hôpital de Melun ; une femme meurt à son arrivée au centre hospitalier.

### Horaires et desserte

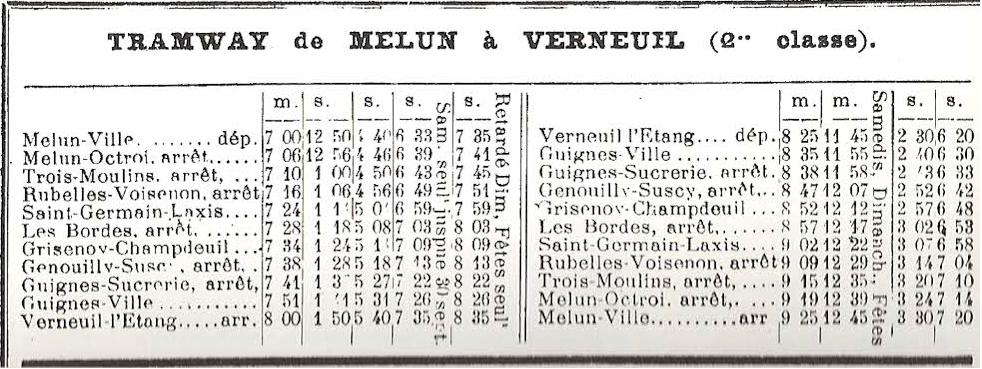
Fiche horaire de la ligne en 1913.

Des fiches horaires sont réalisées pour être placardées dans les gares de la ligne afin de renseigner les usagers sur les heures de passage des trains.
D'après un certain André Bertrand,, la ligne est, à ses débuts, desservie par deux allers-retours quotidiens avec, à la belle saison, les jours de fêtes ainsi que les jours de marché, un train supplémentaire pour que « les campagnards puissent faire leurs emplettes en ville ». Cependant, dès l'ouverture de la ligne, trois allers-retours sont affrétés avec, en 1905, un aller-retour en plus le samedi et le dimanche.
Selon le rapport de 1913, le conseil général constate que le quatrième passage du train ne dégage que très peu de recettes en raison d'une fréquentation trop faible. Par exemple, durant le mois d'avril 1913, cette desserte supplémentaire ne rapporta que 27,55 francs. Le quatrième train a effectué ses dernières circulations en 1914, juste avant le passage à deux trajets aller-retour quotidiens en raison de la guerre ; il ne sera par la suite jamais réactivé.
Un cinquième train est mise en place pour le marché de Melun le 1er janvier 1910 à la suite d'une délibération du 29 septembre 1909. Il fut supprimé le 1er mai 1911, car trop onéreux pour le département.
En raison de l'absence de liaisons téléphoniques et du risque d'accidents assez important, les fiches horaires indiquent que les heures des départs et des arrivées ne sont pas garanties en cas de retard dû à un accident durant le trajet.
La durée du parcours évolue avec les années. En avril 1901, le temps du trajet d'inauguration est de 1 h 05. Après mai 1901, le trajet demande 1 h 10 ; en 1913, il diminue légèrement pour nécessiter seulement 1 h entre les deux terminus.
En 1901, les départs de Melun sont à 6 h 45, 12 h 45 et 16 h 29 ; en sens inverse, les départs de Verneuil sont à 8 h 30, 14 h 30 et 18 h 10. En 1913, les départs de Melun sont à 7 h, 12 h 50, 16 h 40, ainsi qu'à 18 h 33 le samedi et à 19 h 35 le dimanche et les jours de fêtes ; en sens inverse, les départs de Verneuil sont à 8 h 25, 14 h 30 et 18 h 20, ainsi qu'à 11 h 45 le samedi, le dimanche et les jours de fêtes. En 1918, les départs de Melun sont à 8 h 30 et 15 h 45 ; en sens inverse, les départs de Verneuil sont à 10 h 50 et 18 h 15. En 1925, les départs de Melun sont à 6 h 5, 9 h 30 et 16 h 5 ; en sens inverse, les départs de Verneuil sont à 8 h 22, 10 h 50 et 18 h 25. En 1937, l'autobus Verneuil-Melun possède une desserte plus dense que ne l'était le tramway avec des départs de la gare de Melun, en première partie de journée à 7 h 40, 11 h 10 et 13 h 10.
Le 1er juin 1918, les deux allers-retours du tramway ne s'arrêtent que dans les gares et non dans les haltes.

### Services de voyageurs et de marchandises

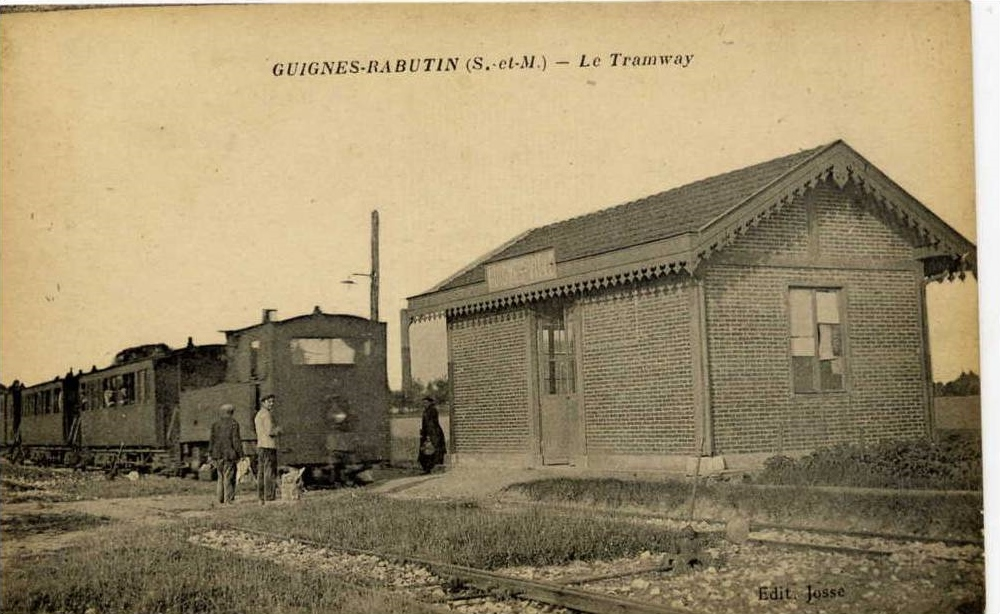
Gare de Guignes, arrêt du tramway, au début du XX.

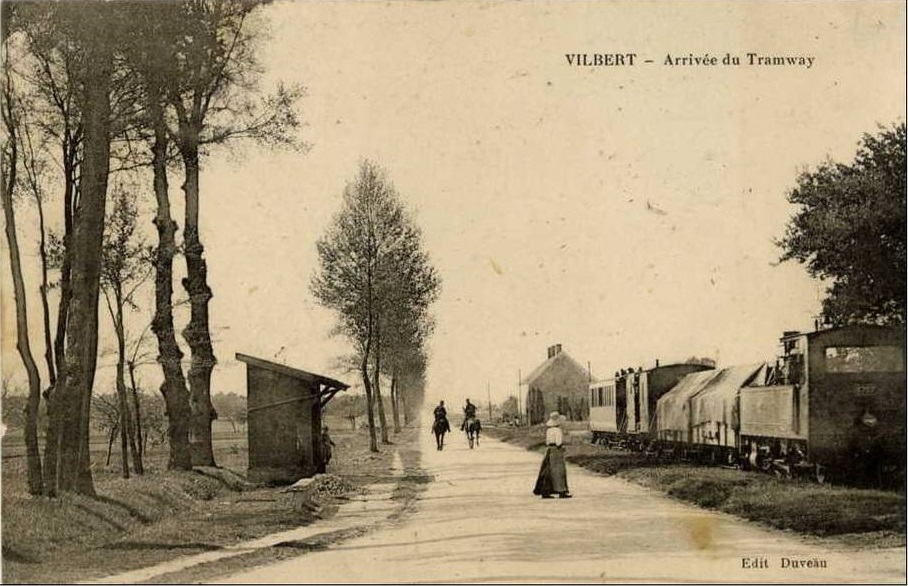
Halte de Vilbert du tramway de Marles-en-Brie à Jouy-le-Châtel, faisant partie du même réseau. L'abri est l'archétype des haltes du réseau. La halte a une forme comparable à celles de Melun-Octroi ou des Bordes.

Les arrêts « Verneuil », « Guignes-Ville », « Champdeuil - Crisenoy », « Saint-Germain-Laxis » et « Melun-Ville » se présentent comme des gares, tandis que les arrêts « Melun-Octroi », « Les Trois-Moulins », « Rubelles-Voisenon », « Les Bordes », « Genouilly-Suscy » et « Guignes-Sucrerie » constituent seulement des haltes.
Il existe un autre arrêt conditionnel nommé « Vulaines-Suscy », non matérialisé, où le tacot s'arrête uniquement sur demande. Cependant l'arrêt n'y est pas constant et si, en 1904, 1914 et 1925, le tramway s'arrête à Vulaines, en revanche, ça ne sera pas le cas en 1913, où l'arrêt n'est pas effectué.
La ligne est conçue pour être exploitée de façon économique. Elle ne possède que des gares de passage construites très sobrement, composées d'un abri avec une salle d'attente et dotées d'un bureau non gardé. Les six haltes sont matérialisées par de simples poteaux comportant les informations principales. Le personnel des gares, principalement féminin, n'est présent que lors du passage des trains. Seules les gares de Melun et de Verneuil-l'Étang ont du personnel permanent.
Dans les gares, en plus de la voie principale, on trouve une voie d'évitement, dite « voie de marchandises », comprenant un, voire deux culs-de-sac selon l'importance de la commune. Ces installations très sobres sont, avec les années, agrandies et améliorées.
Au début de l'exploitation, le trafic des marchandises est assez diversifié sans être très important. Il est principalement composé de blé de meunerie, de paille et de fourrage, de barriques de vin, de matériaux de construction, de charbon, de pierres à chaux de Maincy ainsi que de betteraves pour la sucrerie de Guignes. Le tramway transporte aussi des bestiaux comme les chevaux et les bovins.
Le transport de betteraves est très important durant l'automne ; on en charge sur toute la ligne et même à Melun, où les rames remplies provenant de la plaine vont à la gare du pré Gaillardon.

## Vestiges et matériels préservés

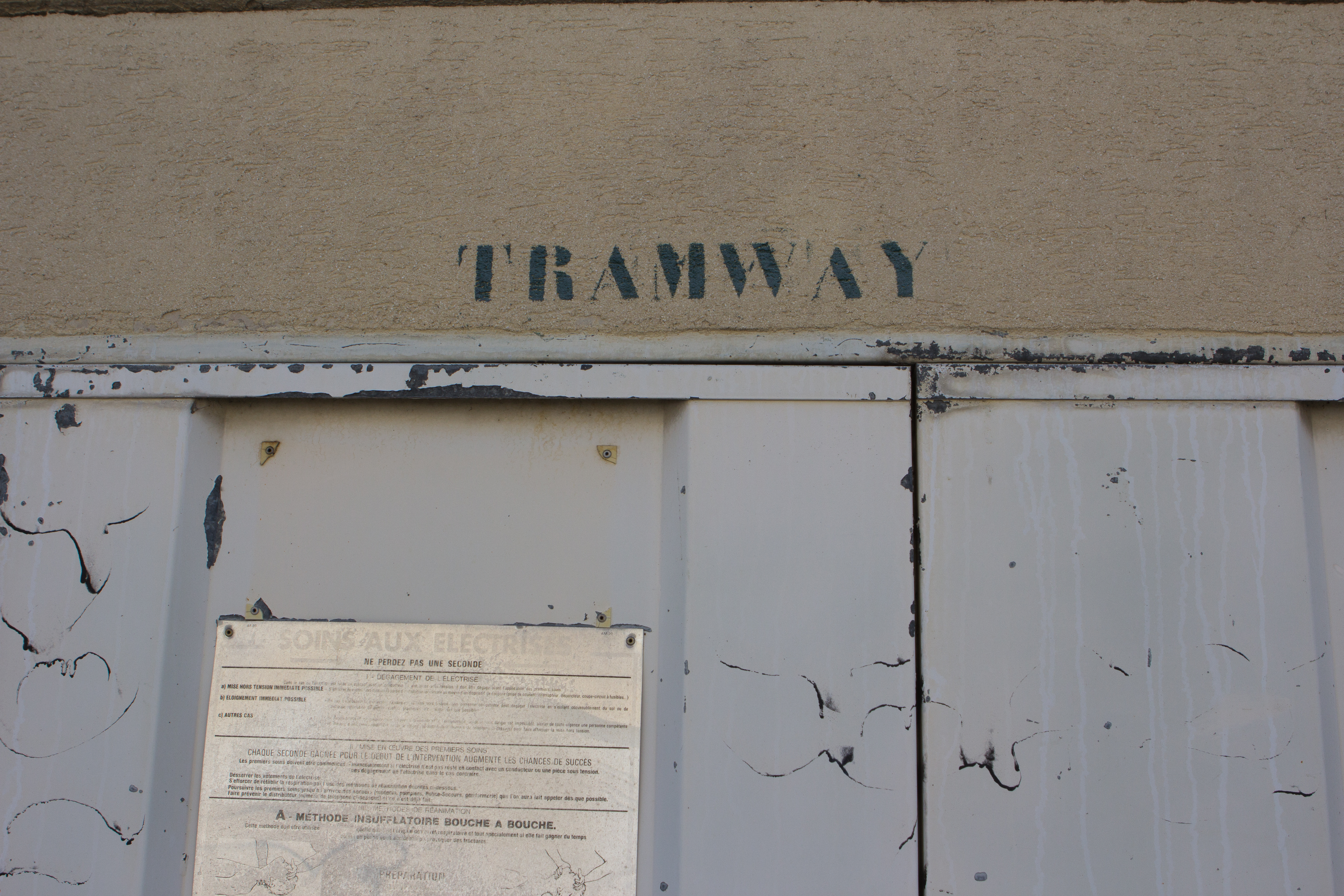
Mention du tramway sur un poste EDF près de la station Guignes-Ville.

Il ne reste plus aucune trace physique du tramway. On peut cependant facilement imaginer son tracé qui suit quasiment entièrement, entre Guignes et Rubelles, la RN 36 telle qu'elle était numérotée à cette époque. À l'exception de celle de Saint-Germain-Laxis, qui abrite maintenant un logement, toutes les autres gares sont détruites,.
Une inscription « TRAMWAY » figure sur un poste EDF à côté de l'emplacement de l'ancienne station de Guignes-Ville. Subsistent également les voies normales qui reliaient la station du tramway de Verneuil à la gare marchandises des trains de grande ligne de Verneuil. La gare routière du mail Gaillardon, située plus près du centre-ville que la gare de Melun-Ville, est toujours en service. Aucun des autres arrêts du tramway, à leur emplacement d'origine, n'est desservi par les bus, ces derniers privilégiant des zones plus urbanisées.
L'entreprise Transdev Darche Gros avait repris le trajet dans sa totalité avec les lignes 01 et 37 qui, en 2023, à la suite de l'ouverture à la concurrence, font respectivement partie des réseaux Brie et 2 Morin et Pays Briard exploitées par d'autres entreprises. La société est créée en 1934, lors de la fermeture de la ligne au service de voyageurs. La section « Verneuil-l'Étang - Guignes - Melun » est l'axe principal de la ligne 01 (plus rarement de la ligne 37). La section « Crisenoy-Champdeuil - Voisenon - Maincy - Melun » est l'un des axes principaux de la ligne 37 (plus rarement de la ligne 01).

## La ligne dans la culture
Le tramway est la scène principale d'un roman de Paul Darcy publié en 1937, Du sang sur les rails, où l'action commence par la découverte d'un cadavre sur la voie ferrée du tacot. La ligne est encore desservie par des trains tractés par des locomotives. Toute l'histoire est axée sur le tramway. Dans ce livre, la victime, prétendument morte écrasée par le train, a été poignardée auparavant. Le livre montre que la ligne a cessé depuis quelques années son trafic de voyageurs et a été remplacée par des cars comme de nombreux chemins de fer secondaires de l'époque : « Une ligne encore parcourue par des poussives locomotives sonnant la ferraille comme un jouet d'enfant à peu près disloqué ».
Le 4 janvier 1982, un article de André Bertrand du journal local La République de Seine-et-Marne, dans la rubrique « Souvenir du temps passé » rend hommage à la ligne de Verneuil. Elle évoqua « une petite ligne ferrée à voie étroite qui ne devait pas dépasser une trentaine d'années », et qui conclut : « Aujourd'hui, tout cela est tombé dans l'oubli ».

## Galerie de photographies

### Photographies modernes

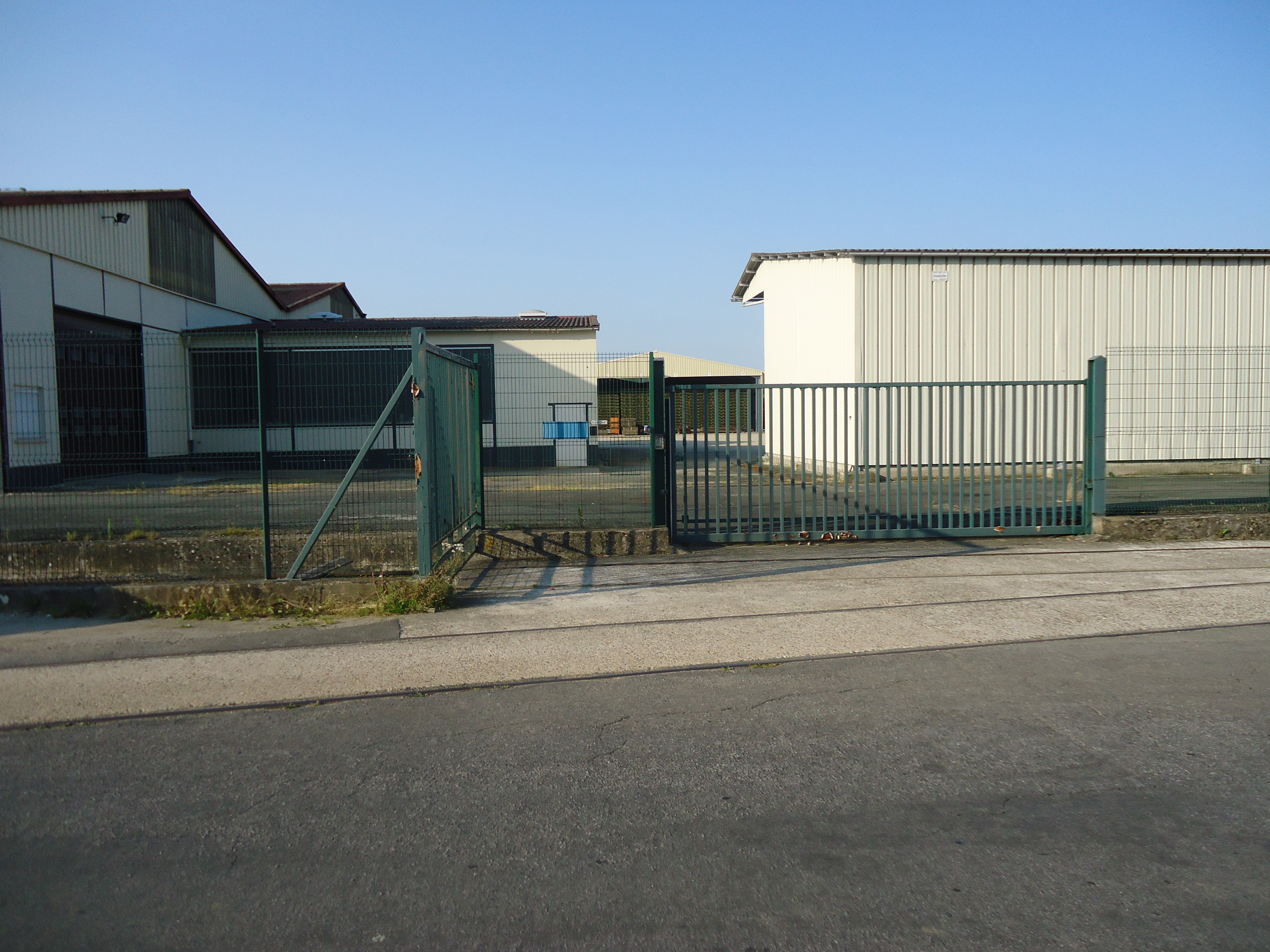
Emplacement de l'ancien terminus du tramway de Verneuil, avec les voies marchandises au milieu. Le bâtiment blanc est le résultat de l'évolution de l'ancien bâtiment ferroviaire qui a beaucoup changé à travers les années.
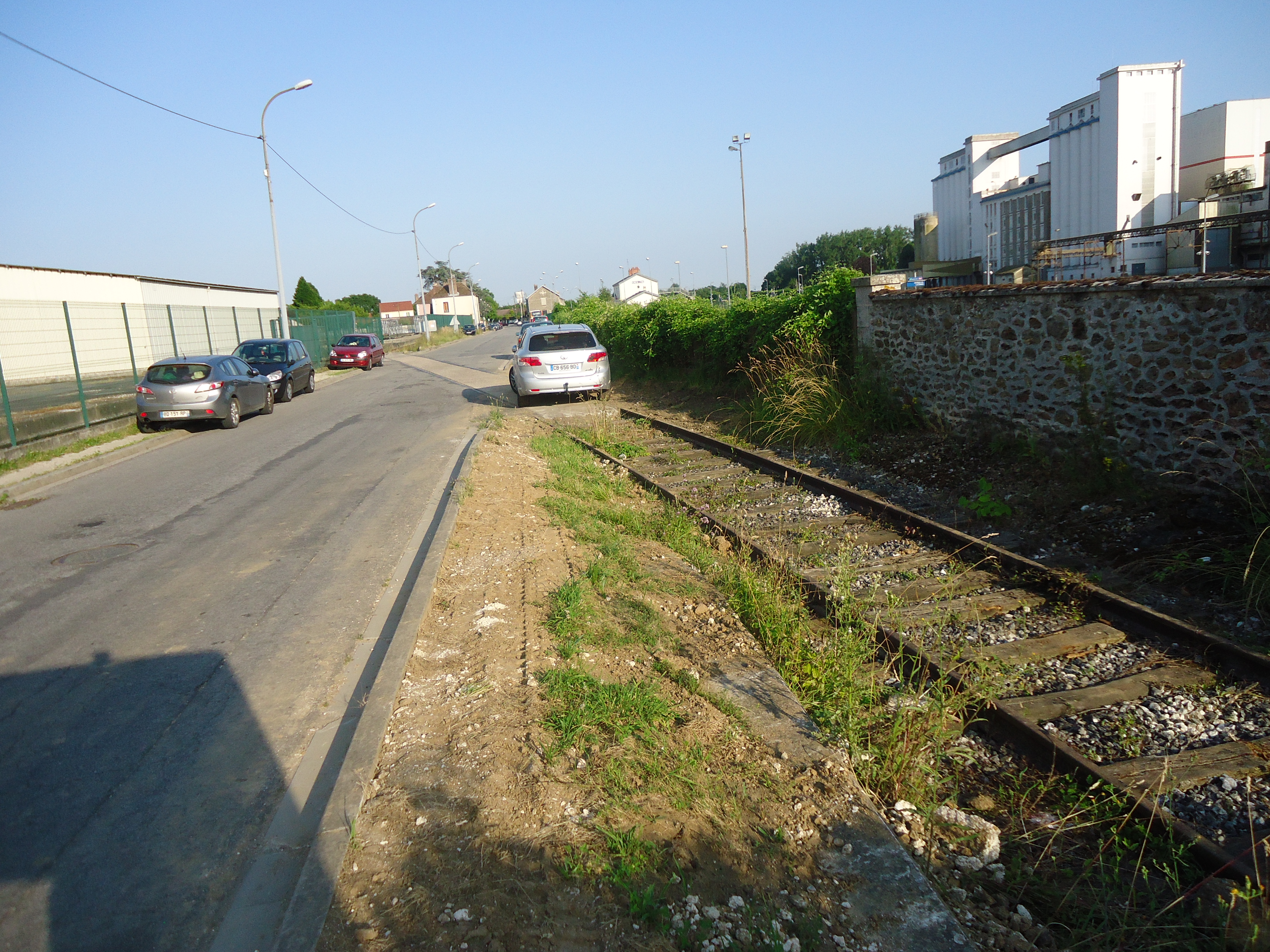
À gauche, l'emplacement du tramway de Verneuil ; à droite, l'emplacement de la gare de Verneuil et, au premier plan, les voies qui reliaient les deux.
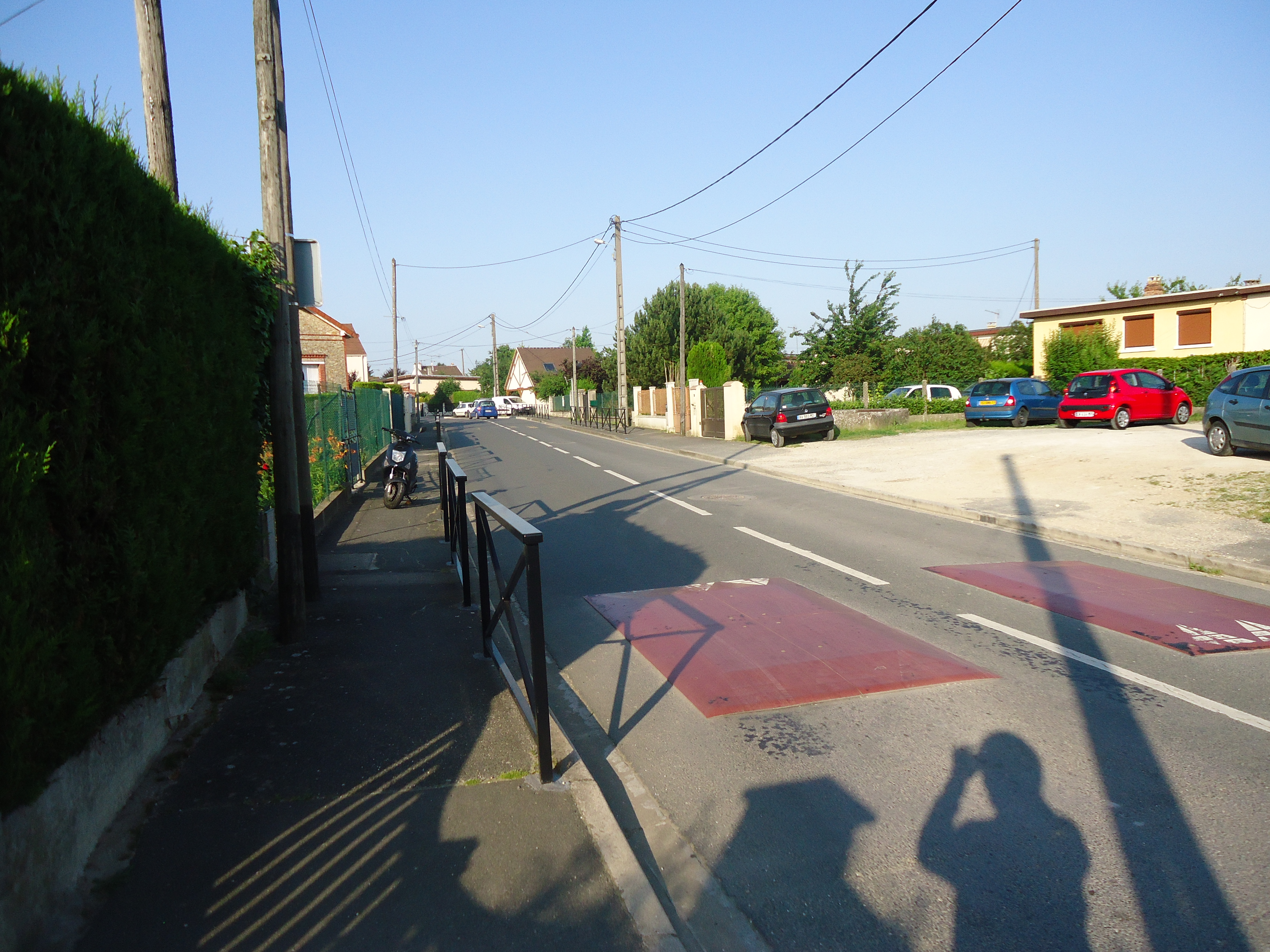
Emplacement de l'ancienne gare de Guignes-Ville.
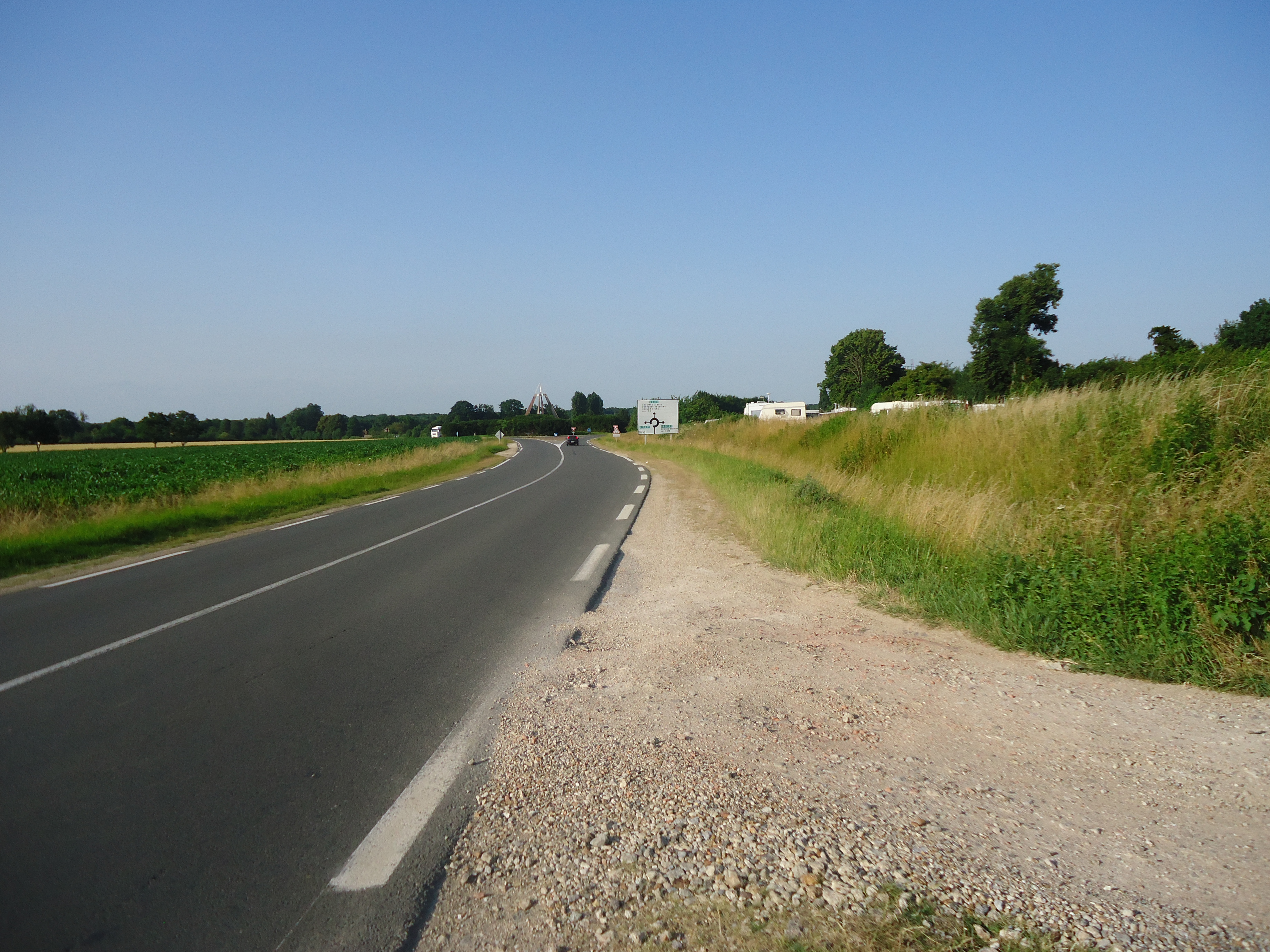
Emplacement de la station Guignes-Sucrerie.
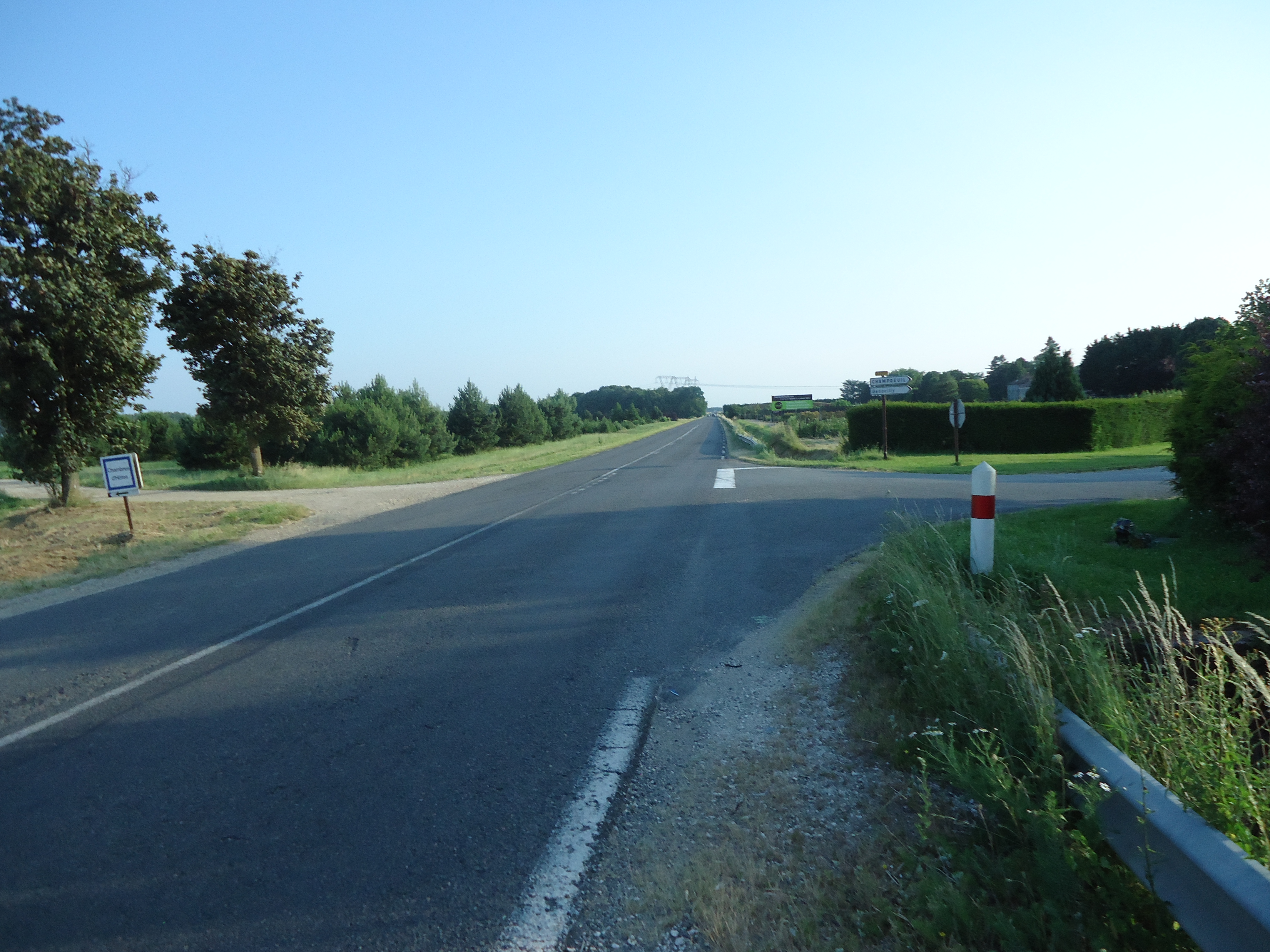
Emplacement de l'ancienne station de Genouilly-Suscy au hameau de Genouilly.
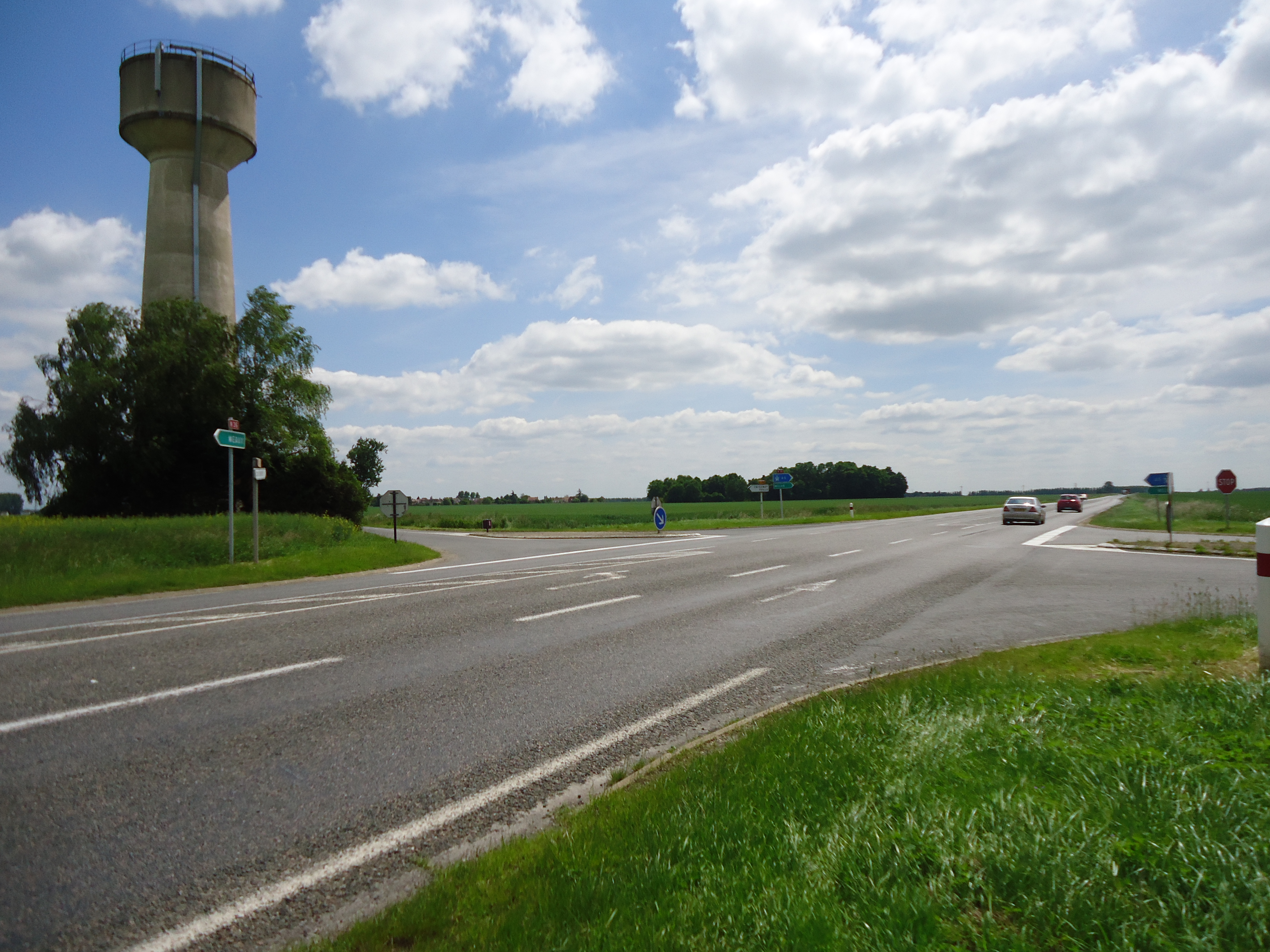
Emplacement de la gare de Champdeuil - Crisenoy à l'intersection entre la RN 36 et la D 130 allant à Champdeuil au nord et Crisenoy au sud.
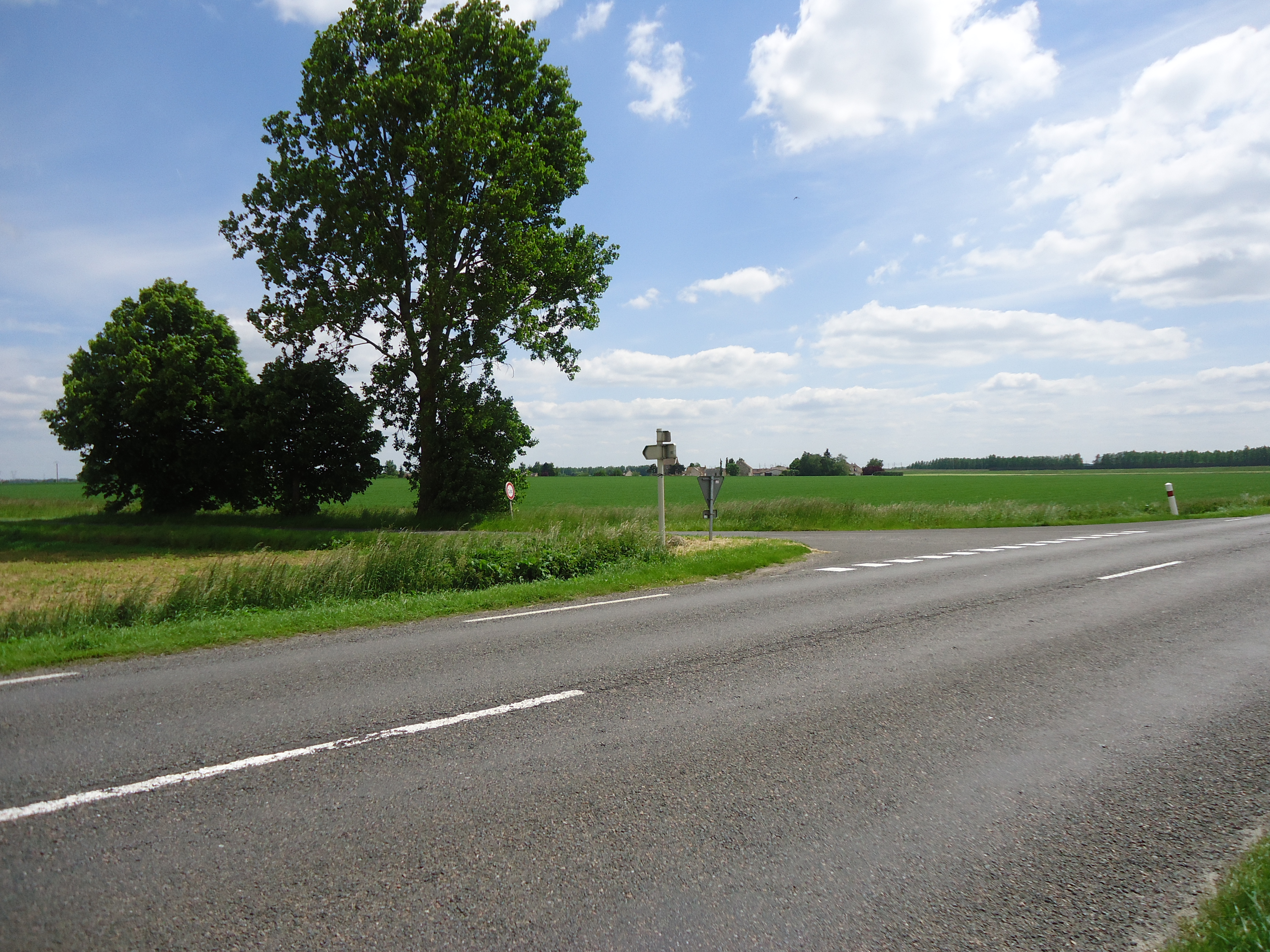
Emplacement de la halte « Les Bordes » au croisement de la RN 36 avec un chemin menant au hameau.
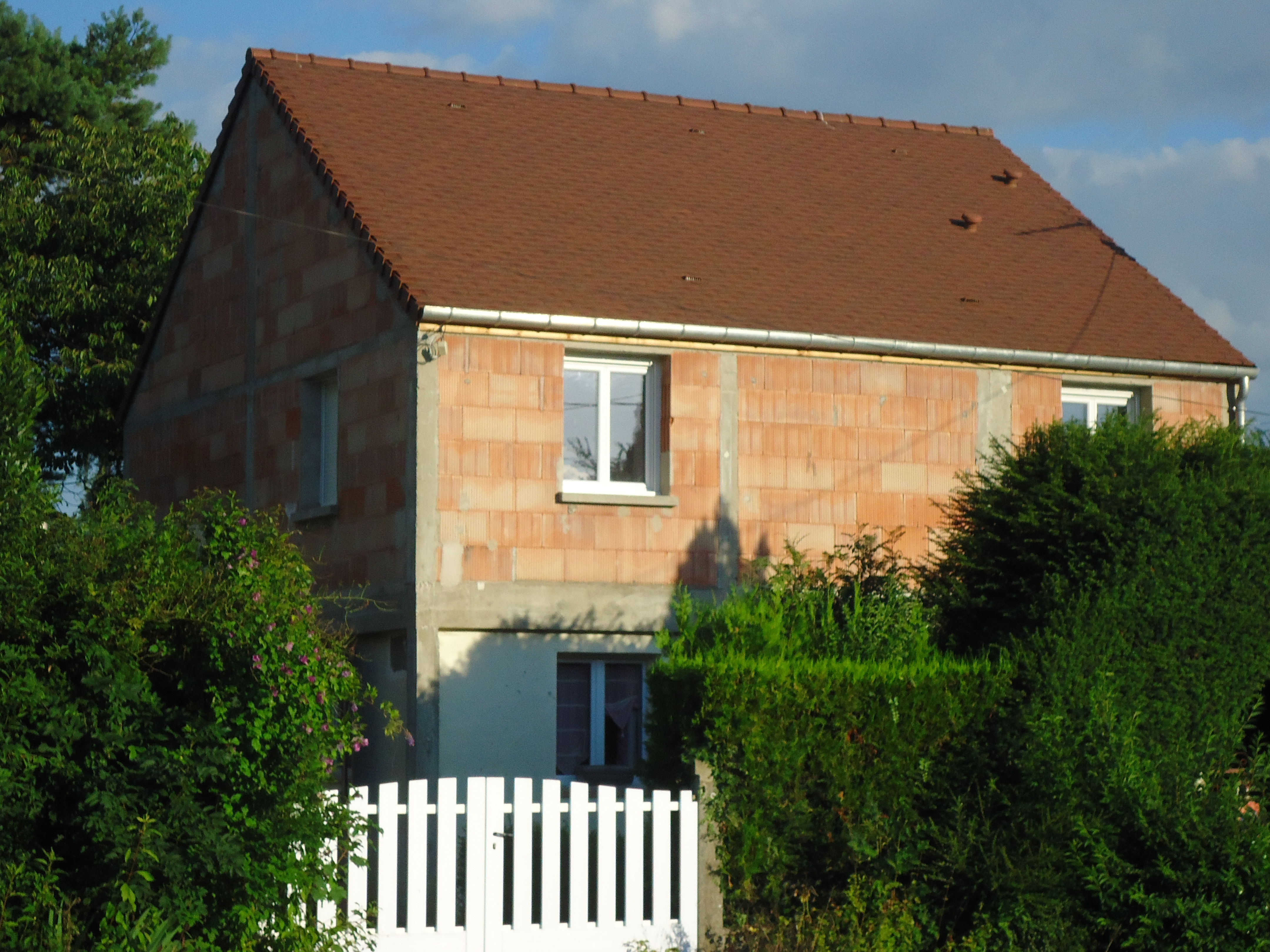
Gare de Saint-Germain-Laxis transformée en maison d'habitation.
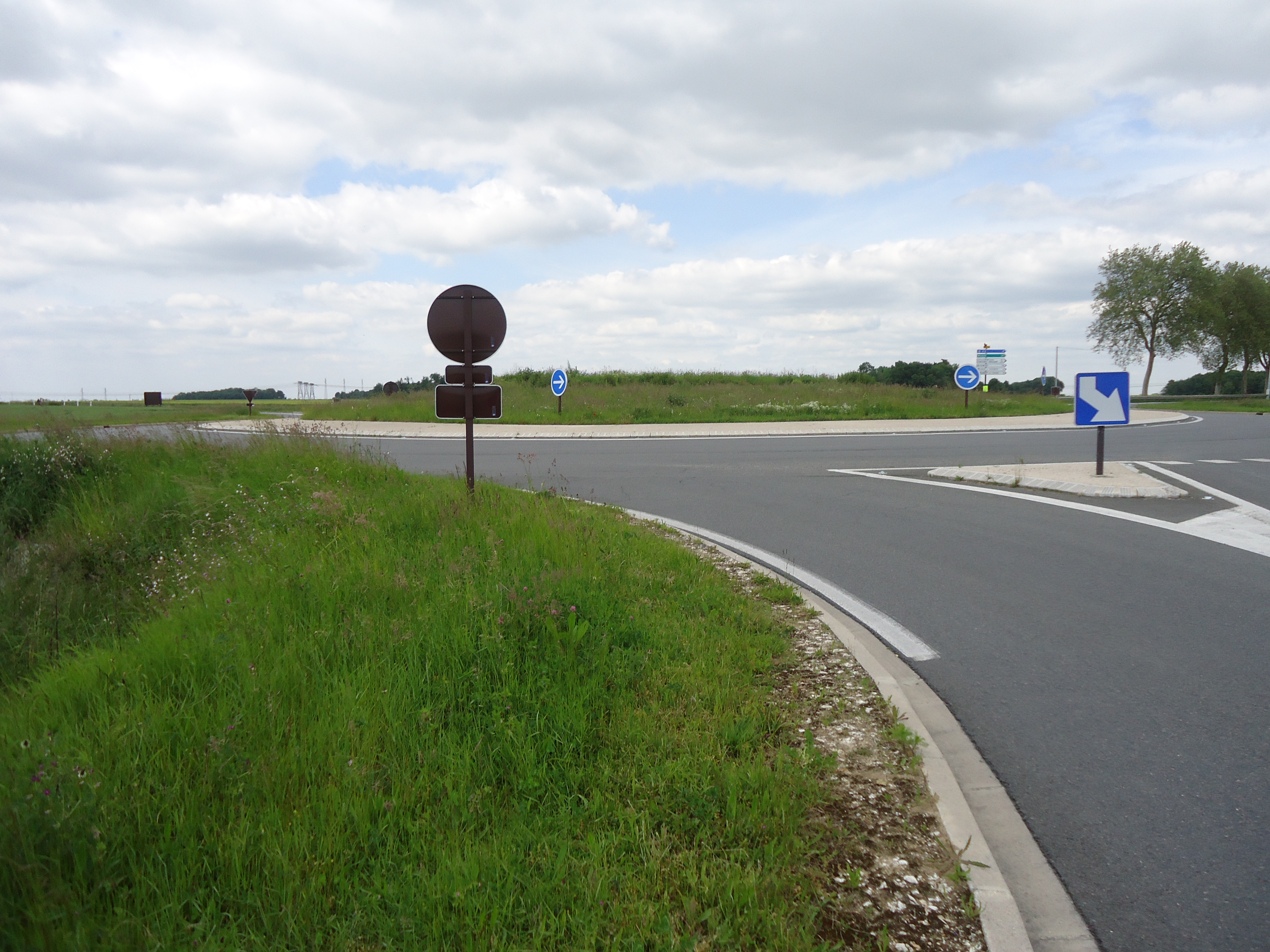
Emplacement de la halte de Rubelles - Voisenon, aujourd'hui un rond-point.
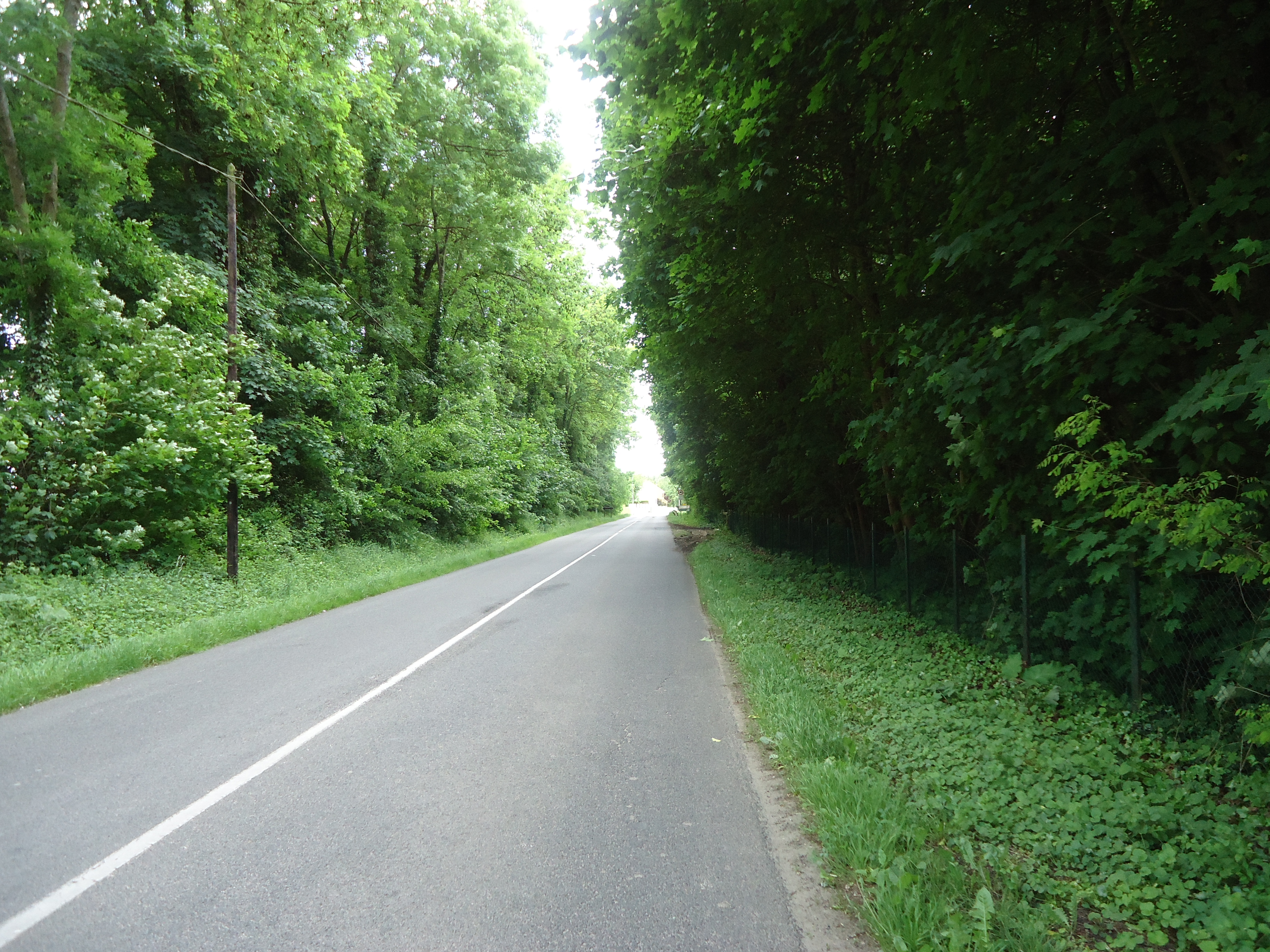
Actuel boulevard Charles-de-Gaulle, entre les stations « Trois-Moulins » et « Rubelles - Voisenon ». Le tramway était à gauche.
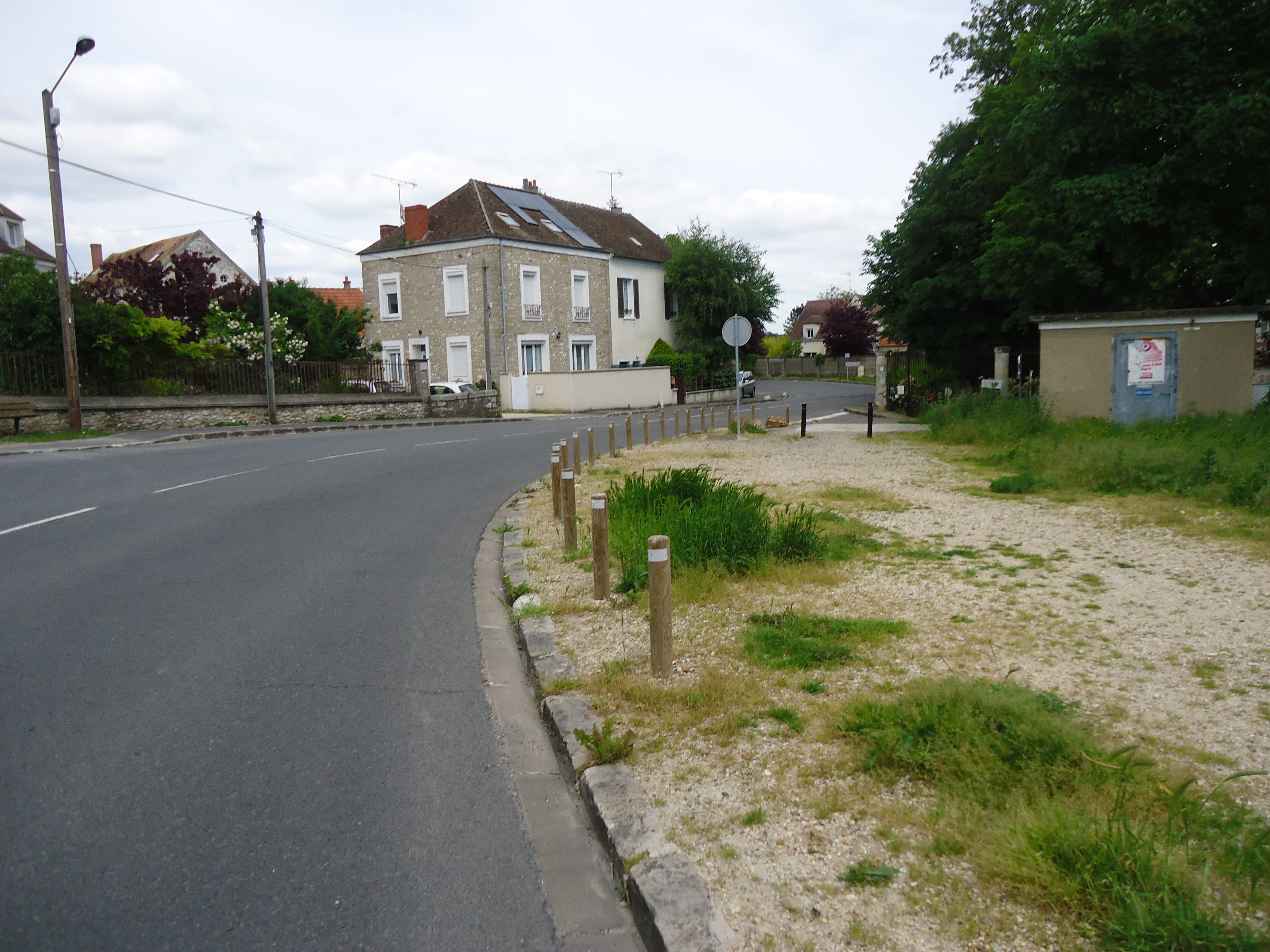
La route des Trois-Moulins, à proximité de l'arrêt Trois-Moulins. Le tramway se trouvait sur la droite.
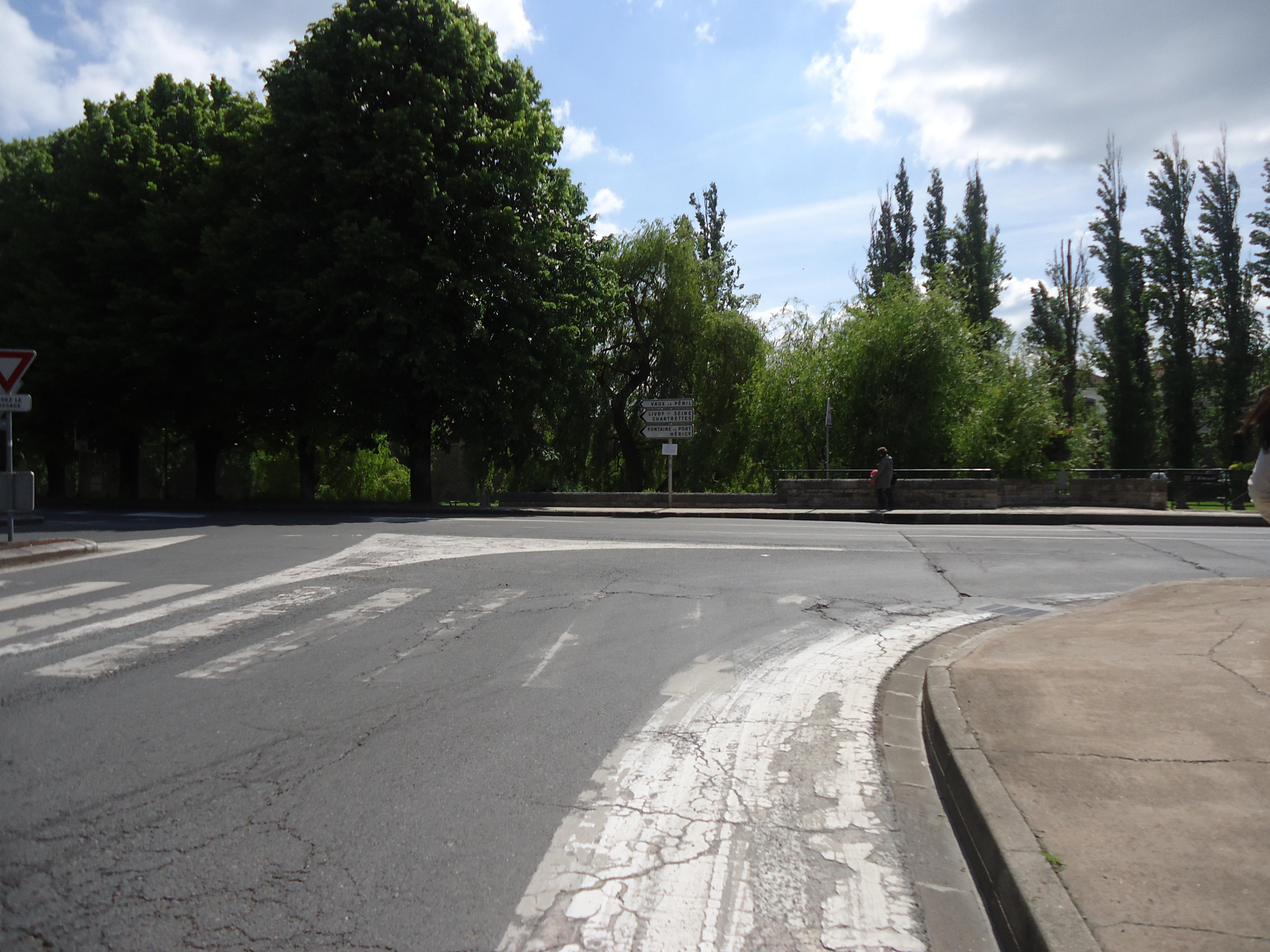
Emplacement de la fin de la ligne de tramway, au-delà de la station terminus de Melun-Ville, près de l'Almont.

### Illustrations externes: 1949 à 1965
- Collection F.Capron et ASSF, « La sucrerie de Guignes avec les voies de la ligne à droite, en 1949, date de la dernière campagne du tramway. », sur L'association pour la Sauvegarde de la Sucrerie de Francières (ASSF) (Voir Image Archive) (consulté le 27 janvier 2014)
- « La gare tramway de Melun à l'abandon, en 1951. », sur Delcampe (consulté le 13 janvier 2019)
- « La gare de Saint-Germain-Laxis à l’abandon en 1959 et en 1965 (2e et 4e illustrations de la page). », sur mairiestgermainlaxis.free.fr (consulté le 25 mars 2014)